# Liste der Ritter des Ordens vom Goldenen Vlies

Heraldisches Halsband für den Orden vom Goldenen Vlies

Diese Seite enthält eine Liste der Ritter des Ordens vom Goldenen Vlies.

## Ordensritter desHauses Burgund(1430–1477)
| Aufnahmejahr                   | Nr. des Diploms, Name                                                                 | Geboren    | Gestorben        | Bemerkungen |
| ------------------------------ | ------------------------------------------------------------------------------------- | ---------- | ---------------- | --- |
| Gründung Brügge, 1430          | Philipp der Gute, Herzog von Burgund                                                  | 1396       | 1467             | Ordensstifter und erster Großmeister |
| Gründung Brügge, 1430          | 1: Guillaume III. de Vienne, Seigneur de Saint-Georges                                |            | 1435/45          | Gouverneur von Burgund, leistete den Ordenseid am 10. April 1432 (n. St.) vor dem Souverän in Dijon. |
| Gründung Brügge, 1430          | 2: Régnier Pot, Seigneur de la Prugne                                                 | um 1362    | 1432             | Kammerherr Philipps des Kühnen, leistete den Ordenseid am 24. März 1432 (n. St.) vor dem Souverän in Dijon |
| Gründung Brügge, 1430          | 3: Jean V., Seigneur de Roubaix                                                       | 1369       | 1449             | Schwager von Hugo, Ghillebert und Baudouin de Lannoy (Nr. 7, 12 und 19) |
| Gründung Brügge, 1430          | 4: Roland von Uutkercke, Herr von Hemsrode                                            |            | 1442             | Gouverneur von Holland und Friesland |
| Gründung Brügge, 1430          | 5: Antoine de Vergy, Comte de Dammartin                                               | 1375       | 1439             | Marschall von Frankreich, |
| Gründung Brügge, 1430          | 6: David de Brimeu, Seigneur de Ligny-sur-Canche                                      | vor 1384   | 1448             | Gouverneur von Arras (Haus Brimeu) |
| Gründung Brügge, 1430          | 7: Hugo von Lannoy, Herr von Santes                                                   | 1384       | 1456             | 1433–1440 1. Statthalter von Holland und Seeland |
| Gründung Brügge, 1430          | 8: Jean de la Clite, Seigneur de Comines                                              |            | 1443             | Gouverneur von Flandern |
| Gründung Brügge, 1430          | 9: Antoine de Toulongeon                                                              | 1385       | 1432             | Marschall von Burgund, |
| Gründung Brügge, 1430          | 10: Pierre I. de Luxembourg, Graf von Saint-Pol, Conversano und Brienne               | 1390       | 1433             | Er leistete den Ordenseid auf dem Ordenskapitel von 1432 |
| Gründung Brügge, 1430          | 11: Jean de La Trémoille, Seigneur de Jonvelle                                        | 1377       | 1449             | Grand Maître und Grand Chambellan |
| Gründung Brügge, 1430          | 12: Ghillebert de Lannoy, Seigneur de Willerval                                       | 1386       | 1462             | Kapitän von Rotterdam, Bruder von Hugo von Lannoy (Nr. 7) |
| Gründung Brügge, 1430          | 13: Jean II. de Luxembourg, Graf von Ligny                                            | 1392       | 1441             | Generalkapitän der Picardie, Gouverneur des Artois, Bruder von Pierre de Luxemburg (Nr. 10); er leistete den Ordenseid am 18. Dezember 1432 in Gent |
| Gründung Brügge, 1430          | 14: Jean de Villiers de L’Isle-Adam                                                   | um 1384    | 1437             | Marschall von Frankreich |
| Gründung Brügge, 1430          | 15: Antoine I. de Croÿ, Graf von Porcéan                                              | um 1402    | 1475             | Gouverneur von Luxemburg |
| Gründung Brügge, 1430          | 16: Colart de Brimeu, genannt Florimond III., Seigneur de Maizicourt                  |            | 1442             | Gouverneur des Ponthieu, Neffe von David de Brimeu (Nr. 6) (Haus Brimeu) |
| Gründung Brügge, 1430          | 17: Robert de Masmines                                                                | um 1387    | 1430 (oder 1431) | Statthalter im Hennegau, Mitglied des Conseil de Flandre und Ritter-Hauptmann; von Robert Campin gemalt |
| Gründung Brügge, 1430          | 18: Jacques de Brimeu, Seigneur de Grigny                                             | vor 1384   | 1447             | Bruder von David de Brimeu (Nr. 6) (Haus Brimeu) |
| Gründung Brügge, 1430          | 19: Baudouin de Lannoy, Herr von Molenbeek                                            | 1388       | 1474             | Bruder von Hugo und Ghillebert de Lannoy (Nr. 7 und 12), Gouverneur von Mortagne, Lille etc. |
| Gründung Brügge, 1430          | 20: Pierre de Bauffremont, Gf. von Charny                                             |            | 1472             | Gouverneur von Burgund |
| Gründung Brügge, 1430          | 21: Philippe, Seigneur de Ternant                                                     | um 1400    | 1456             | erster Prévôt und Gouverneur von Paris nach der Befreiung von den Engländern |
| Gründung Brügge, 1430          | 22: Jean II. de Croÿ, Graf von Chimay                                                 | um 1403    | 1473             | Generalkapitän des Hennegau, Bruder von Antoine de Croy (Nr. 15) |
| Gründung Brügge, 1430          | 23: Jean V. de Créquy                                                                 | um 1400    | 1472             | |
| Gründung Brügge, 1430          | 24: Jean I. de Neufchâtel, Seigneur de Montaigu                                       | um 1378/79 | 1433             | Wegen seines Verhaltens in der Schlacht von Anthon (11. Juni 1430) aus dem Orden ausgeschlossen; seine Beschwerde dagegen wurde auf dem Ordenskapitel von 1431 zurückgewiesen, ebenso sein Bittgesuch von 1432 |
| Gründung Brügge, 1430          | Louis II. de Chalon, Fürst von Orange                                                 | 1390       | 1463             | Als Ordensritter nominiert, hatte er zur Zeit der Schlacht von Anthon den Ordenseid noch nicht geleistet; wegen seines Verhaltens in der Schlacht wurde ihm sein Beitritt dann verweigert, seine Beschwerde dagegen wurde auf dem Ordenskapitel von 1431 zurückgewiesen; daher keine Matrikelnummer                                                                                       |
| 1. Kapitel Lille, 1431         | 25: Friedrich IV., Graf von Moers                                                     |            | 1448             | |
| 1. Kapitel Lille, 1431         | 26: Simon de Lalaing, Herr von Montigny und Hantes                                    | um 1405    | 1477             | 1436–1462 Admiral von Flandern; da sich Lalaing in Laon in Gefangenschaft befand, wurde seine Nominierung geheim gehalten, er leistete seinen Aufnahmeeid am 20. Januar 1433 (n. St.) in Gent |
| 2. Kapitel Brügge, 1432        | 27: André de Toulongeon                                                               | 1390       | 1432             | Großstallmeister von Frankreich, Bruder von Antoine de Toulongeon (Nr. 9) |
| 2. Kapitel Brügge, 1432        | 28: Jean IV. de Melun, Burggraf von Gent, Vicomte de Melun                            |            | 1484             | Er leistete den Ordenseid im Februar 1433 (n. St.) in Brüssel |
| 3. Kapitel Dijon, 1433         | 29: Jacques de Crèvecœur                                                              | 1400       | 1439             | |
| 3. Kapitel Dijon, 1433         | 30: Jean IV. de Vergy, Seigneur de Fouvent                                            |            | 1461             | Gouverneur von Burgund, Neffe von Antoine de Vergy (Nr. 5) |
| 3. Kapitel Dijon, 1433         | 31: Guy III. de Pontailler, Seigneur de Talmay                                        |            | wohl 1437        | |
| 3. Kapitel Dijon, 1433         | 32: Baudot de Noyelles-Wion, Seigneur de Catheux                                      |            | 1461             | |
| 3. Kapitel Dijon, 1433         | 33: Jean de Luxembourg genannt Hennequin, Bâtard de Saint-Pol, Seigneur de Haubourdin |            | 1466             | |
| 3. Kapitel Dijon, 1433         | 34: Karl der Kühne, Graf von Charolais                                                | 1433       | 1477             | Den Ordenseid leisteten seine Eltern, persönlich wiederholte er ihn auf dem Kapitel von 1451; er folgte seinem Vater Philipp dem Guten 1467 als Herzog von Burgund und (2.) Großmeister |
| 3. Kapitel Dijon, 1433         | 35: Ruprecht IV., Graf von Virneburg                                                  |            | 1444             | Er leistete den Ordenseid am 10. Juni 1434 in Brüssel |
| 3. Kapitel Dijon, 1433         | 36: Thiébaut VIII., Seigneur de Neufchâtel                                            | 1386/87    | 1459             | Großmeister von Frankreich, Neffe von Jean I. de Neufchâtel (Nr. 24) |
| 4. Kapitel Brüssel, 1435       | Keine Ernennungen                                                                     |            |                  | |
| 5. Kapitel Lille, 1436         | Keine Ernennungen                                                                     |            |                  | |
| 6. Kapitel Saint-Omer, 1440    | 37: Charles de Valois, duc d’Orléans                                                  | 1394       | 1465             | |
| 6. Kapitel Saint-Omer, 1440    | 38: Jean VI., Herzog der Bretagne                                                     | 1389       | 1442             | |
| 6. Kapitel Saint-Omer, 1440    | 39: Jean II., Herzog von Alençon                                                      | 1409       | 1476             | |
| 6. Kapitel Saint-Omer, 1440    | 40: Mathieu de Foix, Graf von Comminges                                               | 1385       | 1456             | jüngerer Bruder des Grafen Jean I. de Foix-Grailly |
| 7. Kapitel Gent, 1445          | 41: Alfons V., König von Aragón und Neapel                                            | 1396       | 1458             | In Abwesenheit gewählt, nahm die Wahl im November 1446 an, unter der Bedingung, dass für ihn die Statuten in einer Reihe von Punkten abgeändert werden; die Zustimmung Philipps wurde am 18. Mai 1447 beurkundet. |
| 7. Kapitel Gent, 1445          | Franz I., Herzog der Bretagne                                                         | 1414       | 1450             | Sohn von Herzog Jean VI. (Nr. 38), lehnte die Wahl ab, für ihn rückte Andrieu d’Humières (Nr. 46) nach, daher ohne Matrikelnummer |
| 7. Kapitel Gent, 1445          | Louis I. de Luxembourg                                                                | 1418       | 1475             | Graf von Ligny, Graf von Saint-Pol und Brienne, Sohn von Pierre de Luxembourg (Nr. 10), lehnte die Wahl ab (daher ohne Matrikelnummer); da keine zweite Reservewahl stattgefunden hatte, blieb sein Platz leer |
| 7. Kapitel Gent, 1445          | 42: Frank II. von Borsselen, Graf von Ostervant                                       | um 1396    | 1470             | Ehemann der Jakobäa von Bayern |
| 7. Kapitel Gent, 1445          | 43: Rainald II., Herr von Brederode und Vianen                                        | 1414/5     | 1473             | Burggraf von Utrecht; er leistete seinen Ordenseid auf dem Kapital von 1451 |
| 7. Kapitel Gent, 1445          | 44: Heinrich II., von Borsselen, Herr von Veere                                       |            | 1474             | 1467 Graf von Grandpré |
| 7. Kapitel Gent, 1445          | 45: Jean IV. d’Auxy                                                                   | 1396       | 1474             | 1461 Großmeister der französischen Armbrustschützen |
| 7. Kapitel Gent, 1445          | 46: Andrieu d’Humières                                                                |            | 1458             | Seigneur d’Humières etc.; wurde zum Ordensritter gewählt unter der Voraussetzung, dass ein anderer Gewählter die Wahl ablehnt; er rückte somit im April 1446 (n. St.) für Franz I., Herzog der Bretagne nach; den Aufnahmeeid legte er schriftlich am 15. April 1446 ab, mündlich noch einmal auf dem nächsten Kapitel im Jahr 1451                                                       |
| 8. Kapitel Mons, 1451          | 47: Johann I., Herzog von Kleve                                                       | 1419       | 1481             | |
| 8. Kapitel Mons, 1451          | 48: Iñigo de Guevara, Graf von Ariano Irpino                                          |            | 1462             | in manchen Quellen Juan de Guevara genannt |
| 8. Kapitel Mons, 1451          | 49: Pedro de Cardona, Graf von Collesano                                              |            | 1450             | Vor der Aufnahme verstorben |
| 8. Kapitel Mons, 1451          | 50: Jean III., Herr von Lannoy                                                        | 1410       | 1493             | 1448–1462 Statthalter von Holland und Seeland |
| 8. Kapitel Mons, 1451          | 51: Jacques de Lalaing, genannt le bon chevalier                                      | 1421       | 1453             | Neffe von Simon de Lalaing (Nr. 26) |
| 8. Kapitel Mons, 1451          | 52: Jean II. de Neufchâtel, Seigneur de Montaigu                                      | um 1438    | 1489             | 1481 aus dem Orden ausgeschlossen, Sohn von Thiébaut VIII. de Neufchâtel (Nr. 36) |
| 9. Kapitel Den Haag, 1456      | Giosia Acquaviva, 6. Herzog von Atri                                                  |            | 1462             | Lehnte die Wahl ab, da König Alfons V. Einwände hatte, daher keine Matrikelnummer; im Livre du toison d’or nicht aufgeführt |
| 9. Kapitel Den Haag, 1456      | 53: Johann von Burgund, Graf von Nevers                                               | 1415       | 1491             | 1468 aus dem Orden ausgeschlossen |
| 9. Kapitel Den Haag, 1456      | 54: Antoine Bâtard de Bourgogne                                                       | 1421       | 1504             | |
| 9. Kapitel Den Haag, 1456      | 55: Adolf von Kleve, Herr von Ravenstein                                              | 1425       | 1492             | 1477–1482 Generalkapitän von Hennegau; für den Fall, dass Adolf von Kleve die Wahl ablehnen würde, wurde als Reserve Philippe I. de Croÿ gewählt; der Fall trat nicht ein, Philippe I. de Croÿ bekam seine Mitgliedschaft erst 1473 (Nr. 74) |
| 9. Kapitel Den Haag, 1456      | 56: Johann von Portugal, Herzog von Coimbra                                           | wohl 1431  | 1457             | Neffe der Herzogin Isabella von Burgund |
| 10. Kapitel Saint-Omer, 1461   | 57: Johann II., König von Aragón und Navarra                                          | 1397       | 1479             | |
| 10. Kapitel Saint-Omer, 1461   | 58: Adolf der Jüngere, Herzog von Geldern                                             | 1438       | 1477             | [ 21 ] |
| 10. Kapitel Saint-Omer, 1461   | 59: Thiébaut IX. de Neufchâtel, Marschall von Burgund                                 | 1417       | 1469             | Sohn von Thiebaut VIII. de Neufchâtel (Nr. 36) |
| 10. Kapitel Saint-Omer, 1461   | 60: Philippe Pot, Seigneur de La Roche de Nolay                                       | 1428       | 1493             | 1481 aus dem Orden ausgeschlossen |
| 10. Kapitel Saint-Omer, 1461   | 61: Ludwig von Gruuthuse                                                              | 1427       | 1492             | 1462–1477 Statthalter von Holland und Seeland, 1472 Earl of Winchester |
| 10. Kapitel Saint-Omer, 1461   | 62: Guy de Roye, Seigneur de Roye                                                     |            | 1463             | |
| 11. Kapitel Brügge, 1468       | 63: Eduard IV., König von England                                                     | 1442       | 1483             | Eduard von England akzeptierte die Wahl Ende Oktober 1469, nachdem die Statuten in Bezug auf ihn abgeändert worden waren; im Gegenzug wurde dann Karl der Kühne in den Hosenbandorden aufgenommen; Ersatzkandidat für Eduard IV. war Rudolf, Markgraf von Rötteln, dessen Wahl somit nicht zum Tragen kam                                                                                 |
| 11. Kapitel Brügge, 1468       | Charles de Valois, duc de Normandie                                                   | 1446       | 1472             | Am 30. November 1469 wurde bekannt, dass er die Wahl ablehnte (daher ohne Matrikelnummer); für ihn wurde Louis de Chalon (Nr. 64) in den Orden aufgenommen |
| 11. Kapitel Brügge, 1468       | Franz II. Herzog der Bretagne                                                         | 1435       | 1488             | Er lehnte die Wahl ab; da für ihn kein Ersatzkandidat nominiert war, blieb sein Platz vakant |
| 11. Kapitel Brügge, 1468       | Louis I. de Luxembourg                                                                | 1418       | 1475             | Er wurde nach 1445 zum zweiten Mal nominiert und lehnte innerhalb weniger Tage erneut ab (d. h. auch hier ohne Matrikelnummer); 1465 wurde er zum Connétable von Frankreich ernannt; als Ersatzkandidat war Jean Damas (Nr. 65) gewählt worden, der aber bereits für den Platz von Jacques de Bourbon vorgesehen war; am 20. Mai wurde daraufhin Philipp von Savoyen (Nr. 68) nachgewählt |
| 11. Kapitel Brügge, 1468       | 64: Louis de Chalon, Seigneur de Châtel-Guyon                                         |            | 1476             | 2. Sohn von Louis II. le Bon, Fürst von Orange; 1468 als Ersatzmitglied für Charles de Valois gewählt, wurde aufgenommen, nachdem dieser 1469 den Beitritt ablehnte |
| 11. Kapitel Brügge, 1468       | 65: Jean Damas, Baron de Digoine, Seigneur de Clessy                                  |            | nach 1481        | Wurde bei der Wahl vom 14. Mai als Ersatzkandidat bestimmt und dann am letzten Tag des Ordensfestes, am 28. Mai 1468, als Nachrücker für Jacques de Bourbon (Nr. 66) gewählt; 1481 aus dem Orden ausgeschlossen |
| 11. Kapitel Brügge, 1468       | 66: Jacques de Bourbon                                                                | um 1444    | 1468             | jüngster Sohn des Herzogs Charles I. de Bourbon; er wurde am 14. Mai gewählt, am 15. Mai aufgenommen und starb am 22. Mai; an seiner Stelle wurde am 28. Mai Jean Damas (Nr. 65) gewählt. |
| 11. Kapitel Brügge, 1468       | 67: Jacques de Luxembourg, Herr von Richebourg                                        | um 1420    | 1487             | Sohn von Pierre I. de Luxemburg (Nr. 10), 1481 aus dem Orden ausgeschlossen, |
| 11. Kapitel Brügge, 1468       | 68: Philipp von Savoyen, Graf von Bresse                                              | 1438       | 1497             | 1496 Herzog von Savoyen; er wurde am 20. Mai 1468 nachgewählt, da Louis I. de Luxembourg seine Wahl abgelehnt hatte und der eigentlich als Ersatzkandidat vorgesehene Jean Damas (Nr. 65) den Platz von Jacques de Bourbon einnehmen sollte. |
| 11. Kapitel Brügge, 1468       | 69: Philippe de Crèvecœur                                                             |            | 1494             | Marschall von Frankreich, 1481 aus dem Orden ausgeschlossen, Sohn von Jacques de Crèvecœur (Nr. 29) |
| 11. Kapitel Brügge, 1468       | 70: Claude de Montaigu, Seigneur de Couches                                           | um 1406    | 1471             | |
| 12. Kapitel Valenciennes, 1473 | 71: Ferdinand II., König von Sizilien                                                 | 1452       | 1516             | |
| 12. Kapitel Valenciennes, 1473 | 72: Ferdinand I., König von Neapel                                                    | 1424       | 1494             | |
| 12. Kapitel Valenciennes, 1473 | 73: Jean de Rubempré, Herr von Bever                                                  | nach 1430  | 1477             | Kammerherr Karls des Kühnen, durch seine Mutter Neffe von Antoine I. de Croy (Nr. 15) |
| 12. Kapitel Valenciennes, 1473 | 74: Philippe I. de Croÿ, Graf von Chimay                                              | 1436       | 1482             | 1474–1477 Statthalter von Gelderland, Sohn von Jean II. de Croÿ (Nr. 22) |
| 12. Kapitel Valenciennes, 1473 | 75: Jean de Luxembourg, Graf von Marle und Soissons                                   | um 1436    | 1476             | Gouverneur von Burgund, Enkel von Pierre de Luxemburg (Nr. 10) |
| 12. Kapitel Valenciennes, 1473 | 76: Guy de Brimeu, Seigneur de Humbercourt                                            | um 1434    | 1477             | 1470 Graf von Megen, 1473 Hofpfalzgraf (Haus Brimeu) |
| 12. Kapitel Valenciennes, 1473 | 77: Engelbert II., Graf von Nassau                                                    | 1451       | 1504             | |

## Ritter des Ordens vom Goldenen Vlies unter dem Haus Habsburg (1478–1700)

### 1478–1500
| Aufnahmejahr                       | Nr. des Diploms, Name                                | Geboren   | Gestorben | Bemerkungen |
| ---------------------------------- | ---------------------------------------------------- | --------- | --------- | --- |
| 13. Kapitel Brügge, 1478           | Maximilian I., Erzherzog von Österreich              | 1459      | 1519      | Ehemann von Maria von Burgund, Tochter und Erbin Karls des Kühnen, später Kaiser Maximilian I.; Großmeister bis zu Marias Tod 1482 |
| 13. Kapitel Brügge, 1478           | 78: Wilhelm von Egmond                               | 1412      | 1483      | der jüngere Bruder von Arnold von Egmond, Herzog von Geldern, 1473–1474 Statthalter von Gelderland                                 |
| 13. Kapitel Brügge, 1478           | 79: Wolfhart VI. von Borsselen                       | 1430      | 1487      | Marschall von Frankreich, 1477–1480 Statthalter von Holland und Seeland, Sohn von Heinrich II. von Borsselen (Nr. 44)              |
| 13. Kapitel Brügge, 1478           | 80: Josse de Lalaing, Herr von Montigny              | 1437      | 1483      | 1480–1483 Statthalter von Holland und Seeland, Sohn von Simon de Lalaing (Nr. 26)                                                  |
| 13. Kapitel Brügge, 1478           | 81: Jacques I. de Luxembourg, Herr von Fiennes       | nach 1441 | 1488      | Enkel von Pierre I. de Luxembourg (Nr. 10)                                                                                         |
| 13. Kapitel Brügge, 1478           | 82: Philipp von Burgund, Herr von Beveren            |           | 1498      | Sohn von Anton Bastard von Burgund (Nr. 54), Schwiegersohn von Wolfhart VI. von Borsselen (Nr. 79), 1464 Graf von Laroche          |
| 13. Kapitel Brügge, 1478           | 83: Pierre II. de Luxembourg, Graf von Saint-Pol     | um 1440   | 1482      | Enkel von Pierre I. de Luxembourg (Nr. 10)                                                                                         |
| 13. Kapitel Brügge, 1478           | 84: Jakob von Savoyen, Graf von Romont               | 1450      | 1486      | Sohn von Graf Ludwig von Savoyen                                                                                                   |
| 13. Kapitel Brügge, 1478           | 85: Bertram von Liechtenstein                        |           | 1493      | [ 30 ] [ 31 ] |
| 14. Kapitel ’s-Hertogenbosch, 1481 | 86: Philipp der Schöne, Graf von Charolais           | 1478      | 1506      | ältester Sohn von Kaiser Maximilian I. und Maria von Burgund, später Philipp I. von Kastilien; Großmeister 1482–1506               |
| 14. Kapitel ’s-Hertogenbosch, 1481 | 87: Jean IV. le Riche, Herr von Ligne                |           | 1491      | Generalkapitän von Hennegau |
| 14. Kapitel ’s-Hertogenbosch, 1481 | 88: Pierre I. de Hénin, Seigneur de Boussu           | 1433      | 1490      | |
| 14. Kapitel ’s-Hertogenbosch, 1481 | 89: Baudouin II. de Lannoy, Herr von Molenbeek       | 1436      | 1501      | Gouverneur von Zütphen, Lille etc., Sohn von Baudouin I. de Lannoy (Nr. 19)                                                        |
| 14. Kapitel ’s-Hertogenbosch, 1481 | 90: Guillaume de la Baume, Herr von Irlain (Illeins) |           | 1495      | Kammerherr Philipps des Schönen, Gouverneur beider Burgund (La Baume-Montrevel)                                                    |
| 14. Kapitel ’s-Hertogenbosch, 1481 | 91: Johann III. von Glymes, Herr von Bergen op Zoom  | 1452      | 1531      | Gouverneur von Namur, Schwiegersohn von Guy de Brimeu (Nr. 76)                                                                     |
| 14. Kapitel ’s-Hertogenbosch, 1481 | 92: Martin, Herr von Polheim                         |           | 1498      | Schwiegersohn von Wolfhart VI. von Borsselen (Nr. 79)                                                                              |
| 14. Kapitel ’s-Hertogenbosch, 1481 | 93: Claude de Toulongeon                             |           | 1495      | Enkel von Antoine de Toulongeon (Nr. 9)                                                                                            |
| 15. Kapitel Mechelen, 1491         | 94: Friedrich III., Kaiser                           | 1415      | 1493      | Vater Maximilians I. und Großvater Philipps des Schönen                                                                            |
| 15. Kapitel Mechelen, 1491         | 95: Heinrich VII., König von England                 | 1457      | 1509      | |
| 15. Kapitel Mechelen, 1491         | 96: Albrecht III., Herzog von Sachsen                | 1443      | 1500      | Statthalter der Niederlande |
| 15. Kapitel Mechelen, 1491         | 97: Heinrich III. von Witthem, Herr von Beersel      | um 1440   | 1515      | kaiserlicher Rat |
| 15. Kapitel Mechelen, 1491         | 98: Pierre de Lannoy, Herr von Fresnoy               | 1445      | 1510      | Sohn von Guillebert de Lannoy (Nr. 12), Oberbailli von Aalst                                                                       |
| 15. Kapitel Mechelen, 1491         | 99: Eberhard V., Graf von Württemberg                | 1445      | 1496      | |
| 15. Kapitel Mechelen, 1491         | 100: Claude de Neufchâtel, Herr von Fay              | wohl 1449 | 1505      | Sohn von Thiébaut IX. de Neufchâtel (Nr. 59)                                                                                       |
| 15. Kapitel Mechelen, 1491         | 101: Johann III. von Egmond                          | 1438      | 1516      | 1483–1515 Statthalter von Holland und Seeland, Statthalter von Westfriesland, Sohn von Wilhelm von Egmond (Nr. 78)                 |
| 15. Kapitel Mechelen, 1491         | 102: Christoph I., Markgraf von Baden                | 1453      | 1527      | |
| 15. Kapitel Mechelen, 1491         | 103: Johann V. von Kruiningen                        |           | 1513      | Burggraf von Seeland, kaiserlicher Rat, Haus Kruiningen                                                                            |
| 15. Kapitel Mechelen, 1491         | 104: Charles I. de Croÿ, 1. Fürst von Chimay         | 1455      | 1527      | Sohn von Philippe I. de Croy, Graf von Chimay (Nr. 74)                                                                             |
| 15. Kapitel Mechelen, 1491         | 105: Guillaume II. de Croÿ, Herr von Chièvres        | 1458      | 1521      | 1518 Comte de Beaumont, Duca di Soria ed Archi, 1519 Marquis d’Arschot, Enkel von Antoine I. de Croy (Nr. 15)                      |
| 15. Kapitel Mechelen, 1491         | 106: Hugues de Melun, Burggraf von Gent              |           | 1524      | Enkel von Jean IV. de Melun (Nr. 28)                                                                                               |
| 15. Kapitel Mechelen, 1491         | 107: Jacques II. de Luxembourg, Herr von Fiennes     | um 1465   | 1517      | Sohn von Jacques I. de Luxembourg (Nr. 81)                                                                                         |

### 16. Jahrhundert
| Aufnahmejahr                 | Nr. des Diploms, Name                                                         | Geboren | Gestorben | Bemerkungen |
| ---------------------------- | ----------------------------------------------------------------------------- | ------- | --------- | --- |
| 16. Kapitel Brüssel, 1501    | 108: Karl von Gent                                                            | 1500    | 1558      | ältester Sohn von Philipp dem Schönen, später Kaiser Karl V.; Großmeister 1506–1555                                                                                     |
| 16. Kapitel Brüssel, 1501    | 109: Wolfgang von Polheim                                                     | 1458    | 1512      | Jugendfreund des Kaisers Maximilian, Schwiegersohn von Wolfhart VI. von Borsselen (Nr. 79), Vetter Martin von Polheims (Nr. 92), Oberster Hauptmann in Niederösterreich |
| 16. Kapitel Brüssel, 1501    | 110: Eitel Friedrich II. Graf von Hohenzollern                                | 1458    | 1512      | siehe Stammliste der Hohenzollern |
| 16. Kapitel Brüssel, 1501    | 111: Cornelis von Glymes von Bergen, Herr von Grevenbroeck                    | 1458    | 1509      | Herr von Zevenbergen (uxor nomine), Bruder von Johann III. von Glymes (Nr. 91)                                                                                          |
| 16. Kapitel Brüssel, 1501    | 112: Philipp von Burgund                                                      | 1464    | 1524      | 1498–1517 Admiral der Niederlande, 1517–1524 Bischof von Utrecht, unehelicher Sohn Philipps des Guten                                                                   |
| 16. Kapitel Brüssel, 1501    | 113: Michel de Croÿ, Seigneur de Sempy                                        | 1445/46 | 1516      | Sohn von Jean II. de Croÿ (Nr. 22) |
| 16. Kapitel Brüssel, 1501    | 114: Jean de Luxembourg, Seigneur de Ville                                    |         | 1508      | Bruder von Jacques II. de Luxembourg (Nr. 107) |
| 17. Kapitel Middelburg, 1505 | 115: Heinrich, Prince of Wales                                                | 1491    | 1547      | später König Heinrich VIII. von England |
| 17. Kapitel Middelburg, 1505 | 116: Paul von Liechtenstein-Kastelkorn                                        | um 1460 | 1513      | |
| 17. Kapitel Middelburg, 1505 | 117: Charles I., Comte de Lalaing                                             | 1466    | 1525      | ältester Sohn von Josse de Lalaing (Nr. 80) |
| 17. Kapitel Middelburg, 1505 | 118: Wolfgang von Fürstenberg                                                 | 1465    | 1509      | [ 35 ] |
| 17. Kapitel Middelburg, 1505 | 119: Juan Manuel de Villena de la Vega, Señor de Belmonte de Campos           |         | 1543      | |
| 17. Kapitel Middelburg, 1505 | 120: Floris van Egmond, Graf von Büren                                        | 1469    | 1539      | 1507–1511 Statthalter von Gelderland, 1515–1518 Statthalter von Friesland, Neffe von Graf Johann III. von Egmond (1. Graf von Egmond) (Nr. 101)                         |
| 17. Kapitel Middelburg, 1505 | 121: Jakob III., Graf von Horn                                                |         | 1531      | Schwiegersohn von Philipp I. de Croy (Nr. 74) und Adolf von Burgund (Nr. 137), Enkel von Ludwig von Brügge (Nr. 61)                                                     |
| 17. Kapitel Middelburg, 1505 | 122: Heinrich III., Graf von Nassau und Herr von Breda                        | 1483    | 1538      | 1515–1521 Statthalter von Holland und Seeland |
| 17. Kapitel Middelburg, 1505 | 123: Ferry de Croÿ, Seigneur du Roeulx                                        | um 1474 | 1524      | Enkel von Antoine I. de Croy (Nr. 15) |
| 17. Kapitel Middelburg, 1505 | 124: Philibert de Verey, Seigneur de Mont-Saint-Vincent                       |         | 1512      | |
| 18. Kapitel Brüssel, 1516    | 125: Franz I., König von Frankreich                                           | 1494    | 1547      | |
| 18. Kapitel Brüssel, 1516    | 126: Ferdinand, Erzherzog von Österreich                                      | 1503    | 1564      | jüngerer Bruder Karls V., später Kaiser Ferdinand I. |
| 18. Kapitel Brüssel, 1516    | 127: Friedrich II., Kurfürst von der Pfalz                                    | 1482    | 1556      | |
| 18. Kapitel Brüssel, 1516    | 128: Johann von Brandenburg-Ansbach                                           | 1493    | 1525      | Sohn des Markgrafen Friedrich II., 2. Ehemann von Germaine de Foix, Vizekönig von Valencia                                                                              |
| 18. Kapitel Brüssel, 1516    | 129: Guy de La Baume, 4. Gf. von Montrevel                                    |         | 1516      | Bruder von Guillaume de la Baume (Nr. 90) (La Baume-Montrevel) |
| 18. Kapitel Brüssel, 1516    | 130: Hoyer VI. von Mansfeld                                                   | 1484    | 1540      | wichtiger Gegner der Reformation |
| 18. Kapitel Brüssel, 1516    | 131: Laurent de Gorrevod, Gf. von Pont-de-Vaux                                |         | 1529      | Vater von Charles Emanuel de Gorrevod, Herzog von Pont-de-Vaux, Herzog von Nola                                                                                         |
| 18. Kapitel Brüssel, 1516    | 132: Philippe II. de Croÿ, 1. Herzog von Aarschot                             | 1496    | 1549      | 2. Duque de Soria ed Archi, Neffe von Guillaume II. de Croy (Nr. 105)                                                                                                   |
| 18. Kapitel Brüssel, 1516    | 133: Jacques de Gavre genannt Pinchart, Seigneur de Frésin et d’Ollignies     | um 1465 | 1537      | [ 36 ] |
| 18. Kapitel Brüssel, 1516    | 134: Antoine de Croÿ, Seigneur de Tour-sur-Marne et Sempy                     | 1460    | 1546      | Sohn von Philippe I. de Croy, Graf von Chimay (Nr. 74) |
| 18. Kapitel Brüssel, 1516    | 135: Antoine I. de Lalaing, 1. Comte de Hoogstraeten                          | 1480    | 1540      | 1522–1540 Statthalter von Holland und Seeland, zweiter Sohn von Josse de Lalaing (Nr. 80)                                                                               |
| 18. Kapitel Brüssel, 1516    | 136: Charles de Lannoy, Seigneur de Senzeille                                 | 1482    | 1527      | 1522 Vizekönig von Neapel, 1526 Reichsgraf von Lannoy und spanischer Principe di Sulmona                                                                                |
| 18. Kapitel Brüssel, 1516    | 137: Adolf von Burgund, Herr von Beveren                                      | 1489    | 1540      | Admiral der Niederlande, Sohn von Philipp von Burgund, Herr von Beveren (Nr. 82)                                                                                        |
| 18. Kapitel Brüssel, 1516    | 138: Philibert de Chalon, Fürst von Orange                                    | 1502    | 1530      | |
| 18. Kapitel Brüssel, 1516    | 139: Felix von Werdenberg                                                     | um 1480 | 1530      | |
| 18. Kapitel Brüssel, 1516    | 140: Manuel I., König von Portugal                                            | 1469    | 1521      | |
| 18. Kapitel Brüssel, 1516    | 141: Ludwig II., König von Ungarn und Böhmen                                  | 1506    | 1526      | |
| 18. Kapitel Brüssel, 1516    | 142: Michael von Wolkenstein-Rodenegg                                         |         | 1523      | befreite 1488 den in Brügge gefangen gehaltenen König Maximilian, Enkel von Oswald von Wolkenstein                                                                      |
| 18. Kapitel Brüssel, 1516    | 143: Maximilian von Horn, Comte de Houtekerke, Herr von Gaesbeek              |         | 1542      | |
| 18. Kapitel Brüssel, 1516    | 144: Guillaume, Seigneur de Ribaupierre                                       | 1468    | 1547      | |
| 18. Kapitel Brüssel, 1516    | 145: Johann III. von Trazegnies                                               | 1470    | 1550      | Generalkapitän des Hennegau, Haus Hamal |
| 18. Kapitel Brüssel, 1516    | 146: Johann II. Van Wassenaer                                                 | 1483    | 1523      | Burggraf von Leiden, 1516 Statthalter von Friesland |
| 18. Kapitel Brüssel, 1516    | 147: Maximilian von Glymes, Herr von Zevenbergen                              |         | 1545      | Sohn von Cornelis von Glymes (Nr. 111), Haus Glymes |
| 18. Kapitel Brüssel, 1516    | 148: François de Melun, Comte d’Épinoy                                        |         | 1547      | Neffe von Hugues de Melun (Nr. 106) |
| 18. Kapitel Brüssel, 1516    | 149: Johann IV., 2. Graf von Egmond                                           | 1499    | 1528      | Sohn von Graf Johann III. von Egmond (Nr. 101) |
| 19. Kapitel Barcelona, 1519  | 150: Fadrique Álvarez de Toledo, 2. Herzog von Alba                           | 1460    | 1531      | |
| 19. Kapitel Barcelona, 1519  | 151: Diego López de Pacheco, 2. Herzog von Escalona                           | 1456    | 1529      | |
| 19. Kapitel Barcelona, 1519  | 152: Diego Hurtado de Mendoza, 2. Herzog von El Infantado                     | 1461    | 1531      | |
| 19. Kapitel Barcelona, 1519  | 153: Íñigo Fernández de Velasco y Mendoza, 2. Herzog von Frías                | 1462    | 1528      | |
| 19. Kapitel Barcelona, 1519  | 154: Alvaro de Zuniga y Guzman, 2. Herzog von Béjar                           | 1455    | 1531      | |
| 19. Kapitel Barcelona, 1519  | 155: Antonio Manrique de Lara, 2. Herzog von Nájera                           | 1466    | 1535      | |
| 19. Kapitel Barcelona, 1519  | 156: Fernando Ramon Folch, 2. Herzog von Cardona                              |         | 1545      | Haus Folch de Cardona |
| 19. Kapitel Barcelona, 1519  | 157: Pietro Antonio Sanseverino, 6. Herzog von San Marco                      |         | 1559      | 4. Fürst von Bisignano |
| 19. Kapitel Barcelona, 1519  | 158: Fadrique Enríquez, 2. Conde de Melgar y Rueda                            | 1457    | 1537      | Neffe der Juana Enríquez, der Ehefrau Königs Johann II. von Aragón |
| 19. Kapitel Barcelona, 1519  | 159: Alvaro Perez Osorio, 3. Marqués de Astorga                               |         | 1523      | |
| 19. Kapitel Barcelona, 1519  | 160: Christian II., König von Dänemark, Norwegen und Schweden                 | 1481    | 1559      | |
| 19. Kapitel Barcelona, 1519  | 161: Sigismund I., König von Polen                                            | 1467    | 1548      | |
| 19. Kapitel Barcelona, 1519  | 162: Jacques III. de Luxembourg, Comte de Gavre                               |         | 1532      | Sohn von Jacques II. de Luxembourg (Nr. 107) |
| 19. Kapitel Barcelona, 1519  | 163: Adrien de Croÿ, Seigneur du Roeulx                                       | um 1500 | 1555      | 1530 Graf von Le Roeulx, Sohn von Ferry de Croy (Nr. 123) |
| 20. Kapitel Tournai, 1531    | 164: Johann III., König von Portugal                                          | 1502    | 1557      | Schwager Karls V. |
| 20. Kapitel Tournai, 1531    | 165: Jakob V., König von Schottland                                           | 1512    | 1542      | |
| 20. Kapitel Tournai, 1531    | 166: Ferdinand von Aragón, Herzog von Kalabrien                               | 1488    | 1550      | Sohn von König Friedrich I. von Neapel, 3. Ehemann von Germaine de Foix, Vizekönig von Valencia                                                                         |
| 20. Kapitel Tournai, 1531    | 167: Iñigo Fernández de Velasco, 3. Herzog von Frías                          |         | 1554–1559 | |
| 20. Kapitel Tournai, 1531    | 168: Philipp der Streitbare, Herzog von Pfalz-Neuburg                         | 1503    | 1548      | |
| 20. Kapitel Tournai, 1531    | 169: Georg der Bärtige, Herzog von Sachsen                                    | 1471    | 1539      | |
| 20. Kapitel Tournai, 1531    | 170: Beltran II. de la Cueva y Toledo, 3. Herzog von Alburquerque             | 1477    | 1560      | |
| 20. Kapitel Tournai, 1531    | 171: Andrea Doria, 1. Fürst von Melfi                                         | 1466    | 1560      | |
| 20. Kapitel Tournai, 1531    | 172: Philipp von Österreich, Prinz von Asturien                               | 1527    | 1598      | ältester Sohn Karls V., der spätere Philipp II. von Spanien; Großmeister ab 1555                                                                                        |
| 20. Kapitel Tournai, 1531    | 173: Rainald III. von Brederode                                               | 1492    | 1556      | TitularGraf von Holland, Enkel von Rainald II. (Nr. 43) und Wolfart VI. von Borsselen (Nr. 79), Vater von Heinrich von Brederode                                        |
| 20. Kapitel Tournai, 1531    | 174: Ferrante I. Gonzaga, Herzog von Ariano Irpino                            | 1507    | 1557      | |
| 20. Kapitel Tournai, 1531    | 175: Graf Nikolaus III. von Salm-Neuburg                                      | 1503    | 1550      | siehe Stammliste des Hauses Salm |
| 20. Kapitel Tournai, 1531    | 176: Claude de la Baume, Seigneur de Mont-Saint-Sorlin                        |         | 1541      | Marschall von Burgund, Sohn von Guy de la Baume (Nr. 129) (La Baume-Montrevel)                                                                                          |
| 20. Kapitel Tournai, 1531    | 177: Anton de Berghes                                                         | 1500    | 1541      | 1532 Comte de Walhain, 1533 Marquis de Bergen-op-Zoom, Sohn von Johann III. von Glymes (Nr. 91), Haus Glymes                                                            |
| 20. Kapitel Tournai, 1531    | 178: Jean V. de Hénin, Comte de Boussu                                        | 1499    | 1562      | Enkel von Pierre I. de Henin (Nr. 88) |
| 20. Kapitel Tournai, 1531    | 179: Charles II. de Lalaing                                                   | 1506    | 1558      | Sohn von Charles I., Comte de Lalaing (Nr. 117) |
| 20. Kapitel Tournai, 1531    | 180: Ludwig von Flandern, Herr von Praet                                      | 1488    | 1556      | Statthalter von Holland und Seeland |
| 20. Kapitel Tournai, 1531    | 181: Georg Schenck von Tautenburg                                             | 1480    | 1540      | 1521–1540 Statthalter von Friesland, 1536–1540 Statthalter von Drenthe und Groningen                                                                                    |
| 20. Kapitel Tournai, 1531    | 182: Philippe de Lannoy, Seigneur de Santes                                   | 1460    | 1535      | Gouverneur von Tournai, Neffe von Pierre de Lannoy (Nr. 98) |
| 20. Kapitel Tournai, 1531    | 183: Philippe de Lannoy, Herr von Molenbeek                                   | 1487    | 1543      | Sohn von Baudouin II. de Lannoy (Nr. 89) |
| 20. Kapitel Tournai, 1531    | 184: Alfonso d’Avalos, 2. Marchese del Vasto                                  | 1502    | 1546      | 1538–1546 Gouverneur des Herzogtums Mailand |
| 20. Kapitel Tournai, 1531    | 185: Francisco de Zuñiga, 3. Conde de Miranda                                 |         | 1536      | |
| 20. Kapitel Tournai, 1531    | 186: Maximilian von Egmond, Graf von Büren                                    | 1509    | 1548      | 1540–1548 Statthalter von Friesland und Groningen, Sohn von Floris von Egmond (Nr. 120)                                                                                 |
| 20. Kapitel Tournai, 1531    | 187: René de Châlon, Fürst von Orange                                         | 1519    | 1544      | |
| 21. Kapitel Utrecht, 1546    | 188: Maximilian, Erzherzog von Österreich                                     | 1527    | 1576      | später Kaiser Maximilian II. |
| 21. Kapitel Utrecht, 1546    | 189: Iñigo López de Mendoza, 4. Herzog von El Infantado                       | 1503    | 1566      | |
| 21. Kapitel Utrecht, 1546    | 190: Fernando Álvarez de Toledo, 3. Herzog von Alba                           | 1507    | 1582      | |
| 21. Kapitel Utrecht, 1546    | 191: Cosimo I. de’ Medici, Herzog von Florenz                                 | 1519    | 1574      | wurde später der erste Großherzog von Toskana |
| 21. Kapitel Utrecht, 1546    | 192: Albrecht V., Herzog von Bayern                                           | 1528    | 1579      | |
| 21. Kapitel Utrecht, 1546    | 193: Emanuel Philibert, Fürst von Piemont                                     | 1528    | 1580      | später Herzog von Savoyen |
| 21. Kapitel Utrecht, 1546    | 194: Ottavio Farnese, Herzog von Parma                                        | 1524    | 1586      | |
| 21. Kapitel Utrecht, 1546    | 195: Juan Esteban Manrique de Lara, 3. Herzog von Nájera                      | 1504    | 1558      | |
| 21. Kapitel Utrecht, 1546    | 196: Graf Friedrich II. von Fürstenberg                                       | 1496    | 1559      | Sohn von Wolfgang von Fürstenberg (Nr. 118) |
| 21. Kapitel Utrecht, 1546    | 197: Filippo de Lannoy, 2. Principe di Sulmona                                | 1514    | 1553      | Sohn von Charles de Lannoy, 1. Principe di Sulmona (Nr. 136) |
| 21. Kapitel Utrecht, 1546    | 198: Joachim de Rye, Seigneur de Rye                                          | 1500    | 1560      | Erster Kammerherr Kaiser Karls V. |
| 21. Kapitel Utrecht, 1546    | 199: Pontus II. de Lalaing, Seigneur de Bugnicourt                            | 1508    | 1558      | Gouverneur von Flandern, Großneffe von Jacques de Lalaing (Nr. 51) |
| 21. Kapitel Utrecht, 1546    | 200: Lamoral I., 4. Graf von Egmond, Fürst von Gavre                          | 1522    | 1568      | Sohn von Johann II. von Engmond (Nr. 149) |
| 21. Kapitel Utrecht, 1546    | 201: Claude I. de Vergy, Seigneur de Champlitte                               | 1485    | 1560      | Gouverneur und Marschall von Burgund |
| 21. Kapitel Utrecht, 1546    | 202: Jacques, Graf von Ligne, 2. Fürst von Mortagne                           |         | 1552      | Enkel von Jean IV. (Nr. 87) |
| 21. Kapitel Utrecht, 1546    | 203: Philippe de Lalaing, Comte de Hoogstraeten                               | 1510    | 1555      | Bruder von Charles I. Comte de Lalaing (Nr. 179) |
| 21. Kapitel Utrecht, 1546    | 204: Maximilian von Burgund, Markgraf von Veere und Vlissingen                | 1514    | 1558      | Sohn von Adolf von Burgund (Nr. 137) |
| 21. Kapitel Utrecht, 1546    | 205: Peter Ernst I., Graf von Mansfeld                                        | 1517    | 1604      | Statthalter der habsburgischen Niederlande |
| 21. Kapitel Utrecht, 1546    | 206: Johann von Ligne, Baron de Barbançon                                     | 1525    | 1568      | 1549–1568 Statthalter von Friesland und Groningen, Großneffe von Jean IV. de Ligne (Nr. 87)                                                                             |
| 21. Kapitel Utrecht, 1546    | 207: Pierre de Barbançon, Seigneur de Roubaix                                 |         | 1556      | Erbseneschall von Hennegau, Generalgouverneur von Luxemburg |
| 21. Kapitel Utrecht, 1546    | 208: Jean de Lannoy, Herr von Molenbeek                                       | 1509    | 1559      | Generalkapitän von Hennegau, 1. Sohn von Philippe de Lannoy, Herr von Molenbeek (Nr. 183)                                                                               |
| 21. Kapitel Utrecht, 1546    | 209: Pedro Fernández de Córdoba, 4. Conde de Feria                            | 1518    | 1552      | |
| 22. Kapitel Antwerpen, 1555  | 210: Heinrich II., Herzog zu Braunschweig-Lüneburg                            | 1489    | 1568      | |
| 22. Kapitel Antwerpen, 1555  | 211: Ferdinand, Erzherzog von Österreich, Markgraf von Burgau                 | 1529    | 1595      | zweiter Sohn des Kaisers Ferdinand I. |
| 22. Kapitel Antwerpen, 1555  | 212: Philippe III. de Croÿ, 3. Herzog von Aarschot                            | 1526    | 1595      | Sohn von Philippe II. de Croy (Nr. 132) |
| 22. Kapitel Antwerpen, 1555  | 213: Gonzalo Fernández de Córdoba, 3. Herzog von Sessa                        | 1520    | 1578      | |
| 22. Kapitel Antwerpen, 1555  | 214: Don Carlos, Fürst von Asturien                                           | 1545    | 1568      | ältester Sohn Philipps II. |
| 22. Kapitel Antwerpen, 1555  | 215: Luis Enríquez de Cabrera, 2. Herzog von Medina de Rioseco                |         | 1572      | Neffe von Fabrique Enríquez (Nr. 158) |
| 22. Kapitel Antwerpen, 1555  | 216: Alfonso de Aragón, 2. Herzog von Segorbe                                 | 1489    | 1562      | |
| 22. Kapitel Antwerpen, 1555  | 217: Charles de Berlaymont, Baron de Hierges                                  | 1510    | 1578      | Gouverneur von Namur |
| 22. Kapitel Antwerpen, 1555  | 218: Filips van Stavele, Baron de Chaumont                                    | 1509    | 1563      | |
| 22. Kapitel Antwerpen, 1555  | 219: Charles de Brimeu, Graf von Megen                                        | um 1523 | 1572      | 1560–1572 Statthalter von Gelderland, 1568–1572 Statthalter von Friesland und Groningen, Enkel von Guy de Brimeu (Nr. 76) (Haus Brimeu)                                 |
| 22. Kapitel Antwerpen, 1555  | 220: Philippe de Montmorency, Graf von Horn                                   | 1518    | 1568      | [ 43 ] |
| 22. Kapitel Antwerpen, 1555  | 221: Johann IV. von Glymes, Marquis de Bergen-op-Zoom                         | 1528    | 1567      | Sohn von Anton de Berghes (Nr. 177), Haus Glymes |
| 22. Kapitel Antwerpen, 1555  | 222: Wilhelm der Schweiger, Fürst von Oranien                                 | 1533    | 1584      | 1559–1567 Statthalter von Holland und Seeland, 1580–1584 Statthalter von Friesland                                                                                      |
| 22. Kapitel Antwerpen, 1555  | 223: Jehan de Montmorency, Seigneur de Courrières                             |         | nach 1563 | [ 44 ] |
| 22. Kapitel Antwerpen, 1555  | 224: Johann I., Graf von Ostfriesland                                         | 1506    | 1572      | Schwiegersohn des Kaisers Maximilian I. |
| 22. Kapitel Antwerpen, 1555  | 225: Vratislav von Pernstein                                                  | 1530    | 1582      | |
| 22. Kapitel Antwerpen, 1555  | 226: Francesco Fernando d’Avalos d’Aquino d’Aragona, 5. Marchese di Pescara   | 1530    | 1571      | 1560–1563 Gouverneur des Herzogtums Mailand, 1568–1571 Vizekönig von Sizilien, Sohn von Alfonso d’Avalos d’Aquino (Nr. 184)                                             |
| 22. Kapitel Antwerpen, 1555  | 227: Antonio Doria, Marchese di San Stefano di Aveto                          | um 1495 | 1577      | Admiral |
| 22. Kapitel Antwerpen, 1555  | 228: Sforza Sforza, Conte di Santa Fiora                                      | 1520    | 1575      | |
| 23. Kapitel Gent, 1559       | 229: Guidobaldo II. della Rovere, Herzog von Urbino                           | 1514    | 1574      | |
| 23. Kapitel Gent, 1559       | 230: Marcantonio II. Colonna, 3. Duca di Paliano, Duca di Tagliacozza         | 1535    | 1584      | 1569 Duca di Tagliacozzo |
| 23. Kapitel Gent, 1559       | 231: Philippe de Montmorency, Seigneur d’Achicourt                            | 1502    | 1566      | Onkel von Philippe, Graf von Horn (Nr. 220) |
| 23. Kapitel Gent, 1559       | 232: Baudouin de Lannoy, Seigneur de Tourcoing                                | 1518    | 1559      | Gouverneur von Tournai, 2. Sohn von Philippe de Lannoy, Herr von Molenbeek (Nr. 183)                                                                                    |
| 23. Kapitel Gent, 1559       | 233: Guillaume III. de Croÿ, 2. Marquis de Renty                              | 1527    | 1565      | Sohn von Philippe II. de Croy (Nr. 132) |
| 23. Kapitel Gent, 1559       | 234: Floris de Montmorency, Seigneur de Montigny                              | 1528    | 1567      | Bruder von Philippe VI., Graf von Horn (Nr. 220) |
| 23. Kapitel Gent, 1559       | 235: Philippe, 2. Graf von Ligne, 3. Fürst von Mortagne                       | 1533    | 1583      | Sohn von Jacques de Ligne (Nr. 202) |
| 23. Kapitel Gent, 1559       | 236: Carlo de Lannoy, 3. Fürst von Sulmona                                    | 1537    | 1568      | Sohn von Filippo de Lannoy, 2. Principe di Sulmona (Nr. 197) |
| 23. Kapitel Gent, 1559       | 237: Antoine II. de Lalaing, 3. Comte de Hoogstraeten                         | um 1535 | 1568      | Sohn von Philippe de Lalaing, Comte de Hoogstraeten (Nr. 203) |
| 1560                         | 238: Franz II., König von Frankreich                                          | 1544    | 1560      | |
| 1561                         | 239: Joachim von Neuhaus                                                      | 1526    | 1565      | Großkanzler von Böhmen |
| 1565                         | 240: Karl IX., König von Frankreich                                           | 1550    | 1574      | |
| 1566                         | 241: Juan de Austria                                                          | 1547    | 1578      | unehelicher Sohn Karls V., der Sieger der Schlacht von Lepanto |
| 1573                         | 242: Erich II., Herzog zu Braunschweig-Lüneburg                               | 1528    | 1584      | |
| 1581                         | 243: Johann I., 6. Herzog von Braganza                                        | 1547    | 1583      | |
| 1581                         | 244: Alonso Pérez de Guzmán, 7. Herzog von Medina-Sidonia                     | 1550    | 1615      | 1588 Kommandeur der Spanischen Armada |
| 1583                         | 245: Philipp, Prinz von Asturien                                              | 1578    | 1621      | einziger überlebender Sohn Philipps II., später als Philipp III. König von Spanien                                                                                      |
| 1585                         | 246: Karl Emanuel I., Herzog von Savoyen                                      | 1562    | 1630      | Schwiegersohn Philipps II. |
| 1585                         | 247: Luis-Enríquez de Cabrera, 3. Herzog von Medina de Rioseco                |         | 1596      | Sohn von Luis Enríquez de Cabrera, 2. Herzog von Medina de Rioseco (Nr. 215)                                                                                            |
| 1585                         | 248: Juan Luis de la Cerda, 5. Herzog von Medinaceli                          | 1544    | 1594      | |
| 1585                         | 249: Rudolf II., Kaiser                                                       | 1552    | 1612      | Sohn Maximilians II. und Neffe Philipps II. |
| 1585                         | 250: Karl, Erzherzog von Innerösterreich                                      | 1540    | 1590      | jüngster Sohn des Kaisers Ferdinand I. |
| 1585                         | 251: Ernst, Erzherzog von Österreich                                          | 1553    | 1595      | jüngerer Bruder des Kaisers Rudolf II., Neffe Philipps II. |
| 1585                         | 252: Wilhelm von Rosenberg                                                    | 1535    | 1592      | |
| 1585                         | 253: Leonhard IV. von Harrach, Freiherr von Rohrau                            | 1514    | 1590      | 1552 Reichsfreiherr |
| 1585                         | 254: Orazio de Lannoy, 4. Principe di Sulmona                                 |         | 1597      | Sohn von Filippo de Lannoy, 2. Principe di Sulmona (Nr. 197) |
| 1585                         | 255: Wilhelm V., Herzog von Bayern                                            | 1548    | 1626      | |
| 1585                         | 256: Francesco de' Medici, Großherzog von Toskana                             | 1541    | 1587      | |
| 1585                         | 257: Alessandro Farnese, Prinz von Parma                                      | 1545    | 1592      | Neffe Philipps II., ab 1586 Herzog von Parma |
| 1585                         | 258: Francesco Maria II. della Rovere, Herzog von Urbino                      | 1549    | 1631      | |
| 1585                         | 259: Vespasiano Gonzaga Colonna, Herzog von Sabbioneta                        | 1531    | 1591      | 1572–1575 Vizekönig von Navarra |
| 1585                         | 260: Carlo de Aragon, Herzog von Terranuova                                   |         | 1599      | 1583 Gouverneur des Herzogtums Mailand |
| 1585                         | 261: Diego Fernández de Córdoba, el Africano, 3. Marqués de Comares           | 1524    | 1601      | Gouverneur von Oran, Ehemann von Juana Folch de Cardona y Aragón, 4. Herzogin von Segorbe                                                                               |
| 1586                         | 262: Marc de Rye de la Palud, Marquis de Varambon                             |         | 1598      | Gouverneur von Artois und Geldern, Neffe von Joachim de Rye (Nr. 198), Schwiegersohn von Herzog Franz I. von Lothringen                                                 |
| 1586                         | 263: Maximilian von Ostfriesland, Graf von Durbuy                             | 1542    | 1600      | Sohn von Johann I. von Ostfriesland (Nr. 224) |
| 1586                         | 264: Charles de Ligne, Fürst von Arenberg                                     | 1550    | 1616      | Sohn von Jean de Ligne, Baron de Barbançon (Nr. 206) |
| 1586                         | 265: Floris, Comte de Berlaymont                                              |         | 1620      | Gouverneur von Namur, Sohn von Charles de Berlaymont (Nr. 217) |
| 1586                         | 266: Philip von Egmond, 5. Graf von Egmond, 2. Fürst von Gavre                | 1558    | 1590      | Sohn von Lamoral von Egmond (Nr. 200) |
| 1586                         | 267: Emmanuel de Lalaing, Marquis de Renty                                    | 1547    | 1590      | Sohn von Charles II. de Lalaing (Nr. 179) |
| 1586                         | 268: Robert de Melun, Burggraf von Gent, Marquis de Richebourg                |         | 1585      | Enkel von François de Melun (Nr. 148), erhielt das Collier nicht, da er bei der Verleihung bereits verstorben war                                                       |
| 1586                         | 269: Alfonso Felice d’Avalos, 6. Marchese di Pescara, Principe de Francavilla | 1564    | 1593      | Sohn von Francesco Ferdinando d’Avalos (Nr. 226) |
| 1586                         | 270: François de Vergy, Comte de Champlitte                                   | 1530    | 1591      | Gouverneur von Burgund, Neffe von Claude I. de Vergy (Nr. 201) |
| 1587                         | 271: Francesco de Santapau Varesi, 2. Principe di Butera                      |         | 1590      | |
| 1587                         | ohne: NN Baron von Bernerstein                                                |         |           | [ 48 ] |
| 1587                         | 272: Onorato IV. Caetani, 6. Marchese della Cisterna                          | 1541    | 1592      | |
| 1587                         | 273: Hans Graf Khevenhüller-Frankenburg                                       | 1538    | 1606      | siehe Khevenhüller |
| 1589                         | 274: Vincenzo I. Gonzaga, Herzog von Mantua                                   | 1562    | 1612      | |
| 1593                         | 275: Iñigo López de Mendoza, 5. Herzog von El Infantado                       | 1536    | 1601      | |
| 1593                         | 276: Juan Fernández Pacheco, 5. Herzog von Escalona                           | 1563    | 1615      | |
| 1593                         | 277: Piero de' Medici                                                         | 1554    | 1604      | unehelicher Sohn von Cosimo I. de’ Medici |
| 1596                         | 278: Matthias, Erzherzog von Österreich                                       | 1557    | 1619      | später Kaiser |
| 1596                         | 279: Ferdinand, Erzherzog von Österreich                                      | 1578    | 1637      | später Kaiser Ferdinand II. |
| 1596                         | 280: Sigismund Báthory, Fürst von Siebenbürgen                                | 1572    | 1613      | |
| 1599                         | 281: Albrecht VII. von Österreich                                             | 1559    | 1621      | |
| 1599                         | 282: Luis Enríquez de Cabrera, 4. Herzog von Medina de Rioseco                |         | 1600      | Sohn von Luis Enríquez, 3. Herzog von Medina de Rioseco (Nr. 247) |
| 1599                         | 283: Ferrante II. Gonzaga, Herzog von Ariano Irpino                           | 1563    | 1630      | Graf und 1621 Herzog von Guastalla |
| 1599                         | 284: Juan de la Cerda, 6. Herzog von Medinaceli                               | 1569    | 1607      | |
| 1599                         | 285: Antonio Álvarez de Toledo y Beaumont, 5. Herzog von Alba                 | 1568    | 1639      | |
| 1599                         | 286: Charles III. de Croÿ, 4. Herzog von Aarschot                             | 1560    | 1612      | Sohn von Philippe III. de Croy (Nr. 212) |
| 1599                         | 287: Charles Philippe de Croÿ, Marquis d’Havré                                | 1549    | 1613      | Sohn von Philippe II. de Croy (Nr. 132) |
| 1599                         | 288: Philippe II. de Croÿ, Comte de Solre                                     | 1562    | 1612      | Enkel von Antoine de Croy, Seigneur de Sempy (Nr. 134) |
| 1599                         | 289: Philipp Wilhelm, Fürst von Orange                                        | 1554    | 1618      | der katholische Sohn Wilhelm des Schweigers |
| 1599                         | 290: Lamoral, 3. Graf von Ligne                                               | 1563    | 1624      | 1601 Reichsfürst von Ligne, Sohn von Philippe de Ligne (Nr. 235) |
| 1599                         | 291: Karl von Egmond, 7. Graf von Egmond, 4. Fürst von Gavre                  | 1567    | 1630      | Sohn von Lamoral von Egmond |
| 1599                         | 292: Claude II. de Vergy, Comte de Champlitte                                 | um 1556 | 1602      | Generalkapitän von Burgund, Sohn von François de Vergy (Nr. 270) |
| 1600                         | 293: Pietro Caetani, 7. Herzog von Sermoneta                                  | 1564    | 1614      | |
| 1600                         | 294: Sigismund III. Wasa, König von Polen                                     | 1566    | 1632      | |
| 1600                         | 295: Ranuccio I. Farnese, Herzog von Parma                                    | 1569    | 1622      | |
| 1600                         | 296: Diego Henríquez de Guzmán, 5. Herzog von Alba de Liste                   |         | 1604      | |
| 1600                         | 297: Maximilian, Pfalzgraf von Zweibrücken, Herzog von Bayern                 | 1573    | 1651      | 1623 Kurfürst von Bayern |

### 17. Jahrhundert
| Aufnahmejahr | Nr. des Diploms, Name                                                                                        | Geboren | Gestorben | Bemerkungen |
| ------------ | --- | ------- | --------- | --- |
| 1601         | 298: Hermann von dem Bergh                                                                                   | 1558    | 1611      | Marquis von Bergen op Zoom (uxor nomine), 1593 spanischer Statthalter von Geldern |
| 1604         | 299: Carlo Tagliava d’Aragona, 2. Herzog von Terranuova                                                      |         | 1605      | |
| 1605         | 300: Ambrosio Spinola, Marqués de los Balbases                                                               | 1569    | 1630      | |
| 1605         | 301: Cesare d’Este, Herzog von Modena                                                                        | 1552    | 1628      | |
| 1605         | 302: Alessandro Pico, 1. Herzog von Mirandola                                                                | 1567    | 1637      | |
| 1605         | 303: Camillo Caracciolo, 2. Fürst von Avellino                                                               | 1563    | 1617      | |
| 1605         | 304: Matteo de Capua, 2. Principe di Conca                                                                   |         |           | |
| 1605         | 305: Marzio Colonna, Herzog von Zagarolo                                                                     | 1584    | 1607      | |
| 1605         | 306: Innico d'Avalos d’Aquino d’Aragona, 5. Marchese del Vasto                                               | 1570    | 1632      | Enkel von Alfonso Felice d’Avalos (Nr. 269) |
| 1605         | 307: Virginio Orsini, 2. Herzog von Bracciano                                                                | 1572    | 1615      | |
| 1606         | 308: Lodovico Carafa de Marra, 4. Principe di Stigliano                                                      | 1570    | 1630      | |
| 1607         | 309: Andrea Matteo Acquaviva d’Aragona, 2. Principe di Caserta                                               |         | 1635      | |
| 1607         | 310: Fabrizio Branciforte, 3. Principe di Butera                                                             | 1551    | 1624      | |
| 1607         | 311: Antonio de Moncada, 4. Principe di Paternò                                                              |         | 1631      | |
| 1607         | 312: Gian Andrea II. Doria, 5. Principe di Melfi                                                             | 1570    | 1612      | |
| 1608         | 313: Pedro Téllez-Girón, 3. Herzog von Osuna                                                                 | 1574    | 1624      | |
| 1609         | 314: Giovanni Tagliava d’Aragona, 3. Herzog von Terranuova                                                   |         | 1624      | |
| 1610         | 315: Alonso Diego López de Zuniga, 6. Herzog von Béjar                                                       | 1578    | 1619      | |
| 1610         | 316: Francesco Colonna, Principe di Palestrina                                                               |         | 1636      | 1. Principe di Carbognano e Bassanello |
| 1611         | 317: Rodrigo Ponce de León, 3. Herzog von Arcos                                                              | 1545    | 1630      | |
| 1612         | 318: Francisco Gonzaga, 3. Principe di Castiglione                                                           | 1577    | 1616      | |
| 1612         | 319: Frederico Landi, 4. Principe di Val di Taro                                                             |         | 1630      | |
| 1612         | 320: Georg Ludwig, Landgraf von Leuchtenberg                                                                 | 1563    | 1613      | |
| 1612         | 321: Paul Sixt Graf Trautson, Graf von Falkenstein                                                           | 1550    | 1621      | |
| 1613         | 322: Philipp, Prinz von Asturien                                                                             | 1605    | 1665      | später Philipp IV. von Spanien; Großmeister 1621–1665 |
| 1613         | 323: Charles Bonaventure de Longueval, Comte de Bucquoy                                                      | 1571    | 1621      | |
| 1613         | 324: Friedrich von Berg, Herr von Boxmeer                                                                    | 1559    | 1618      | Bruder von Graf Hermann von Berg (Nr. 298), 1595 spanischer Gouverneur von Lingen, Groningen, Overijssel und Friesland, 1604 Gouverneur von Artois, 1611 Statthalter von Geldern                                                                                 |
| 1613         | 325: Charles Emmanuel de Gorrevod, Duc de Pont-de-Vaux                                                       | 1569    | 1625      | 1623 Reichsfürst, Sohn von Laurent de Gorrevod (Nr. 131) |
| 1613         | 326: Antoine III. de Lalaing, 5. Comte de Hoogstraeten                                                       | 1588    | 1613      | Enkel von Antoine II. de Lalaing (Nr. 237) |
| 1614         | 327: Jean de Croÿ, Comte de Solre                                                                            | 1588    | 1638      | Sohn von Philippe II. de Croy, Comte de Solre (Nr. 288) |
| 1615         | 328: Juan Manuel Domingo Pérez de Guzman, 8. Herzog von Medina-Sidonia                                       | 1579    | 1636      | Sohn des 7. Herzogs (Nr. 244) |
| 1615         | 329: Clériadus de Vergy, Comte de Champlitte                                                                 | um 1580 | 1630      | Gouverneur von Burgund, Halbbruder von Claude II. de Vergy (Nr. 292) |
| 1615         | 330: Wolfgang Wilhelm, Pfalzgraf von Neuburg                                                                 | 1578    | 1653      | |
| 1615         | 331: Władysław Wasa, Kronprinz von Polen                                                                     | 1595    | 1648      | 1632 als Władysław IV. König von Polen |
| 1616         | 332: Carlo Philiberto I. d'Este, Marchese di San Martino                                                     | 1571    | 1651      | 1623 Reichsfürst |
| 1617         | 333: Paolo di Sangro, 2. Principe di San Severo                                                              | 1569    | 1624      | |
| 1617         | 334: Philippe de Ligne, Fürst von Arenberg                                                                   | 1587    | 1640      | 1635 6. Herzog von Aarschot, Sohn von Charles de Ligne (Nr. 264) |
| 1617         | 335: Charles-Alexandre de Croÿ, 2. Duc de Croy, Marquis de Havré                                             | 1574    | 1624      | Sohn von Charles Philippe de Croy (Nr. 287) |
| 1617         | 336: Christophe de Rye, genannt Rye de la Palud, Marquis de Varambon                                         |         | 1663      | Neffe von Marc de Rye, Marquis de Varambon (Nr. 262) |
| 1617         | 337: Wratislaus I., Graf von Fürstenberg                                                                     | 1584    | 1631      | Reichshofratspräsident, Urenkel Friedrichs II. von Fürstenberg (Nr. 196) |
| 1618         | 338: Johann III. von Ostfriesland, Graf von Rietberg                                                         | 1566    | 1625      | |
| 1619         | 339: Christoph von Ostfriesland                                                                              | 1569    | 1636      | Bruder Johanns III. (Nr. 338) |
| 1620         | 340: Hans Ulrich von Eggenberg                                                                               | 1568    | 1634      | |
| 1620         | 341: Zdeněk Vojtěch von Lobkowicz                                                                            | 1568    | 1628      | 1624 Reichsfürst |
| 1620         | 342: Johann Georg, Graf von Hohenzollern-Hechingen                                                           | 1577    | 1623      | siehe Stammliste der Hohenzollern |
| 1621         | 343: Francisco Diego López de Zuñiga, 7. Herzog von Béjar                                                    | 1596    | 1636      | |
| 1621         | 344: Charles de Lalaing, 6. Comte de Hoogstraeten                                                            | 1569    | 1626      | Sohn von Antoine II. de Lalaing (Nr. 237) |
| 1621         | 345: François Thomas Perrenot de Granvelle dit d’Oiselet                                                     |         | 1629      | Urenkel von Antoine Perrenot de Granvelle (1517–1586), Ehemann von Charlotte von Österreich, einer unehelichen Tochter des Kaisers Rudolf II. |
| 1621         | 346: Luis de Velasco, 1. Marqués de Belveder                                                                 | 1559    | 1626      | 1621 2. Conde de Salazar und Conde de Castilnovo |
| 1621         | 347: Guillaume de Melun, 4. Prince d’Épinoy                                                                  | 1588    | 1635      | Neffe von Robert de Melun (Nr. 268) |
| 1622         | 348: Karl I., Fürst von Liechtenstein                                                                        | 1569    | 1627      | |
| 1622         | 349: Leonhard Helfrid von Meggau                                                                             | 1577    | 1644      | Berater des Kaisers Ferdinand II. |
| 1623         | 350: Infant Carlos von Spanien                                                                               | 1607    | 1632      | Bruder Philipps IV. |
| 1623         | 351: Franz Christoph von Khevenhüller                                                                        | 1588    | 1650      | kaiserlicher Gesandter in Spanien |
| 1624         | 352: Johann VIII., Graf von Nassau                                                                           | 1583    | 1638      | |
| 1624         | 353: Philippe de Rubempré, Comte de Vertaing                                                                 |         | 1639      | Nachkomme in 6. Generation von Jean de Rubempré (Nr. 73) |
| 1624         | 354: Alexandre I. de Bournonville, Duc de Bournonville, Comte de Henin                                       | 1585    | 1656      | |
| 1624         | 355: Ludwig von Egmond, 8. Graf von Egmond, 5. Fürst von Gavre                                               | 1596    | 1654      | Sohn von Karl von Egmond (Nr. 291) |
| 1624         | 356: Alexandre de Croy-Chimay d’Arenberg, Prince de Chimay                                                   | 1590    | 1629      | Angehöriger des Hauses Ligne |
| 1624         | 357: Paolo Savelli, 1. Principe d Albano                                                                     |         | 1632      | |
| 1625         | 358: Honoré II., Fürst von Monaco                                                                            | 1597    | 1662      | |
| 1625         | 359: Fabrizio Carafa, Principe della Roccella                                                                |         |           | |
| 1625         | 360: Marino Caracciolo, 3. Fürst von Avellino                                                                | 1587    | 1630      | |
| 1625         | 361: Ferdinand, Erzherzog von Österreich                                                                     | 1608    | 1657      | später Kaiser Ferdinand III. |
| 1626         | 362: Leopold V., Erzherzog von Österreich                                                                    | 1586    | 1632      | |
| 1627         | 363: Alonso Fernández de Córdoba, 5. Herzog von Feria                                                        | 1588    | 1645      | |
| 1627         | 364: Karl von Harrach, Reichsgraf zu Rohrau                                                                  | 1570    | 1628      | Enkel von Leonhard IV. von Harrach (Nr. 253) |
| 1627         | 365: Georg Ludwig von Schwarzenberg zu Hohenlandsberg                                                        | 1586    | 1646      | |
| 1627         | 366: Tiberio Vincenzo del Bosco, 3. Principe di Cattolica                                                    |         | 1654      | |
| 1628         | 367: Albrecht von Wallenstein, Herzog von Friedland                                                          | 1583    | 1634      | |
| 1628         | 368: Maximilien, Comte de Sainte-Aldegonde                                                                   |         | 1635      | |
| 1628         | 369: Jean de Montmorency, 3. Comte d’Estaires                                                                |         | 1631      | 1630 1. Prince de Robecq |
| 1628         | 370: Maximilien II. de Hénin-Liétard, Comte de Boussu                                                        |         | 1635      | Sohn von Jean V. de Hénin (Nr. 178) |
| 1628         | 371: Tiberio Carafa, 6. Principe di Bisignano                                                                | 1580    | 1647      | |
| 1628         | 372: Johann Jakob von Bronckhorst-Batenburg                                                                  | 1582    | 1630      | kaiserlicher Feldmarschall |
| 1628         | 373: Ernst von Isenburg-Grenzau                                                                              | 1584    | 1664      | Generalgouverneur der Niederlande |
| 1628         | 374: Ottavio Visconti, Conte di Gamalero                                                                     |         | 1632      | |
| 1628         | 375: Luis Fernández Folch de Cardona, Herzog von Cardona                                                     | 1608    | 1670      | hier liegt wohl ein Fehler in den Quellen vor: Herzog von Segorbe und Cardona war 1628 Enrique Ramon Folch de Cardona (1588–1640), der Vater von Luis Fernández; Luis Fernández selbst war 1628 erst 20 Jahre alt, zudem bekam er selbst 1651 die Diplom-Nr. 426 |
| 1628         | 376: Albert de Ligne, 2. Prince de Barbançon                                                                 | 1600    | 1674      | Neffe von Charles de Ligne (Nr. 264) |
| 1628         | 377: Otto Heinrich Fugger, Graf von Kirchberg                                                                | 1592    | 1644      | |
| 1628         | 378: Miklós Graf Esterházy de Galántha                                                                       | 1582    | 1645      | |
| 1629         | 379: Rambold XIII. von Collalto                                                                              | 1575    | 1630      | |
| 1630         | 380: Philippe Lamoral de Gand, Comte d’Isenghien                                                             | 1587    | 1631      | [ 52 ] |
| 1631         | 381: Filippo Spinola, 2. Marqués de los Balbases                                                             | 1596    | 1659      | |
| 1631         | 382: Gottfried Heinrich zu Pappenheim                                                                        | 1594    | 1632      | |
| 1631         | 383: Adam von Waldstein                                                                                      | 1570    | 1638      | |
| 1633         | 384: Gianbattista de Capua, Fürst von Caspoli                                                                |         | 1634      | |
| 1634         | 385: Etoro Ravaschiero, Principe di Satriano                                                                 |         |           | |
| 1634         | 386: Paolo de Sangro, 4. Principe di San Severo                                                              | 1605    | 1636      | |
| 1634         | 387: Ercole Teodoro Trivulzio, 2. Principe di Mussocco                                                       | 1620    | 1664      | |
| 1634         | 388: Maximilian von Dietrichstein                                                                            | 1596    | 1655      | siehe Dietrichstein |
| 1634         | 389: Maximilian von und zu Trauttmansdorff                                                                   | 1584    | 1650      | |
| 1635         | 390: Ferdinand Karl, Erzherzog von Österreich                                                                | 1628    | 1662      | |
| 1638         | 391: Claude de Lannoy, Comte de la Motterie                                                                  | 1578    | 1643      | Gouverneur von Luxemburg und Maastricht, Generalkapitän von Namur |
| 1638         | 392: Baltasar Carlos von Spanien, Fürst von Asturien                                                         | 1629    | 1646      | Sohn Philipps IV. |
| 1638         | 393: Francesco I. d’Este, Herzog von Modena                                                                  | 1610    | 1658      | |
| 1638         | 394: Johann II. Kasimir, König von Polen                                                                     | 1609    | 1672      | |
| 1639         | 395: Seyfried Christoph von Breuner                                                                          | 1569    | 1651      | |
| 1639         | 396: Rudolf von Tiefenbach                                                                                   | 1582    | 1653      | |
| 1639         | 397: Wilhelm, Markgraf von Baden                                                                             | 1593    | 1677      | |
| 1639         | 398: Francesco Maria Carafa, 5. Duca di Nocera                                                               |         | 1642      | |
| 1642         | 399: Carlo de Tocco, Duca di Leucado                                                                         |         | 1674      | |
| 1644         | 400: Ottavio Piccolomini, 1. Herzog von Amalfi                                                               | 1599    | 1656      | |
| 1644         | 401: Balthasar Philippe de Gand, Comte d’Isenghien                                                           | 1617    | 1680      | 1652 Prince de Masmines, Sohn von Philippe Lamoral de Gand (Nr. 380) |
| 1644         | 402: Wilhelm Slavata                                                                                         | 1572    | 1652      | |
| 1644         | 403: Wenzel Eusebius von Lobkowicz                                                                           | 1609    | 1677      | Reichsfürst, Herzog zu Sagan, Sohn von Zdeněk Vojtěch von Lobkowicz (Nr. 341) |
| 1644         | 404: Johann Anton I. von Eggenberg                                                                           | 1610    | 1649      | Sohn von Hans Ulrich (Nr. 340) |
| 1644         | 405: Heinrich Graf Schlick zu Bassano und Weißkirchen                                                        | 1580    | 1650      | siehe Schlik |
| 1644         | 406: Francesco Antonio del Carretto, Marchese di Grana                                                       | 1590    | 1651      | Kaiserlicher General |
| 1645         | 407: Sigismund Ludwig, Graf von Dietrichstein                                                                |         | 1653/78   | |
| 1646         | 408: Philippe François de Ligne, 1. Herzog von Arenberg                                                      | 1625    | 1674      | Sohn von Philipp, Fürst von Arenberg (Nr. 334) |
| 1646         | 409: Eugène de Henin Liétard, 6. Comte de Boussu                                                             | 1614    | 1656      | Großneffe von Maximilien de Henin (Nr. 370) |
| 1646         | 410: Philippe François de Croÿ, 2. Duc d’Havré                                                               | 1610    | 1650      | Sohn von Philippe II. de Croy, Comte de Solre (Nr. 288) |
| 1646         | 411: Claude Lamoral, 3. Fürst von Ligne                                                                      | 1610    | 1679      | Enkel von Lamoral de Ligne (Nr. 290) |
| 1646         | 412: Philippe de Croy-Chimay d’Arenberg, 8. Prince de Chimay                                                 | 1619    | 1675      | Sohn von Alexandre, 6. Prince de Chimay (Nr. 356) |
| 1646         | 413: Eustache II. de Croÿ, 6. Graf von Le Roeulx                                                             |         | 1653      | Urgroßneffe von Ferry de Croy (Nr. 123) |
| 1647         | 414: Georg Adam Borsita von Martinitz                                                                        | 1602    | 1651      | Oberstkanzler von Böhmen |
| 1647         | 415: Johann Ludwig, Graf von Nassau-Hadamar                                                                  | 1590    | 1653      | 1650 Reichsfürst |
| 1647         | 416: Juan Francisco Pimentel, 7. Herzog von Benavente                                                        | 1584    | 1652      | |
| 1647         | 417: Nicolo Maria de Guzman, 7. Principe di Stigliano                                                        |         | 1689      | |
| 1649         | 418: Diego Fernández Pacheco Portocarrero, 7. Herzog von Escalona                                            | 1599    | 1653      | |
| 1650         | 419: Ferdinand IV., deutscher König                                                                          | 1633    | 1654      | Sohn Kaiser Ferdinands III. |
| 1650         | 420: Paul Pálffy, Palatin von Ungarn                                                                         | 1589    | 1653      | |
| 1650         | 421: Johann Weikhard, Graf von Auersperg                                                                     | 1615    | 1677      | 1653 Fürst von Auersperg |
| 1650         | 422: Sigismondo Sfondrati, Marchese di Montafia                                                              |         | 1652      | |
| 1650         | 423: Karl Albert de Longueval, Graf von Bucquoy                                                              | 1607    | 1663      | Sohn von Charles Bonaventure (Nr. 323) |
| 1650         | 424: Johann Adolf 1. Fürst von Schwarzenberg                                                                 | 1615    | 1683      | 1670–1673 Reichshofratspräsident |
| 1651         | 425: Luigi Guglielmo Moncada d’Aragona, 7. Herzog von Montalto                                               | 1614    | 1672      | Vizekönig von Sardinien |
| 1651         | 426: Luis Ramon Folch de Cardona, 6. Herzog von Segorbe, 7. Herzog von Cardona                               | 1608    | 1670      | siehe auch Nr. 375 |
| 1651         | 427: Diego d’Aragona, 4. Herzog von Terranuova                                                               | 1596    | 1663      | |
| 1651         | 428: Ferdinando del Carretto, Marchese di Grana                                                              | 1617    | 1651      | Sohn von Francesco Antonio del Carretto (Nr. 406) |
| 1653         | 429: Philipp Wilhelm, Pfalzgraf und Herzog von Pfalz-Neuburg                                                 | 1615    | 1690      | 1685 Kurfürst von der Pfalz |
| 1653         | 430: Georg Achaz, Graf von Losenstein                                                                        | 1597    | 1653      | |
| 1653         | 431: Johann Franz von Trautson, Graf von Falkenstein                                                         | 1609    | 1663      | |
| 1653         | 432: Marcantonio V. Colonna, 8. Duca e Principe di Pagliano                                                  | 1603    | 1655      | |
| 1653         | 433: Francesco Filomarino, Principe della Rocca d’Aspro                                                      | 1606    | 1659      | |
| 1654         | 434: Leopold, Erzherzog von Österreich                                                                       | 1640    | 1705      | später Kaiser Leopold I.; erster Großmeister des österreichischen Zweigs des Ordens als Erbe Philipps des Guten und Oberhaupt der Familie nach dem Tod des spanischen Königs Karl II.                                                                            |
| 1654         | 435: Luis Ignacio Fernández de Córdoba, 6. Herzog von Feria                                                  | 1623    | 1665      | |
| 1655         | 436: Maximilian von Waldstein                                                                                | 1598    | 1655      | Oberstkämmerer Kaiser Ferdinands III. |
| 1655         | 437: Johann Maximilian Nepomuk Graf von Lamberg-Steyr                                                        | 1608    | 1682      | |
| 1656         | 438: Alonso López de Zuniga, 8. Herzog von Béjar                                                             | 1621    | 1660      | |
| 1657         | 439: Johann Ferdinand von Porzia                                                                             | 1605    | 1665      | |
| 1657         | 440: Bernhard Ignaz von Martinitz                                                                            | 1603    | 1685      | Palatin von Ungarn, Bruder von Jiří Adam Bořita (Nr. 414) |
| 1657         | 441: Annibale Gonzaga, Principe di San Martino                                                               | 1602    | 1668      | 1665–1668 Präsident des Hofkriegsrats |
| 1657         | 442: Johann Christoph, Graf von Puchheim                                                                     | 1605    | 1657      | |
| 1657         | 443: Carlo Emanuele d'Este, Marchese di Borgomanero                                                          | 1622    | 1659      | |
| 1657         | 444: Niccolò Ludovisi, Fürst von Piombino                                                                    |         | um 1664   | 1659–1662 Vizekönig von Aragón |
| 1657         | 445: Philippe Emanuel de Croÿ, Comte de Solre                                                                | 1611    | 1670      | Sohn von Jean de Croy, Comte de Solre (Nr. 327) |
| 1658         | 446: Bernardino Savelli, 2. Principe d’Albano                                                                | 1606    | 1658      | |
| 1659         | 447: Giulio Savelli, 3. Principe d’Albano                                                                    | 1626    | 1712      | |
| 1659         | 448: Fabrizio II. Pignatelli, 3. Principe di Noia                                                            | 1606    | 1664      | 5. Duca di Monteleone (uxor nomine) |
| 1659         | 449: Francesco IV. Caetani, 9. Herzog von Sermoneta                                                          | 1594    | 1683      | |
| 1661         | 450: Johann Franz, Fürst von Nassau                                                                          | 1627    | 1699      | |
| 1661         | 451: Ferdinand Bonaventura I. Graf Harrach                                                                   | 1637    | 1706      | Enkel von Karl von Harrach (Nr. 364) |
| 1662         | 452: Giovanni Battista Borghese, 2. Fürst von Sulmona                                                        | 1639    | 1717      | |
| 1662         | 453: Franz, Graf Wesselenyi von Hadad                                                                        | 1605    | 1667      | |
| 1662         | 454: Raimundo de Lencastre Manrique de Cardenas, 4. Herzog von Aveiro                                        | 1620    | 1666      | |
| 1663         | 455: Johann von Rottal                                                                                       | 1605    | 1674      | |
| 1663         | 456: Georg Ludwig von Sinzendorf                                                                             | 1616    | 1681      | |
| 1663         | 457: Sigismund Franz, Erzherzog von Österreich                                                               | 1630    | 1665      | |
| 1663         | 458: Franz Eusebius, Graf von Pötting                                                                        | 1627    | 1678      | |
| 1663         | 459: Filippo II. Caetani, 4. Principe di Caserta                                                             | 1626    | 1687      | |
| 1664         | 460: Nikolaus, Graf von Zringi                                                                               | 1620    | 1664      | |
| 1664         | 461: Antonio Teodoro Trivulzio, 3. Principe di Musocco                                                       |         | 1678      | |
| 1665         | 462: Walter Graf von Leslie                                                                                  | 1607    | 1667      | |
| 1665         | 463: Karl II., König von Spanien                                                                             | 1661    | 1700      | Großmeister 1665–1700 |
| 1667         | Franz Albert, Graf von Harrach                                                                               | 1619    | nach 1666 | unsicher; keine Nummer; Sohn von Karl von Harrach (Nr. 364) |
| 1668         | 464: Manuel Diego López de Zuniga, 10. Herzog von Béjar                                                      | 1657    | 1686      | |
| 1668         | 465: Philippe Hippolyte Spinola, Comte de Bruay                                                              | 1612    | 1670      | |
| 1668         | 466: Ferdinand Joseph von Dietrichstein                                                                      | 1636    | 1698      | Sohn von Fürst Maximilian (Nr. 388) |
| 1668         | 467: Raimondo Montecuccoli                                                                                   | 1609    | 1680      | |
| 1669         | 468: Balthasar Sarmiento de Mendoza, 5. Marqués de Camarasa                                                  |         | 1715      | |
| 1669         | 469: Michael Wiśniowiecki, König von Polen                                                                   | 1640    | 1673      | |
| 1670         | 470: Charles Louis de Bauffremont, Marquis de Messimieux                                                     |         | 1682      | [ 53 ] |
| 1670         | 471: Juan Francisco de la Cerda, 8. Herzog von Medinaceli                                                    | 1637    | 1691      | |
| 1670         | 472: Pedro Nuño Colón de Portugal, 7. Duque de Veragua                                                       | um 1615 | 1673      | |
| 1670         | 473: Ettore Pignatelli d’Aragona, 6. Herzog von Monteleone                                                   | 1620    | 1674      | Sohn von Fabrizio II. Pignatelli (Nr. 448) |
| 1670         | 474: Philipp II. Ludwig, 9. Graf von Egmond, 6. Fürst von Gavre                                              | 1623    | 1682      | Sohn von Ludwig von Egmond (Nr. 355) |
| 1670         | 475: Ferdinand Joseph de Croÿ, 3. Duc d’Havré                                                                | 1644    | 1694      | Sohn von Philippe François de Croy (Nr. 410) |
| 1670         | 476: Lorenzo Onofrio I. Colonna, 8. Duca e Principe di Paliano                                               | 1639    | 1716      | Sohn von Marcantonio V. Colonna (Nr. 432) |
| 1670         | 477: Marzio Carafa, 7. Duca di Maddaloni                                                                     |         |           | |
| 1670         | 478: Maffeo Barberini, 2. Principe di Palestrina                                                             | 1632    | 1685      | |
| 1670         | 479: Giovanni Battista Ludovisio, Principe di Piombino                                                       | 1638    | 1699      | |
| 1670         | 480: Teobaldo, Marchese di Visconti, Conte di Gallarate                                                      |         | 1674      | |
| 1670         | 481: Charles de Watteville, Marquis de Conflans                                                              | 1605    | 1670      | siehe auch (Nr. 501) und (Nr. 598) |
| 1671         | 482: David Ungnad, Graf von Weissenwolff                                                                     | 1604    | 1672      | |
| 1672         | 483: Johann Hartwig von Nostitz-Rieneck                                                                      | 1610    | 1683      | 1675 böhmischer Graf, 1681 Reichsfreiherr, 1692 Reichsgraf von Nostitz |
| 1672         | 484: Gundacker, Graf von Dietrichstein                                                                       | 1623    | 1690      | 1684 Reichsfürst von Dietrichstein, Vetter 2. Grades von Fürst Maximilian (Nr. 388) |
| 1672         | 485: Ferdinando Francesco d’Avalos d’Aquino d’Aragona, Marchese de Pescara                                   |         | 1672      | Enkel von Innico d’Avalos (Nr. 306) |
| 1675         | 486: Alexandre II. de Bournonville, Duc de Bournonville, Comte de Henin                                      | 1616    | 1690      | |
| 1675         | 487: Juan de Velasco, 3. Conde de Salazar                                                                    |         | 1678      | |
| 1675         | 488: Albrecht VII. von Zinzendorf und Pottendorf                                                             | 1618    | 1683      | |
| 1675         | 489: Charles Henri de Lorraine, Fürst von Vaudémont                                                          | 1649    | 1723      | Sohn von Herzog Karl IV. von Lothringen |
| 1675         | 490: Carlantonio Spinelli, 5. Principe di Cariati                                                            | 1645    | 1725      | |
| 1675         | 491: Humprecht Jan Graf Czernin von Chudenitz                                                                | 1628    | 1682      | |
| 1675         | 492: Leopold Wilhelm, Graf von Königsegg und Rothenfels                                                      | 1630    | 1694      | |
| 1675         | 493: Karl Ferdinand von Waldstein                                                                            | 1634    | 1702      | Gesandter |
| 1675         | 494: Alexander Farnese, Fürst von Parma                                                                      | 1635    | 1689      | Statthalter der habsburgischen Niederlande 1678–1682. |
| 1675         | 495: Ernest Alexandre Dominique d’Arenberg, 9. Prince de Chimay                                              | 1643    | 1686      | Sohn von Philippe d’Arenberg, 8. Prince de Chimay (Nr. 412) |
| 1675         | 496: Antonio Álvarez de Toledo y Pimentel, 7. Herzog von Alba                                                | 1615    | 1690      | |
| 1675         | 497: Pedro II. Manuel Colon y Portugal, 7. Duque de Veragua                                                  | 1651    | 1710      | |
| 1675         | 498: Andrea Fabrizio Pignatelli d’Aragona, 7. Herzog von Monteleone                                          | 1640    | 1677      | Sohn von Ettore Pignatelli (Nr. 473) |
| 1675         | 499: Antonio, Conte di Trotti Bentivoglio                                                                    | 1627    | 1681      | |
| 1675         | 500: Eugène de Montmorency, 2. Prince de Robecq                                                              | 1615    | 1683      | Sohn von Jean, 1. Prince de Robecq (Nr. 369) |
| 1675         | 501: Jean Charles de Watteville, Marquis de Conflans                                                         | 1628    | 1699      | Vater von Charles Emmanuel de Watteville (Nr. 598) |
| 1677         | 502: Otto de Grana, Marchese de Savona e Grana                                                               | 1629    | 1685      | Bruder von Ferdinando del Carretto (Nr. 428) |
| 1678         | 503: Carlo Borromeo Arese                                                                                    | 1657    | 1734      | 1710–1713 österreichischer Vizekönig von Neapel |
| 1678         | 504: Cesare Visconti, Marchese di Cisago, Conte di Gallarate                                                 | 1643    | 1716      | |
| 1678         | 505: Carlos de Gurrea, Duque de Villahermosa                                                                 | 1634    | 1692      | |
| 1678         | 506: Karl Eugen, 2. Herzog von Arenberg                                                                      | 1633    | 1681      | |
| 1678         | 507: Antonio Álvarez de Toledo y Beaumont, 8. Herzog von Alba                                                | 1627    | 1701      | |
| 1680         | 508: Konrad Balthasar von Starhemberg                                                                        | 1612    | 1687      | [ 54 ] |
| 1681         | 509: Nicola Pignatelli d’Aragona, 8. Herzog von Monteleone                                                   | 1648    | 1730      | |
| 1681         | 510: Sigmund Helfried von Dietrichstein                                                                      | 1635    | 1698      | Sohn von Graf Sigismund Ludwig (Nr. 407) |
| 1681         | 511: Giuseppe Branciforte, Principe di Pietrapercia                                                          |         | 1698      | |
| 1681         | 512: Franz Maximilian von Mansfeld                                                                           | 1639    | 1692      | Obersthofmeister der Kaiserin Eleonore Magdalena |
| 1681         | 513: Dominico Marzio Carafa, 8. Duca di Maddaloni                                                            |         |           | |
| 1681         | 514: Paul I. Esterházy de Galantha                                                                           | 1635    | 1713      | Sohn von Graf Miklós (Nr. 378) |
| 1682         | 515: Octave Ignace de Ligne, 3. Prince de Barbançon                                                          | 1643    | 1693      | Sohn von Albert de Ligne, 1. Prince de Barbançon (Nr. 376) |
| 1682         | 516: Joachim Ernst, Herzog von Schleswig-Holstein-Rethwisch                                                  | 1637    | 1700      | jüngerer Sohn von Herzog Joachim Ernst von Schleswig-Holstein-Plön |
| 1682         | 517: Jakob Louis Heinrich Sobieski                                                                           | 1667    | 1737      | Kronprinz von Polen |
| 1683         | 518: Ernst Rüdiger von Starhemberg                                                                           | 1638    | 1701      | |
| 1684         | 519: François Philippe de Melun, Marquis de Richebourg                                                       |         | 1690      | Sohn von Guillaume de Melun, Prince d’Épinoy (Nr. 347) |
| 1684         | 520: Francesco Maria Carafa, 3. Principe di Belvedere                                                        |         | 1711      | |
| 1684         | 521: Henri Ernest, 4. Fürst von Ligne                                                                        | 1644    | 1702      | Sohn von Claude Lamoral de Ligne (Nr. 411) |
| 1685         | 522: Philipp-Franz-Karl von Arenberg, 3. Herzog von Arenberg                                                 | 1663    | 1691      | |
| 1685         | 523: Heinrich Franz von Mansfeld, Principe di Fondi                                                          | 1640    | 1715      | |
| 1686         | 524: Johann Wilhelm von der Pfalz, Herzog von Jülich und Berg                                                | 1658    | 1716      | 1690 Kurfürst von der Pfalz, genannt Jan Wellem |
| 1686         | 525: Juan Manuel Diego López de Zuniga, 11. Herzog von Béjar                                                 | 1680    | 1647      | |
| 1687         | 526: Joseph, Erzherzog von Österreich                                                                        | 1678    | 1711      | später Kaiser Joseph I. |
| 1687         | 527: Eugen von Savoyen, Prinz von Savoyen                                                                    | 1663    | 1736      | genannt Prinz Eugen |
| 1687         | 528: Ludwig Ernst von Egmond                                                                                 | 1665    | 1693      | jüngerer Sohn von Philipp II. von Egmond (Nr. 474) |
| 1687         | 529: Iñigo Manuel Vélez de Guevara, 10. Graf von Oñate                                                       | 1642    | 1699      | |
| 1687         | 530: Juan Manuel Fernández Pacheco, 8. Herzog von Escalona                                                   | 1650    | 1725      | |
| 1687         | 531: Helmhard Christoph Ungnad von Weißenwolf                                                                | 1635    | 1702      | |
| 1687         | 532: Adolph Wratislaw von Sternberg                                                                          | 1627    | 1703      | |
| 1687         | 533: Wolfgang Andreas Graf von Orsini-Rosenberg                                                              | 1626    | 1695      | |
| 1687         | 534: Karl Gottlieb I. Amadeus, Graf von Windisch-Graetz                                                      | 1630    | 1695      | |
| 1687         | 535: Dominik Andreas I. von Kaunitz                                                                          | 1654    | 1705      | |
| 1687         | 536: Philippe Louis de Henin-Liétard, 7. Graf von Boussu, 10. Fürst von Chimay                               | 1646    | 1688      | Sohn von Eugène de Henin-Liétard (Nr. 409) |
| 1687         | 537: Eugen Alexander von Thurn und Taxis, Graf von Thurn und Taxis                                           | 1677    | 1714      | 1695 Fürst von Thurn und Taxis |
| 1687         | 538: Jaime de Silva Fernández, 6. Herzog von Híjar                                                           | um 1623 | 1700      | |
| 1687         | 539: Eugen de Berghes, Comte de Grimberghen                                                                  | 1624    | 1688      | aus der Familie Glymes (siehe Nr. 91) |
| 1687         | 540: Urbano Barberini, 3. Principe di Palestrina                                                             | 1666    | 1722      | |
| 1687         | 541: Ferdinand Gaston Lamoral de Croÿ, 8. Graf von Le Roeulx                                                 | 1660    | 1720      | Sohn von Eustache II. de Croy (Nr. 413) |
| 1687         | 542: Luis Fernández de Córdoba, 7. Herzog von Feria                                                          | 1650    | 1690      | |
| 1688         | 543: Graf Franz Karl von Kolowrat-Liebsteinsky                                                               | 1620    | 1700      | |
| 1688         | 544: Franz Ulrich Kinsky                                                                                     | 1634    | 1699      | |
| 1688         | 545: Johann Quintin I. Jörger von Tollet                                                                     | 1624    | 1705      | |
| 1688         | 546: Ferdinand Wilhelm Eusebius, 2. Fürst zu Schwarzenberg                                                   | 1652    | 1703      | Sohn von Johann Adolf I. (Nr. 424) |
| 1688         | 547: Antonio von Caraffa, Conte di Forlì                                                                     | 1642    | 1693      | |
| 1689         | 548: Filippo II. Colonna, 9. Duca e Principe di Paliano                                                      | 1663    | 1714      | Sohn von Lorenzo Onofrio I. Colonna (Nr. 476) |
| 1690         | 549: Leopold Joseph, Herzog von Lothringen und Bar                                                           | 1679    | 1729      | |
| 1690         | 550: Manuel Fernández de Córdoba, 8. Herzog von Feria                                                        | 1679    | 1700      | |
| 1691         | 551: Ludwig Wilhelm, Markgraf von Baden                                                                      | 1655    | 1707      | genannt Türkenlouis |
| 1692         | 552: Maximilian II. Emanuel, Kurfürst von Bayern                                                             | 1662    | 1726      | |
| 1692         | 553: Fernando de Castro Portugal, 11. Conde de Lemos                                                         | 1666    | 1741      | |
| 1693         | 554: Gregorio de Silva y Mendoza, 9. Herzog von El Infantado                                                 | 1640    | 1693      | |
| 1694         | 555: Charles Louis Antoine de Henin-Liétard dit d’Alsace de Boussu, 8. Graf von Boussu, 11. Prince de Chimay | 1675    | 1740      | Sohn von Philippe Louis de Henin-Liétard (Nr. 536) |
| 1694         | 556: Baldassare Naselli del Carillo, Principe d’Aragona                                                      |         | 1720      | |
| 1694         | 557: Giuseppe Mario Orsini, 3. Duca di Paganica                                                              |         |           | |
| 1694         | 558: Philipp Franz, Prince de Berghes                                                                        | 1646    | 1704      | Sohn von Eugen de Berghes, Comte de Grimberghe (Nr. 539) |
| 1694         | 559: Marino Francesco Caracciolo, 5. Fürst von Avellino                                                      | 1668    | 1720      | Sohn des 4. Fürsten von Avellino |
| 1694         | 560: Jean Philippe Eugène de Merode-Westerloo                                                                | 1674    | 1732      | |
| 1694         | 561: Christoph Leopold, Graf von Schaffgotsch                                                                | 1623    | 1703      | |
| 1694         | 562: Franz Joseph von Lamberg, später Fürst von Lamberg und Landgraf von Leuchtenberg                        | 1638    | 1712      | Sohn von Graf Johann Maximilian (Nr. 437) |
| 1694         | 563: Johann Adam Andreas von Liechtenstein                                                                   | 1657    | 1712      | 1699 Fürst von Liechtenstein |
| 1694         | 564: Johann Christian von Eggenberg                                                                          | 1641    | 1710      | Sohn von Fürst Johann Anton (Nr. 404), siehe Eggenberg |
| 1694         | 565: Otto Ehrenreich von Abensperg und Traun                                                                 | 1644    | 1715      | Landmarschall |
| 1694         | 566: Philip Sigmund, Graf von Dietrichstein                                                                  | 1651    | 1716      | Sohn von Fürst Maximilian (Nr. 388) |
| 1694         | 567: Äneas Sylvius Caprara                                                                                   | 1631    | 1701      | |
| 1694         | 568: Karl III. Philipp, Kurfürst von der Pfalz                                                               | 1661    | 1742      | |
| 1695         | 569: Antonio Francesco, Conte di Collalto                                                                    | 1630    | 1696      | siehe auch Ramboldo, Conte di Collalto (Nr. 379) |
| 1695         | 570: Ferdinand Wenzel Graf von Lobkowitz                                                                     | 1654    | 1697      | |
| 1695         | 571: Cesare, Marchese di Vidoni                                                                              |         | 1772      | |
| 1695         | 572: Ferdinand Marquard Joseph Anton, Graf von Wartenberg                                                    | 1673    | 1730      | Angehöriger des Hauses Wittelsbach |
| 1695         | 573: Iñigo de la Cruz Manrique de Lara, 11. Conde de Aguilar                                                 | 1673    | 1733      | |
| 1697         | 574: Aloys Thomas Raimund von Harrach                                                                        | 1669    | 1742      | Vizekönig von Neapel, Sohn von Ferdinand Bonaventura I. (Nr. 451) |
| 1697         | 575: Carlo Carafa, 4. Principe di Belvedere                                                                  |         |           | |
| 1697         | Karl, Erzherzog von Österreich                                                                               | 1685    | 1740      | der spätere Kaiser Karl VI., Großmeister 1700–1740 |
| 1697         | 577: Georg von Hessen-Darmstadt                                                                              | 1669    | 1705      | |
| 1697         | 578: Johann Seifried, Fürst von Eggenberg                                                                    | 1644    | 1713      | Bruder von Fürst Johann Christian (Nr. 564) |
| 1697         | 579: Anton Florian von Liechtenstein                                                                         | 1656    | 1721      | 1719 Fürst von und zu Liechtenstein |
| 1697         | 580: Leopold Philipp Montecuccoli                                                                            | 1662    | 1698      | |
| 1697         | 581: Graf Johann Franz von Würben und Freudenthal                                                            | 1643    | 1705      | oberster Kanzler von Böhmen |
| 1697         | 582: Seyfried Christoph Graf Breuner von Asparn                                                              | um 1635 | 1698      | Großneffe von Seyfried Christoph dem Älteren (Nr. 395) |
| 1697         | 583: Don Maximilian von Thun-Hohenstein                                                                      | 1638    | 1701      | |
| 1697         | 584: Georg Adam von Martinitz, Graf von Martinitz                                                            | 1645    | 1714      | 1707 österreichischer Vizekönig von Neapel, Neffe von Bernard Ignác Jan Bořita (Nr. 440) |
| 1697         | 585: August II. der Starke, König von Polen                                                                  | 1670    | 1733      | |
| 1698         | 586: Ferdinand August Fürst von Lobkowitz                                                                    | 1655    | 1715      | Sohn von Fürst Wenzel Eusebius (Nr. 403) |
| 1698         | 587: Ottavio Marchese Cavriani                                                                               | um 1645 | 1726      | |
| 1698         | 588: Niccolò Placido Branciforte, Principe di Pietrapercia                                                   |         |           | |
| 1698         | 589: Johann Leopold Donat von Trautson, Graf von Falkenstein                                                 | 1659    | 1724      | siehe Trautson |
| 1698         | 590: Karl Ernst von Waldstein                                                                                | 1661    | 1713      | |
| 1698         | 591: Leopold Ignaz Joseph, 4. Fürst von Dietrichstein                                                        | 1660    | 1708      | Sohn von Fürst Ferdinand Joseph (Nr. 466) |
| 1699         | 592: Francis Taaffe, 3. Earl of Carlingford                                                                  | 1639    | 1704      | |
| 1699         | 593: Côme Claude d’Ognies, Comte de Coupigny                                                                 | 1646    | 1709      | |
| 1699         | 594: Václav Vojtěch, Graf von Sternberg                                                                      |         | 1708      | |
| 1699         | 595: Cesare d'Avalos d’Aquino, 8. Marchese del Vasto                                                         | 1667    | 1729      | Bruder von Ferdinando Francesco d’Avalos (Nr. 485) |
| 1699         | 596: Guillaume de Melun, Marquis de Richebourg                                                               |         | 1737      | Sohn von François Philippe de Melun (Nr. 519) |
| 1699         | 597: Philippe Antoine, Comte de Vertaing, 1. Prince de Rubempré                                              | 1650    | 1707      | Enkel von Philippe de Rubempré (Nr. 353) |
| 1699         | 598: Charles Emmanuel de Watteville, Marquis de Conflans                                                     | 1656    | 1728      | Sohn von Jean Charles de Watteville (Nr. 501) |
| 1699         | 599: Domenico Acquaviva d’Aragona, Conte di Conversano                                                       |         |           | |
| 1699         | 600: Leopold Philipp, 4. Herzog von Arenberg                                                                 | 1690    | 1754      | |
| 1699         | 601: Michelange Duc del Vasto                                                                                | 1667    | 1729      | |
| 1699         | 602: Ferdinando Francesco Gravina Cruyllas, 4. Principe de Palagonia                                         |         | 1736      | |
| 1700         | 603: Ernst Friedrich von Windisch-Graetz                                                                     | 1670    | 1727      | Sohn von Graf Karl Gottlieb (Nr. 534) |
| 1700         | 604: Leopold Mathias Sigismund, Graf von Lamberg                                                             | 1667    | 1711      | 1707 Reichsfürst von Lamberg, Landgraf zu Leuchtenberg, Sohn von Fürst Franz Josef I. (Nr. 562) |
| 1700         | 605: Carlo Archinto, Conte di Tainate                                                                        | 1670    | 1732      | |
| 1700         | 606: Charles Thomas de Lorraine-Vaudémont                                                                    | 1670    | 1704      | Kaiserlicher Feldmarschall |

## Ritter des spanischen Ordenszweigs
1700 erlischt mit Carlos II. dem Verhextem die Linie der Spanischen Habsburger, und der Orden wird infolge des Spanischen Erbfolgekriegs im spanischen Königtum der Bourbonen weitervererbt, und geht so auch nach Frankreich.

### 18. Jahrhundert
| Aufnahmejahr | Nr. des Diploms, Name | Geboren | Gestorben | Bemerkungen |
| ------------ | --- | ------- | --------- | --- |
| 1701         | 619: Philipp V., König von Spanien                                                                                                | 1683    | 1746      | Großneffe Karls II. von Spanien. Erster Großmeister des spanischen Zweigs 1700–1724, erneut 1724–1746                                        |
| 1701         | 620: Charles de Bourbon, Herzog von Berry                                                                                         | 1686    | 1714      | |
| 1701         | 621: Philippe I. de Bourbon, duc d’Orléans                                                                                        | 1640    | 1701      | |
| 1701         | 622: Paul de Beauvilliers, Duc de Saint-Aignan                                                                                    | 1648    | 1714      | |
| 1701         | 623: Philippe II. Charles de Bourbon, duc d’Orléans                                                                               | 1674    | 1723      | |
| 1701         | 624: Karl Albrecht von Bayern | 1697    | 1745      | 1726 Kurfürst von Bayern, 1742 als Karl VII. deutscher Kaiser                                                                                |
| 1702         | 625: Adrien Maurice, Duc de Noailles                                                                                              | 1678    | 1766      | |
| 1702         | 626: Albert Octave, Prince de Tserclaes et de Tilly                                                                               | 1646    | 1715      | Großneffe des kaiserlichen Generalissimus Johann T’Serclaes von Tilly                                                                        |
| 1702         | 627: NN |         |           | |
| 1702         | 628: NN |         |           | |
| 1702         | 629: Antonio I. Buoncompagni Ludovisi Ruffo, 5. Duca di Sora, 3. Principe di Piombino                                             | 1658    | 1721      | |
| 1702         | 630: Giangirolamo Acquaviva d’Aragona, 15. Duca d’Atri                                                                            | 1663    | 1709      | |
| 1702         | 631: Louis François d'Harcourt, Comte de Sezanne                                                                                  | 1677    | 1714      | Maréchal de camp |
| 1702         | 632: Louis Joseph de Bourbon, Herzog von Vendôme                                                                                  | 1654    | 1712      | |
| 1703         | 633: Juan Francisco de Bette, Marquis de Lede                                                                                     | 1667    | 1725      | |
| 1703         | 634: Louis François, Duc de Boufflers                                                                                             | 1644    | 1711      | |
| 1704         | 635: Louis-Alexandre de Bourbon, comte de Toulouse                                                                                | 1678    | 1737      | |
| 1704         | 636: James FitzJames, 1. Herzog von Berwick und Liria                                                                             | 1670    | 1734      | |
| 1705         | 637: Jean Frédéric, Comte d’Autel                                                                                                 | 1645    | 1716      | |
| 1705         | 638: Antoine Charles de Gramont, Duc de Gramont                                                                                   | 1641    | 1720      | |
| 1706         | 639: Prokop Franz, 10 Graf von Egmont, 7. Fürst von Gavre                                                                         | 1664    | 1707      | älterer Sohn von Philipp II. von Egmond (Nr. 482)                                                                                            |
| 1706         | 640: Maximilian Kajetan, Graf von Toerring-Seefeld                                                                                | 1670    | 1752      | |
| 1706         | 641: Alfons Franz Dominik, 2. Prince de Berghes                                                                                   |         | 1720      | Sohn von Philipp Franz, Prince de Berghes (Nr. 570)                                                                                          |
| 1706         | 642: Victor Marie, Duc d’Estrées                                                                                                  | 1660    | 1737      | |
| 1707         | 643: Charles Antoine de Croÿ, 4. Duc d’Havré et de Croy                                                                           | 1683    | 1710      | Sohn von Ferdinand Joseph (Nr. 483) |
| 1707         | 644: Francisco Fernández de la Cueva Enríquez, 10. Herzog von Alburquerque                                                        | 1666    | 1733      | |
| 1707         | 645: Francisco Pío de Saboya, 6. Marqués de Castelrodrigo                                                                         | 1672    | 1723      | |
| 1707         | 646: Alexandre Maître, Marquis de Bay                                                                                             | 1682    | 1746      | |
| 1708         | 647: Franz II. Rákóczi, Fürst von Siebenbürgen                                                                                    | 1676    | 1735      | |
| 1709         | 648: Vittorio Amedeo Ferrero Fieschi, Principe di Masserano                                                                       | 1687    | 1743      | |
| 1709         | 649: Marcello de Ceva Grimaldi | ?       | ?         | |
| 1709         | 650: Jacques Antoine de Bauffremont, Marquis de Listenois                                                                         | um 1682 | 1710      | Enkel von Charles Louis de Bauffremont (Nr. 478)                                                                                             |
| 1709         | 651: Michel Joseph de Bournonville, Duc de Bournonville                                                                           | 1672    | 1752      | |
| 1709         | 652: Giosia Acquaviva d’Aragona, 16. Herzog von Atri                                                                              | 1680    | 1710      | |
| 1710         | 653: Jacques Bazin, Comte de Bezons                                                                                               | 1646    | 1733      | |
| 1710         | 654: Domenico Acquaviva d’Aragona, 17. Herzog von Atri                                                                            | 1689    | 1745      | |
| 1711         | 655: Anne Auguste de Montmorency, 5. Prince de Robecq                                                                             | 1679    | 1745      | Enkel von Eugène, 2. Prince de Robecq (Nr. 510)                                                                                              |
| 1711         | 656: Louis Bénigne de Bauffremont, Marquis de Listenois                                                                           | 1684    | 1755      | Bruder von Jacques Antoine de Bauffremont (Nr. 650)                                                                                          |
| 1711         | 657: Jean Louis, Marquis d’Arpajon                                                                                                | 1669    | 1750      | |
| 1712         | 658: Jean Baptiste du Casse | 1646    | 1715      | |
| 1712         | 659: Procope Charles Nicolas Augustin Pignatelli, Graf von Egmont, Fürst von Gavre                                                | 1703    | 1743      | Neffe von Prokop Franz von Egmond, siehe Pignatelli                                                                                          |
| 1713         | 660: Louis de Brancas de Forcalquier                                                                                              | 1672    | 1750      | Marquis de Céreste, genannt Marquis de Brancas, 1741 Marschall von Frankreich                                                                |
| 1713         | 661: Louis Hector, Prince de Martigues, Marquis et Duc de Villars                                                                 | 1653    | 1734      | |
| 1713         | 662: Cristóbal Gregorio Portocarero, 5. Conde de Montijo                                                                          | 1692    | 1763      | |
| 1714         | 663: Rostaino Cantelmo Stuart, 8. Duca di Popoli e Principe di Pettorano                                                          | 1655    | 1723      | |
| 1714         | 664: James Francis Fitz-James Stuart, 2. Herzog von Berwick, Liria und Jérica                                                     | 1696    | 1738      | Sohn von James FitzJames, 1. Herzog von Berwick (Nr. 636)                                                                                    |
| 1714         | 665: Louis Pierre Maximilien de Béthune, 6. Duc de Sully                                                                          | 1685    | 1761      | Haus Béthune |
| 1715         | 666: Franz Emanuel Ignaz, Prinz von Nassau-Siegen                                                                                 | 1688    | 1735      | Sohn des Fürsten Johann Franz Desideratus (Nr. 456)                                                                                          |
| 1715         | 667: Louis Henri d’Harcourt, Comte de Beuvron                                                                                     | 1682    | 1746      | Neffe von Louis François d’Harcourt (Nr. 631)                                                                                                |
| 1715         | 668: Claude François Bidal, 1er marquis d’Asfeld                                                                                  | 1665    | 1743      | |
| 1716         | 669: Claude Abraham de Tubières de Grimoard de Pestel de Lévis, Duc de Caylus                                                     |         | 1759      | |
| 1717         | 670: Ludwig, Prinz von Asturien                                                                                                   | 1707    | 1724      | der spätere König Ludwig I. von Spanien; Großmeister 1724                                                                                    |
| 1717         | 671: Lelio Carafa, Marchese d’Arienzo                                                                                             |         | 1762      | |
| 1717         | 672: Carlo Grillo |         | 1724      | |
| 1717         | 673: Stefano Mari Centurioni, Marchese di Mari                                                                                    |         | 1749      | |
| 1721         | 674: Jean-Baptiste Louis Andrault, Marquis de Maulévrier-Langeron                                                                 | 1677    | 1754      | |
| 1722         | 675: Louis de Rouvroy, Herzog von Saint-Simon                                                                                     | 1675    | 1755      | |
| 1722         | 676: Philippe Charles de La Fare                                                                                                  | 1685    | 1752      | 1721 französischer Botschafter in Spanien, später Marschall von Frankreich                                                                   |
| 1723         | 677: Infant Ferdinand von Spanien                                                                                                 | 1713    | 1759      | der spätere König Ferdinand VI. von Spanien; Großmeister 1746–1759                                                                           |
| 1723         | 678: Infant Karl von Spanien | 1716    | 1788      | der spätere Herzog Karl von Parma, König Karl VII. beider Sizilien und König Karl III. von Spanien; Großmeister 1759–1788                    |
| 1723         | 679: Infant Philipp von Spanien                                                                                                   | 1720    | 1765      | später Herzog von Parma |
| 1724         | 680: Nicolás Fernández de Córdoba, 10. Herzog von Medinaceli und Feria                                                            | 1682    | 1739      | |
| 1724         | 681: Hyacinthe Boutin, Marquis de Valouse                                                                                         | 1671    | 1736      | |
| 1724         | 682: Francesco Maria Pico, 3. Herzog von Mirandola                                                                                | 1688    | 1747      | Ururenkel von Alessandro Pico (Nr. 306) |
| 1724         | 683: Mercurio Antonio López Pacheco, 9. Marqués de Villena, 9. Herzog von Escalona                                                | 1679    | 1738      | |
| 1724         | 684: Domingo Pérez de Guzmán el Bueno, 13. Herzog von Medina-Sidonia                                                              | 1691    | 1739      | |
| 1724         | 685: Antonio Arduino |         | 1731      | |
| 1724         | 686: Alfonso Fernández Manrique de Lara, 1. Duque del Arco                                                                        |         | 1737      | |
| 1724         | 687: José Grimaldi, Marqués de Grimaldi                                                                                           |         | 1733      | |
| 1724         | 688: Álvaro Benavides Bazán, 7. Marqués de Santa Cruz                                                                             |         | 1737      | |
| 1724         | 689: Annibal Marqués de Scotti |         | 1752      | |
| 1724         | 690: Louis I. de Bourbon, duc d’Orléans                                                                                           | 1703    | 1752      | |
| 1724         | 691: Louis Henri, Herzog von Bourbon und Enghien, Fürst von Condé                                                                 | 1692    | 1740      | |
| 1724         | 692: Jean-Baptiste Fleurieu, Comte de Morville, Marquis d’Arménonville                                                            | 1686    | 1731      | |
| 1725         | 693: René de Froulay, Comte de Tessé                                                                                              | 1650    | 1725      | |
| 1727         | 694: Francesco d’Evoli, Duca di Castropignano                                                                                     |         | 1758      | |
| 1728         | 695: Rodrigo Anes de Sá Almeida e Meneses, 7. Conde de Penaguião                                                                  |         | 1733      | 1. Marqués de Abrantes |
| 1732         | 696: José Carrillo de Albornoz, Duque de Montemar                                                                                 | 1671    | 1747      | |
| 1732         | 697: José de Patiño y Morales | 1666    | 1736      | |
| 1734         | 698: Marie François Henri de Franquetot,Comte de Coigny                                                                           | 1670    | 1759      | |
| 1735         | 699: Infant Luis Antonio von Spanien                                                                                              | 1727    | 1785      | Kardinal, Erzbischof von Toledo und Sevilla, Sohn des Königs Philipp V.                                                                      |
| 1736         | 700: Gaetano Boncompagni Ludovisi, 6. Duca di Sora, Principe di Piombino                                                          | 1706    | 1777      | |
| 1736         | 701: Honoré-Armand de Villars, Duc de Villars, Prince de Martigues                                                                | 1702    | 1770      | Sohn von Louis Hector, Duc de Villars (Nr. 661)                                                                                              |
| 1737         | 702: Ambrosio Spinola de la Cerda y Colonna, 5. Marqués de los Balbases, Duca di Sesto                                            |         | 1757      | |
| 1737         | 703: Miguel Reggio Branciforte | ?       | ?         | |
| 1737         | 704: José Armendáriz, 1. Marqués de Castelfuerte                                                                                  | 1665    | 1749      | |
| 1738         | 705: Pedro Cebrián, Conde de Fuenclara                                                                                            | 1687    | 1752      | |
| 1738         | 706: Jaime Miguel de Guzmán de Avalos y Spinola, Marqués de la Mina, Duque de Palata, Principe de Masa                            | 1691    | 1767      | |
| 1738         | 707: Giuseppe Sforza Cesarini Savelli, Duca di Sforza Cesarini, Conde de Chinchón, Duca di Segni                                  | 1705    | 1744      | |
| 1738         | 708: Nicola Sangro | 1678    | 1750      | |
| 1738         | 709: Louis Jean Marie de Bourbon, duc de Penthièvre                                                                               | 1725    | 1793      | |
| 1738         | 710: Andrés López Pacheco, 10. Marquis von Villena und 10. Herzog von Escalona                                                    | 1710    | 1746      | |
| 1738         | 711: Albert Kasimir, Herzog von Teschen                                                                                           | 1738    | 1822      | |
| 1739         | 712: Ludwig XV., König von Frankreich                                                                                             | 1710    | 1774      | |
| 1739         | 713: Ludwig, Dauphin von Frankreich                                                                                               | 1729    | 1765      | Sohn Ludwigs XV. |
| 1739         | 714: Ludwig Peter Graf von der Marck und von Schleiden                                                                            | 1674    | 1750      | [ 59 ] |
| 1739         | 715: Marino Francesco Caracciolo, 7. Fürst von Avellino                                                                           | 1714    | 1773      | Sohn des 6. Fürsten von Avellino (Nr. 663 Österreich)                                                                                        |
| 1740         | 717: Graf Stanisław Jabłonowski, Palatin von Ungarn                                                                               | 1692    | 1754      | |
| 1742         | 718: Maximilian III., Kurfürst von Bayern                                                                                         | 1727    | 1777      | |
| 1742         | 719: Charles Louis César Auguste Fouquet, Herzog von Belle-Isle                                                                   | 1684    | 1761      | |
| 1743         | 720: Melchor de Solis y Gante, Duque de Astrito y Marqués de Valladares                                                           |         | 1752      | |
| 1745         | 721: Jean Bonaventure Dumont, Comte de Gages                                                                                      | 1682    | 1753      | |
| 1745         | 722: Domenico Marzio Carafa, 9. Duca di Maddaloni, Pricipe della Guardia                                                          | 1672    | 1750      | |
| 1745         | 723: Louis II. de Brancas, Duc de Lauraguais                                                                                      | 1714    | 1793      | |
| 1746         | 724: Fernando de Silva y Álvarez de Toledo, 12. Herzog von Alba, 10. Herzog von Huescar                                           | 1714    | 1776      | |
| 1746         | 725: Philippe de Noailles, duc de Mouchy                                                                                          | 1715    | 1794      | |
| 1746         | 726: Sebastián Antonio de Guzmán y Spinola Enríquez Colonna, 5. Marqués de Montealegre                                            | 1683    | 1757      | |
| 1746         | 727: Francisco Fernández de la Cueva y de la Cerda, 11. Herzog von Alburquerque                                                   | 1692    | 1757      | |
| 1747         | 728: Philipp Anton, Herzog von Kalabrien, Prinz von Neapel                                                                        | 1747    | 1777      | Sohn des Königs Karl VII. von Neapel (später Karl III. von Spanien), wegen Geistesschwäche von der Thronfolge ausgeschlossen.                |
| 1748         | 729: Luis Antonio Fernández de Córdoba Spinola y la Cerda, Herzog von Medinaceli und Feria                                        | 1704    | 1768      | |
| 1749         | 730: Infant Karl von Spanien | 1748    | 1819      | der spätere König Karl IV.; Großmeister 1788–1808                                                                                            |
| 1749         | 731: Clemens Franz de Paula von Bayern                                                                                            | 1722    | 1770      | |
| 1750         | 732: Lucas de Spinola, Conde de Sirvela                                                                                           |         | 1750      | 1722–1750 Gouverneur und Generalkapitän von Aragón                                                                                           |
| 1750         | 733: Zenón de Somodevilla y Bengoechea, Marqués de Ensenada                                                                       | 1702    | 1781      | |
| 1750         | 734: Fadrique Vicente Álvarez de Toledo, 9. Marqués de Villafranca del Biezro, Duca di Fernandina y Montalto, Principe di Paternò | 1686    | 1753      | |
| 1750         | 735: José de Carvajal y Lancaster                                                                                                 | 1698    | 1754      | |
| 1750         | 736: Joaquín Diego López de Zuñiga, 12. Herzog von Béjar, Marqués de Gibraleón                                                    | 1715    | 1777      | |
| 1751         | 737: Ferdinand, Prinz von Parma                                                                                                   | 1751    | 1802      | 1765 Herzog von Parma |
| 1751         | 738: Infant Ferdinand von Spanien                                                                                                 | 1751    | 1825      | später König Ferdinand I. beider Sizilien |
| 1752         | 739: Infant Gabriel von Spanien                                                                                                   | 1752    | 1788      | Sohn von König Karl III. |
| 1752         | 740: Louis Philippe, Herzog von Chartres                                                                                          | 1725    | 1785      | später Herzog von Orléans |
| 1752         | 741: Vittorio Filippo Ferrero Fieschi, Principe di Masserano                                                                      | 1713    | 1777      | Sohn von Fürst Vittorio Amedeo (Nr. 648), Schwiegersohn von Hercule Mérdiadec de Rohan, Duc de Montbazon, siehe Stammliste der Rohan-Guéméné |
| 1752         | 742: Francesco Gonzaga, Prinz von Mantua                                                                                          | 1684    | 1758      | |
| 1752         | 743: Domenico Cattaneo della Volta, Principe di San Nicandro e Duca di Termoli                                                    | 1697    | 1782      | |
| 1753         | 744: François Jose de Bournonville, Duc de Bournonville                                                                           | 1710    | 1769      | |
| 1753         | 745: Antonio Álvarez de Toledo, 10. Marqués de Villafranca, Duque de Fernandina y Montalto                                        | 1716    | 1773      | Sohn von Fadrique Vicente Álvarez de Toledo (Nr. 743)                                                                                        |
| 1753         | 746: Pedro de Alcántara Pérez de Guzmán el Bueno, 14. Herzog von Medina-Sidonia                                                   | 1724    | 1777      | Sohn des 13. Herzogs (Nr. 684) |
| 1754         | 747: Louis Joseph Xavier, Herzog von Burgund                                                                                      | 1751    | 1761      | Sohn von Ludwig, Dauphin von Frankreich |
| 1755         | 748: Lorenzo II. Colonna, 11. Duca e Principe di Paliano, 10. Duca di Tagliacozzo                                                 | 1723    | 1779      | Sohn von Fabrizio II. Colonna (Nr. 654 Österreich)                                                                                           |
| 1756         | 749: Infant Antonio Pascual von Spanien                                                                                           | 1755    | 1817      | Sohn von König Karl III. |
| 1756         | 750: Pedro Pablo Abarca de Bolea, conde de Aranda                                                                                 | 1719    | 1798      | |
| 1757         | 751: Infant Francisco Xavier von Spanien                                                                                          | 1757    | 1771      | Sohn von König Karl III. |
| 1758         | 752: José Maria de Guzmán Guevara, 6. Marqués de Montealegr, 13. Conde de Oñate                                                   |         | 1781      | |
| 1761         | 753: Ludwig, Herzog von Berry | 1754    | 1793      | später König Ludwig XVI. von Frankreich |
| 1761         | 754: Karl Philipp, Graf von Artois                                                                                                | 1757    | 1836      | später König Karl X. von Frankreich |
| 1761         | 755: Joaquin Anastase Pignatelli d’Aragona, 16. Conde de Fuentes, 2. Duca di Solferino                                            | 1724    | 1776      | |
| 1761         | 756: Etienne François, Duc de Choiseul                                                                                            | 1719    | 1785      | |
| 1762         | 757: Nicolás de Carvajal y Lancaster, Marqués de Sarria                                                                           |         | 1770      | |
| 1764         | 758: José Fernández de Miranda, 1. Duque de Losada                                                                                | 1706    | 1783      | |
| 1764         | 759: Luis Manuel Laso de la Vega, Marqués de Miranda, Duque de Arco                                                               |         | 1768      | |
| 1764         | 760: Antonio de Benavides y de la Cueva, Duque de Santisteban                                                                     | 1726    | 1782      | |
| 1764         | 761: Antonio Ponce de León y Spinola la Cerda, 11. Herzog von Arcos und 17. Herzog von Nájera                                     | 1726    | 1780      | |
| 1767         | 762: Casimir Pignatelli, Graf von Egmont, Fürst von Gavre                                                                         | 1727    | 1801      | Sohn von Procope Pignatelli (Nr. 659), Schwiegersohn von Louis François Armand de Vignerot du Plessis, 3. Herzog von Richelieu               |
| 1767         | 763: Jean Juste de Croÿ, Conde de Priego                                                                                          | 1716    | 1790      | Neffe von Charles Antoine de Croy (Nr. 643)                                                                                                  |
| 1767         | 764: Jose Bonano Filangieri del Bosco, Principe di Rocafiorita e Cattolica                                                        | ?       | ?         | |
| 1768         | 765: Joaquín Manrique de Zuñiga, Conde de Baños y Marqués de Leyva                                                                |         |           | |
| 1770         | 766: Michele Imperiali Simeana, Principe di Francavilla                                                                           | 1719    | 1782      | |
| 1765         | 767: Paolo Jeronimo Grimaldi Pallavicini, Duque de Grimaldi                                                                       | 1710    | 1789      | |
| 1765         | 768: Jan Klemens Branicki | 1689    | 1771      | |
| 1767         | 769: Ludwig, Graf von Provence | 1755    | 1824      | später König Ludwig XVIII. von Frankreich |
| 1771         | 770: Infant Carlos Clemente von Spanien                                                                                           | 1771    | 1774      | Sohn von Karl, Fürst von Asturien (später König Karl IV.)                                                                                    |
| 1771         | 771: Alonso Vicente de Solís Folch de Cardona, Duque de Montellano                                                                |         | 1780      | |
| 1771         | 772: José Joaquín de Silva Bazán y Sarmiento, 9. Marqués de Santa Cruz                                                            | 1734    | 1802      | |
| 1772         | 773: Pedro de Alcántara Fernández de Córdoba, 12. Herzog von Medinaceli                                                           | 1730    | 1789      | |
| 1772         | 774: Ventura Osorio de Moscoso y Guzmán, 14. Marqués de Astorga, 12. Duque de Sessa                                               | 1732    | 1776      | |
| 1772         | 775: Andrés Téllez Girón, Duque de Uceda                                                                                          | 1728    | 1780      | |
| 1772         | 776: Emmanuel-Félicité de Durfort, Duc de Duras                                                                                   | 1715    | 1789      | |
| 1772         | 777: Joaquín Antonio de Palafox y Rebolledo, Marqués de Ariza                                                                     |         | 1775      | |
| 1773         | 778: Ludwig, Prinz von Parma | 1773    | 1803      | 1801 König von Etrurien |
| 1775         | 779: Carlo Tito, Duca di Calabria                                                                                                 | 1775    | 1778      | Sohn von König Ferdinand IV. von Neapel (Nr. 738)                                                                                            |
| 1777         | 780: Francesco Genaro, Prinz von Neapel                                                                                           | 1777    | 1830      | später König Franz I. beider Sizilien |
| 1779         | 781: Infant Carlos Domingo von Spanien                                                                                            | 1779    | 1783      | Sohn von Carlos, Fürst von Asturien (dem späteren König Karl IV., Nr. 770)                                                                   |
| 1779         | 782: Bartolomeo de Capua, 20. Conte d’Altavilla, Duca d’Airola, Principe di Riccia                                                | ?       | ?         | |
| 1779         | 783: Pedro Téllez Girón, 8. Herzog von Osuna                                                                                      | 1728    | 1787      | |
| 1779         | 784: Pascual Benito Belvis de Moncada, 3. Marqués de Belgida y San Juan de Piedras Albos                                          | 1727    | 1781      | |
| 1779         | 785: Vicente Manrique de Zúñiga, Marqués de Aguilafuente, Conde de Aguilar                                                        | ?       | ?         | |
| 1779         | 786: Pedro de Alcántara Fadrique Fernández de Híjar, 10. Duque de Híjar                                                           | ?       | 1794      | |
| 1779         | 787: Diego Ventura de Guzmán Fernández de Córdoba, 7. Marqués de Montealegre                                                      | um 1730 | 1805      | Ehemann der 18. Herzogin von Nájera |
| 1779         | 788: Fausto Francisco de Palafox y Rebolledo, Marqués de Ariza                                                                    | ?       | ?         | |
| 1779         | 789: Louis Paul François de Noailles, Comte d’Ayen                                                                                | 1739    | 1824      | 1766 Duc d’Ayen |
| 1780         | 790: Pierre Paul, Marqués de Ossun                                                                                                | 1713    | 1788      | |
| 1780         | 791: Filippo III. Giuseppe Colonna, 12. Duca e Principe di Paliano                                                                | 1760    | 1818      | Sohn von Lorenzo II. Colonna (Nr. 748) |
| 1780         | 792: Prinz Carlo Gennaro von Neapel                                                                                               | 1780    | 1789      | Sohn von König Ferdinand IV. von Neapel (Nr. 738)                                                                                            |
| 1781         | 793: Prinz Giuseppe von Neapel | 1781    | 1783      | Sohn von König Ferdinand IV. von Neapel (Nr. 738)                                                                                            |
| 1783         | 794: Carlos José Gutiérrez de los Ríos, 6. Conde de Fernan Núñez                                                                  | 1742    | 1795      | |
| 1783         | 795: Armand Marc, Comte de Montmorin de Saint-Herem                                                                               | 1745    | 1794      | |
| 1783         | 796: Filippo di Borbone, Prinz von Parma                                                                                          | 1783    | 1786      | Sohn von Ferdinand, Herzog von Parma |
| 1783         | 797: Louis Berton des Balbes, Marquis de Crillon                                                                                  | 1717    | 1796      | |
| 1783         | 798: Infant Carlos Francisco von Spanien                                                                                          | 1783    | 1784      | Sohn von Carlos, Fürst von Asturien (dem späteren König Karl IV., Nr. 770)                                                                   |
| 1783         | 799: Infant Felipe Francisco von Spanien                                                                                          | 1783    | 1784      | Sohn von Carlos, Fürst von Asturien (dem späteren König Karl IV., Nr. 770)                                                                   |
| 1784         | 800: Infant Ferdinand von Spanien                                                                                                 | 1784    | 1833      | der spätere König Ferdinand VII.; Großmeister 1808–1833                                                                                      |
| 1785         | 801: José, Prinz von Brasilien | 1761    | 1788      | Sohn der Königin Maria I. von Portugal |
| 1785         | 802: Infant Johann von Portugal                                                                                                   | 1767    | 1826      | später König Johann VI. von Portugal |
| 1785         | 803: Enrique de Meneses, Conde de Ericeyra, Marqués de Lourizal                                                                   | ?       | ?         | |
| 1785         | 804: Philippe Louis Marc de Noailles, Prince de Poix                                                                              | 1752    | 1819      | |
| 1786         | 805: Pedro Carlos Antonio de Borbón, Infant von Spanien und Portugal                                                              | 1786    | 1812      | Sohn des Infanten Gabriel (Nr. 739) – siehe auch Nr. 849                                                                                     |
| 1788         | 806: Carlos, Infant von Spanien, Conde de Molina                                                                                  | 1788    | 1855      | Erster Karlistischer Thronprätendent |
| 1788         | 807: Carlo Gennaro di Borbone, Prinz von Neapel                                                                                   | 1788    | 1789      | Sohn von König Ferdinand IV. von Neapel (Nr. 738)                                                                                            |
| 1789         | 808: Carlo José, Infant von Spanien                                                                                               | 1788    | 1788      | Sohn des Infanten Gabriel (Nr. 739) |
| 1789         | 809: Felipe López Pacheco de la Cueva, 10. Marquis de Villena, Moya und 12. Herzog von Escalona                                   | 1727    | 1798      | |
| 1789         | 810: Salvatore Montaperto Uberti Branciforte, Principe di Raffadali                                                               |         | 1801      | |
| 1789         | 811: Manuel José Pacheco Téllez Girón y Toledo                                                                                    | 1732    | 1794      | |
| 1789         | 812: Cristobal Pío Funes de Villapandro, Conde de Atares                                                                          | ?       | ?         | |
| 1789         | 813: Pedro Francisco de Luján y Silva, 1. Duque de Almodóvar del Rio                                                              | 1727    | 1789      | |
| 1789         | 814: Judas Tadeo Fernández de Miranda, 5. Marqués de Valdecarzana                                                                 |         | 1810      | |
| 1789         | 815: Juan de Silva Rabatta, 14. Conde de Cifuentes                                                                                |         | 1792      | |
| 1789         | 816: Paul François de Quelen, duc de la Vauguyon                                                                                  | 1746    | 1828      | 1789 französischer Außenminister |
| 1789         | 817: Luis María Fernández de Córdoba, Herzog von Santisteban, 13. Herzog von Medinaceli                                           | 1749    | 1806      | |
| 1789         | 818: Vicente Joaquín Osorio de Moscoso, 15. Marqués de Astorga, 11. Conde de Altamira, Principe de Aracena, Duque de Sessa        | 1756    | 1816      | |
| 1789         | 819: Juan Pablo de Aragón Azlor y Gurrea, 11. Duque de Villahermosa                                                               | 1730    | 1790      | |
| 1789         | 820: Louis Henri, Duc de Bourbonduc, 9. Prince de Condé                                                                           | 1756    | 1830      | |
| 1789         | 821: Charles Roger, Prince de Bauffremont, Fürst von Marnay                                                                       | 1713    | 1795      | 1789 Duc de Bauffremont, Sohn von Louis Bénigne de Bauffremont (Nr. 656)                                                                     |
| 1789         | 822: Andrea IV. Doria-Pamphili-Landi, Principe di Melfi                                                                           | 1747    | 1820      | |
| 1789         | 823: Miguel José de la Cueva Velasco, 13. Herzog von Alburquerque und 4. Marqués de Mina                                          | 1743    | 1803      | |
| 1790         | 824: Diego Fernández de Velasco, 13. Herzog von Frías                                                                             | 1754    | 1811      | |
| 1790         | 825: Diego de Noronha | ?       | ?         | |
| 1790         | 826: Joseph Anne Auguste de Croÿ, Duc d’Havré et de Croy                                                                          | 1744    | 1839      | Neffe von Jean Juste de Croy (Nr. 763) |
| 1791         | 827: Francesco Augusto Cattaneo, Duca di Termoli, 4. Principe di San Nicandro                                                     | 1721    | 1791      | |
| 1791         | 828: José María Álvarez de Toledo, 15. Duque de Medina-Sidonia                                                                    | 1756    | 1796      | Bruder des 14. Herzogs (Nr. 746) |
| 1791         | 829: José Moñino y Redondo, Graf von Floridablanca                                                                                | 1728    | 1808      | |
| 1791         | 830: Augusto Cattaneo, Duca di Termoli, 5. Principe di San Nicandro                                                               | 1754    | 1824      | |
| 1791         | 831: Infant Felipe María von Spanien                                                                                              | 1792    | 1794      | Sohn von König Karl IV. (Nr. 770) |
| 1792         | 832: Maximilian von Sachsen | 1759    | 1838      | Sohn des Kurfürsten Friedrich Christian |
| 1792         | 833: Manuel de Godoy, Duque de Alcudia                                                                                            | 1767    | 1851      | |
| 1794         | 834: Francisco de Paula de Bourbón, Infant von Spanien, Herzog von Cádiz                                                          | 1794    | 1865      | Sohn von König Karl IV. (Nr. 770) |
| 1794         | 835: Carlo Sebastiano Ferrero Fieschi, Principe di Masserano                                                                      | 1760    | 1826      | Sohn von Fürst Vittorio Filippo (Nr. 741) |
| 1794         | 836: Vicente María de Palafox, Marqués de Ariza                                                                                   | ?       | ?         | |
| 1794         | 837: Vicente Maria Vera de Aragón y Enríquez, 1. Duque de la Rocca                                                                | 1731    | 1813      | |
| 1794         | 838: Francisco Arias del Castillo Horcasitas, 6. Marqués de Villadarias                                                           | 1742    | 1798      | |
| 1794         | 839: Pedro de Alcántara Téllez Girón, 9. Herzog von Osuna                                                                         | 1755    | 1807      | |
| 1794         | 840: Pablo de Sangro, Principe di Castelfranco                                                                                    | 1760    | 1826      | |
| 1795         | 841: Marqués de Oyra | ?       | ?         | |
| 1795         | 842: Miguel de la Grúa Talamanca Branciforte, Marchese di Branciforte                                                             | ?       | ?         | |
| 1795         | 843: Franz Anton Pius, 4. Fürst von Beira                                                                                         | 1795    | 1801      | Sohn von König Johann VI. von Portugal |
| 1796         | 844: Luís Pinto de Sousa Coutinho                                                                                                 | 1735    | 1804      | |
| 1796         | 845: Antonio de Valdés y Fernández de Bazán                                                                                       | 1744    | 1816      | |
| 1798         | 846: Bruno Domingo Simon, Comte de Lalaing                                                                                        | 1739    | ?         | |
| 1799         | 847: Juan Manuel Álvarez de Faria y Sánchez de Zarzosa                                                                            | 1794    | 1865      | |
| 1799         | 848: Karl II. Ludwig, Herzog von Parma                                                                                            | 1799    | 1883      | später König von Etrurien, Herzog von Lucca und Parma                                                                                        |
| 1799         | 849: Pedro Carlos de Borbón, Infant von Spanien und Portugal                                                                      | 1786    | 1812      | Sohn von Infant Gabriel Antonio von Spanien (Nr. 739) – siehe auch Nr. 805                                                                   |

### 19. Jahrhundert
| Aufnahmejahr | Nr. des Diploms, Name                                                                                            | Geboren | Gestorben | Bemerkungen |
| ------------ | --- | ------- | --------- | --- |
| 1801         | 850: Pedro d’Alcantra de Portugal, Fürst von Beira                                                               | 1798    | 1834      | später Kaiser Pedro I. von Brasilien |
| 1802         | 851: Leopold von Neapel-Sizilien                                                                                 | 1790    | 1851      | 1807 Principe di Salerno, Sohn von König Ferdinand IV. von Neapel (Nr. 738)                                                                                    |
| 1802         | 852: John Francis Edward Acton, 6. Baronet                                                                       | 1736    | 1811      | |
| 1802         | 853: Carlo Maria Caracciolo, Duca di San Teodoro                                                                 | 1764    | 1823      | |
| 1804         | 854: Infant Miguel von Portugal                                                                                  | 1802    | 1866      | später König Michael I. von Portugal |
| 1805         | 855: Napoleon I., Kaiser der Franzosen                                                                           | 1769    | 1821      | |
| 1805         | 856: Joseph Bonaparte                                                                                            | 1768    | 1844      | später König von Neapel und Spanien |
| 1805         | 857: Louis Bonaparte                                                                                             | 1778    | 1846      | später König von Holland |
| 1805         | 858: Félix Baciocchi, Fürst von Lucca und Piombino                                                               | 1762    | 1841      | Ehemann von Elisa Bonaparte |
| 1805         | 859: Camillo Filippo Ludovico Borghese, Fürst von Sulmona                                                        | 1775    | 1832      | |
| 1805         | 860: Joseph Fesch                                                                                                | 1763    | 1839      | Onkel Napoleons I. |
| 1805         | 861: Joachim Murat                                                                                               | 1767    | 1815      | später König von Neapel |
| 1805         | 862: Eugène de Beauharnais                                                                                       | 1781    | 1824      | Vizekönig von Italien |
| 1812         | 863: Arthur Wellesley, 1. Duke of Wellington                                                                     | 1769    | 1852      | |
| 1814         | 864: José Miguel de Carvajal, 2. Duque de San Carlos                                                             | 1771    | 1828      | |
| 1814         | 865: Alexander I., Zar von Russland                                                                              | 1777    | 1825      | |
| 1814         | 866: Friedrich Wilhelm III., König von Preußen                                                                   | 1770    | 1840      | |
| 1814         | 867: Georg, Prince of Wales                                                                                      | 1762    | 1830      | Prinzregent, später König Georg IV. von Großbritannien und Hannover                                                                                            |
| 1814         | 868: Charles-Maurice de Talleyrand-Périgord                                                                      | 1754    | 1838      | |
| 1814         | 869: Wilhelm, Erbprinz von Oranien                                                                               | 1792    | 1849      | später König Wilhelm II. der Niederlande |
| 1814         | 870: Louis-Antoine de Bourbon, duc d’Angoulême                                                                   | 1775    | 1844      | |
| 1814         | 871: Charles-Ferdinand de Bourbon, duc de Berry                                                                  | 1778    | 1820      | |
| 1814         | 872: Karl XIII., König von Schweden                                                                              | 1748    | 1818      | |
| 1814         | 873: Carlos Gutiérrez de los Ríos Fernández de Córdoba, Duque de Fernan Núñez y Montellano                       | 1779    | 1827      | |
| 1816         | 874: Pedro Ceballos Guerra                                                                                       | 1759    | 1838      | |
| 1816         | 875: Bailli de Tatischeff                                                                                        |         |           | auch Tatistchef russischer Botschafter in Madrid |
| 1816         | 876: Wilhelm I., König der Niederlande                                                                           | 1772    | 1843      | |
| 1816         | 877: Juan de la Cruz Belvis de Moncada, Marqués de Belgida                                                       | 1756    | 1835      | |
| 1816         | 878: Pedro de Alcántara Álvarez de Toledo, Conde de Miranda, Duque de Peñaranda de Duero                         |         |           | |
| 1816         | 879: Ignacio Ciro de Arteaga Lazcano y Idiaquez, 4. Marqués de Valmediano                                        | 1748    | 1817      | |
| 1816         | 880: Francisco de Meneses Silveira y Castro, Marqués de Vallada                                                  |         |           | |
| 1816         | 881: Francisco de Paula Fernández de Córdoba, 18. Conde de la Puebla del Maestre                                 | 1763    | 1824      | |
| 1816         | 882: Nicola Caetano Jose Centurioni e Vera, Marqués de la Lapilla                                                |         |           | |
| 1816         | 883: Francisco de Borja Idiaquez de Palafox, Duque de Granada y Ega                                              |         | 1818      | |
| 1816         | 884: Pedro de Alcántara Manuel de Toledo, 13. Herzog von El Infantado                                            | 1773    | 1841      | |
| 1816         | 885: Joaquín Antonio Samaniego, Conde de Torrejón, Marqués de Valverde                                           | 1769    |           | |
| 1817         | 886: Konstantin Pawlowitsch Romanow, Zarewitsch und Großfürst von Russland                                       | 1779    | 1831      | Sohn des Zaren Paul |
| 1817         | 887: Nikolaus Pawlowitsch Romanow, Großfürst von Russland                                                        | 1796    | 1855      | Sohn des Zaren Paul, später Zar Nikolaus I. |
| 1817         | 888: Michael Pawlowitsch Romanow, Großfürst von Russland                                                         | 1798    | 1849      | Sohn von Zar Paul |
| 1817         | 889: Antonio María Ponce de León, 4. Duque de Montemar                                                           | 1757    | 1826      | |
| 1817         | 890: Agustin Pedro González Telmo Fernández de Híjar, Duque de Híjar                                             | 1773    | 1817      | |
| 1817         | 891: Antonio Rocaberti de Dameto, Conde de Peralada                                                              |         |           | |
| 1818         | 892: Infant Carlos Luis von Spanien                                                                              | 1818    | 1861      | Zweiter karlistischer Thronprätendent, Graf von Montemolin |
| 1818         | 893: Friedrich Wilhelm, Prinz von Preußen                                                                        | 1795    | 1861      | später König Friedrich Wilhelm IV. von Preußen |
| 1818         | 894: Friedrich VI., König von Dänemark                                                                           | 1786    | 1839      | |
| 1818         | 895: Ramón San Martín, Marqués de San Martin                                                                     | 1764    |           | |
| 1819         | 896: Antonin de Noailles, Duc de Mouchy                                                                          | 1777    | 1846      | |
| 1819         | 897: Fulco Ruffo di Calabria, 8. Principe di Scilla                                                              | 1773    | 1852      | |
| 1819         | 898: Tommaso Maria di Somma, 9. Marchese di Circello                                                             | 1737    | 1826      | |
| 1819         | 899: Friedrich August I., König von Sachsen                                                                      | 1750    | 1827      | |
| 1819         | 900: Francisco Ramón de Spes Fernández de Córdoba, Duque de Alagón                                               | 1758    | 1841      | |
| 1819         | 901: Valentín Carlos, Marqués de Villanueva del Duero, Conde de Villariezo                                       |         |           | |
| 1820         | 902: Francisco de Asis, Duque de Cádiz                                                                           | 1820    | 1821      | ältester Sohn von Francisco de Paula, Infant von Spanien, Herzog von Cádiz (Nr. 834)                                                                           |
| 1820         | 903: Luis María de Borbón y Vallabriga, Kardinalerzbischof von Toledo                                            | 1777    | 1823      | |
| 1821         | 904: José Gabriel Bazán de Silva, 10. Marqués de Santa Cruz                                                      | 1782    | 1839      | |
| 1821         | 905: Ferdinand, Herzog von Noto                                                                                  | 1810    | 1859      | später König Ferdinand II. beider Sizilien |
| 1821         | 906: Anne Adrien Pierre de Montmorency, 3. Duc et Prince de Laval                                                | 1768    | 1837      | |
| 1822         | 907: Infant Franz von Spanien                                                                                    | 1822    | 1902      | Herzog von Cádiz, später Titularkönig von Spanien als Ehemann der Königin Isabella II.                                                                         |
| 1822         | 908: Infant Juan Carlos von Spanien                                                                              | 1822    | 1887      | Sohn von Infant Carlos von Spanien, dem ersten karlistischen Prätendenten                                                                                      |
| 1822         | 909: Karl XIV. Johann, König von Schweden                                                                        | 1763    | 1844      | |
| 1823         | 910: Ferdinand Karl, Fürst von Lucca                                                                             | 1823    | 1854      | später als Karl III. Herzog von Parma |
| 1823         | 911: Infant Enrique Maria von Spanien                                                                            | 1823    | 1870      | Sohn des Infanten Francisco de Paula de Bourbón, des jüngsten Sohns des Königs Karl IV.; später Herzog von Sevilla                                             |
| 1823         | 912: Joaquín José Melgarejo y Saurin, 1. Duque de San Fernando de Quiroga                                        | 1780    | 1835      | Schwiegersohn von Luis Antonio Jaime de Borbón (Nr. 699) |
| 1823         | 913: Karl Albert, Fürst von Savoyen-Carignan                                                                     | 1798    | 1849      | später König von Sardinien |
| 1823         | 914: Louis Justin, Marquis de Talaru                                                                             | 1773    | 1850      | |
| 1823         | 915: Infant Sebastian von Spanien                                                                                | 1813    | 1875      | Sohn von Theresia, Fürstin von Beira und Infant Pedro Carlos von Spanien                                                                                       |
| 1823         | 916: Carlo Andrea, Conte di Pozzo de Borgo                                                                       | 1764    | 1842      | |
| 1823         | 917: Henri d’Artois, comte de Chambord, duc de Bordeaux                                                          | 1820    | 1883      | französischer Thronprätendent |
| 1823         | 918: Jean Baptiste Guillaume, Comte de Villèle                                                                   | 1773    | 1854      | |
| 1823         | 919: François-René, Vicomte de Chateaubriand                                                                     | 1768    | 1848      | |
| 1824         | 920: Pedro de Sousa Holstein, Duque de Palmella                                                                  | 1781    | 1850      | |
| 1824         | 921: Karl Robert Graf von Nesselrode                                                                             | 1780    | 1862      | |
| 1824         | 922: Christian Günther, Graf von Bernstorff                                                                      | 1769    | 1835      | |
| 1824         | 923: Fernando Maria, Infant von Spanien                                                                          | 1824    | 1861      | 3. Sohn von Carlos María Isidro de Borbón (Nr. 806) |
| 1824         | 924: Paul, Duc de Noailles et d’Ayen                                                                             | 1802    | 1885      | |
| 1825         | 925: Johann, Prinz von Sachsen                                                                                   | 1801    | 1873      | später König Johann von Sachsen |
| 1826         | 926: Duarte Felipe, Infant von Spanien                                                                           | 1826    | 1830      | Sohn von Francisco de Paula, Herzog von Cádiz (Nr. 834) |
| 1826         | 927: Carlo Fernando, Prinz von Sizilien                                                                          | 1811    | 1862      | Sohn von König Franz I. (Nr. 780) |
| 1826         | 928: Leopoldo Beniamino, Prinz von Sizilien                                                                      | 1813    | 1860      | Sohn von König Franz I. (Nr. 780) |
| 1826         | 929: Alexander Nikolajewitsch, Großfürst von Russland                                                            | 1818    | 1881      | später Zar Alexander II. |
| 1826         | 930: Antonio, Herzog von Lecce                                                                                   | 1814    | 1843      | Sohn von König Franz I. beider Sizilien (Nr. 780) |
| 1827         | 931: José Antonio Aragon y Azlor, Duque de Villahermosa y Luna                                                   | 1785    | 1852      | |
| 1829         | 932: Vicenze Maria Grifeo, 1. Duca di Floridia, 9. Principe di Partanna                                          |         | 1846      | |
| 1829         | 933: Luigi de' Medici, Duca di Sarto                                                                             | 1760    | 1830      | Neapolitanischer Minister |
| 1829         | 934: Donato Tommasi, 1. Marchese di Casaliecho                                                                   | 1761    | 1831      | Neapolitanischer Minister |
| 1829         | 935: Pedro Gómez Labrador, Marqués de Labrador                                                                   | 1772    | 1850      | Spanischer Botschafter |
| 1829         | 936: José Rafael Fadrique Fernández de Híjar, 13. Duque de Híjar                                                 |         | 1863      | |
| 1829         | 937: Francisco Javier Castaños, 1. Herzog von Bailén                                                             | 1756    | 1852      | |
| 1829         | 938: Francisco Tadeo Calomarde y Arría, Duque de Santa Isabel                                                    | 1773    | 1842      | |
| 1829         | 939: NN |         |           | |
| 1830         | 940: Auguste Pierre, Comte de La Ferronays                                                                       | 1777    | 1842      | Französischer Außenminister 1829/30 |
| 1830         | 941: Luigi di Borbone, Conte d’Aquila                                                                            | 1824    | 1897      | Sohn des Königs Franz I. beider Sizilien (Nr. 780) |
| 1830         | 942: Francesco de Borbone, Conte di Trapani                                                                      | 1827    | 1892      | Sohn des Königs Franz I. beider Sizilien (Nr. 780) |
| 1832         | 943: Girolamo Marchese Ruffo                                                                                     |         |           | |
| 1832         | 944: Prudencio de Guadalfajara y Aguilera, Duque de Castroterreño                                                | 1769    | 1855      | |
| 1834         | 945: Wilhelm IV., König von Großbritannien und Hannover                                                          | 1765    | 1837      | Erste Aufnahme unter der Königin Isabella II. von Spanien, Großmeisterin 1833–1841 und 1843–1868                                                               |
| 1834         | 946: Louis Philippe, König der Franzosen                                                                         | 1773    | 1850      | |
| 1835         | 947: Leopold I., König der Belgier                                                                               | 1790    | 1865      | |
| 1835         | 948: Auguste de Beauharnais, Herzog von Leuchtenberg                                                             | 1810    | 1835      | Erster Ehemann der Königin Maria II. von Portugal |
| 1835         | 949: Peter II., Kaiser von Brasilien                                                                             | 1825    | 1891      | |
| 1835         | 950: Otto, König der Hellenen                                                                                    | 1815    | 1867      | siehe auch 1849 im österreichischen Orden |
| 1835         | 951: Bernardino José López Pacheco, 14. Herzog von Frías                                                         | 1783    | 1851      | Sohn des 13. Herzog von Frías (Nr. 824) |
| 1835         | 952: Ferdinand Philippe d’Orléans, duc de Chartres, duc d’Orléans                                                | 1810    | 1842      | |
| 1837         | 953: Ferdinand II., König von Portugal                                                                           | 1816    | 1885      | 2. Ehemann der Königin Maria II. |
| 1838         | 954: Miguel Tacón, Duque de la Unión y Cuba                                                                      | 1775    | 1855      | 1834–1838 Gouverneur von Kuba |
| 1838         | 955: Fernando de Aguilera y Contreras, 15. Marqués de Cerralbo                                                   | 1784    | 1838      | |
| 1838         | 956: Napoléon Louis de Talleyrand-Périgord, duc de Valençay                                                      | 1811    | 1898      | |
| 1838         | 957: Juan Baptista de Queralt y Silva, Conde de Santa Coloma                                                     | 1786    | 1865      | spanischer Oberstleutnant, Senator, Majordomus der Königin und Schriftsteller                                                                                  |
| 1838         | 958: Nicolas Jean-de-Dieu Soult                                                                                  | 1769    | 1851      | französischer Generalmarschall |
| 1838         | 959: Manuel Pando Fernández de Pindeo, 2. Marqués de Miraflores                                                  | 1792    | 1872      | |
| 1840         | 960: Christian VIII., König von Dänemark                                                                         | 1786    | 1848      | |
| 1840         | 961: Baldomero Espartero, Fürst von Vergara, Regent von Spanien                                                  | 1792    | 1879      | Großmeister 1841–1843 als Regent |
| 1841         | 962: Albert von Sachsen-Coburg und Gotha                                                                         | 1819    | 1861      | Ehemann der britischen Königin Victoria |
| 1842         | 963: Wilhelm Alexander, Prinz von Oranien                                                                        | 1817    | 1890      | später König Wilhelm III. der Niederlande |
| 1843         | 964: Salustiano Olózaga                                                                                          | 1805    | 1873      | Die Diplome 964 bis 966 wurden vom provisorischen Großmeister Joaquín María López ausgegeben                                                                   |
| 1843         | 965: Louis d’Orléans, duc de Nemours                                                                             | 1814    | 1896      | zweiter Sohn des französischen Königs Louis Philippe |
| 1843         | 966: Diego Isidro Guzmán de la Cerda, 8. Marqués de Montealegre, 19. Herzog von Nájera                           |         | 1849      | Sohn von Diego Ventura de Guzmán Fernández de Córdoba, 7. Marqués de Montealegre (Nr. 787)                                                                     |
| 1844         | 967: François Pierre Guillaume Guizot                                                                            | 1787    | 1874      | französischer Premierminister; ab hier war die nun erwachsene Königin Isabella II. erneut Großmeisterin                                                        |
| 1844         | 968: Oskar I., König von Schweden                                                                                | 1799    | 1859      | |
| 1844         | 969: Franz, Herzog von Kalabrien                                                                                 | 1836    | 1894      | später König Franz II. beider Sizilien |
| 1845         | 970: Henri d’Orléans, duc d’Aumale                                                                               | 1822    | 1897      | |
| 1846         | 971: Eugène I. Charles François Lamoral, 8. Fürst von Ligne                                                      | 1804    | 1880      | Ururenkel von Henri Ernest de Ligne (Nr. 532), Sohn von Charles Joseh de Ligne (Nr. 806 Österreich)                                                            |
| 1846         | 972: Agustín Fernando Muñoz y Sánchez                                                                            | 1808    | 1873      | morganatischer Ehemann von Maria Christina von Neapel-Sizilien, der Königin und Regentin von Spanien                                                           |
| 1846         | 973: Antoine d’Orléans, duc de Montpensier                                                                       | 1824    | 1890      | jüngster Sohn des französischen Königs Louis Philippe, Schwager der Königin Isabella II. von Spanien                                                           |
| 1846         | 974: François d’Orléans, prince de Joinville                                                                     | 1818    | 1900      | |
| 1846         | 975: Peter, Kronprinz von Portugal                                                                               | 1837    | 1861      | 1853 König Peter V. |
| 1847         | 976: Ramón María Narváez, 1. Duque de Valencia                                                                   | 1800    | 1868      | |
| 1847         | 977: José María Osorio de Mosco de Carvajal, 16. Duque de Sessa                                                  | 1828    | 1881      | |
| 1848         | 978: Friedrich VII., König von Dänemark                                                                          | 1808    | 1863      | |
| 1849         | 979: Juan Roca de Togores, 3. Conde de Pinohermoso                                                               | 1801    | 1883      | |
| 1850         | 980: Louis Napoléon Bonaparte, Präsident der französischen Republik                                              | 1808    | 1873      | später Kaiser Napoleon III. |
| 1851         | 981: Francisco Martínez de la Rosa                                                                               | 1787    | 1862      | |
| 1851         | 982: Joaquín Fernández de Córdoba, 6. Duque de Arión                                                             | 1787    | 1871      | |
| 1852         | 983: Francesco Xavier de Isturiz                                                                                 | 1790    | 1871      | |
| 1852         | 984: Nicolás de Osorio y Zayas, 16. Marqués de Alcañices, 15. Herzog von Alburquerque und 15. Herzog von Ledesma | 1793    | 1866      | |
| 1852         | 985: Juan Bravo Murillo                                                                                          | 1803    | 1873      | |
| 1852         | 986: Albert Eduard, Prince of Wales                                                                              | 1841    | 1910      | später König Eduard VII. von Großbritannien |
| 1852         | 987: Ludwig von Neapel-Sizilien, Conte di Trani                                                                  | 1838    | 1886      | |
| 1853         | 988: Wilhelm Prinz von Preußen                                                                                   | 1797    | 1888      | später König Wilhelm I. von Preußen und Deutscher Kaiser |
| 1854         | 989: Robert, Herzog von Parma                                                                                    | 1848    | 1907      | |
| 1855         | 990: Karl, Kronprinz von Schweden                                                                                | 1826    | 1872      | 1859 König Karl XV. von Schweden |
| 1856         | 991: Juan Carlos Francisco, Duque de Saldaña                                                                     | 1791    | 1876      | |
| 1856         | 992: Napoléon Eugène Louis Bonaparte                                                                             | 1856    | 1879      | Sohn des Kaisers Napoleon III. |
| 1856         | 993: Adalbert Wilhelm von Bayern                                                                                 | 1828    | 1875      | Sohn des Königs Ludwig I. |
| 1857         | 994: Nikolaj Alexandrowitsch Romanow, Zarewitsch und Großfürst von Russland                                      | 1843    | 1865      | Sohn des Zaren Alexander II. |
| 1857         | 995: Alexander Michailowitsch Gortschakow                                                                        | 1798    | 1883      | russischer Außenminister |
| 1857         | 996: Alfons, Prinz von Asturien                                                                                  | 1857    | 1885      | der spätere König Alfons XII. von Spanien; Großmeister 1874–1885                                                                                               |
| 1859         | 997: Ferdinand Marie Charles d’Orléans et Bourbon, Infant von Spanien                                            | 1859    | 1873      | Sohn von Maria Luisa von Spanien und damit Neffe der Königin Isabella II.                                                                                      |
| 1859         | 998: Ludwig Ferdinand von Bayern                                                                                 | 1859    | 1949      | |
| 1859         | 999: NN |         |           | |
| 1860         | 1000: Antonio Remón Zarco del Valle                                                                              | 1785    | 1866      | |
| 1860         | 1001: Mariano Téllez Girón, 12. Herzog von Osuna, 15. Herzog von El Infantado                                    | 1814    | 1882      | |
| 1861         | 1002: Ludwig, König von Portugal                                                                                 | 1838    | 1889      | |
| 1862         | 1003: Friedrich, Kronprinz von Preußen                                                                           | 1831    | 1888      | später Kaiser Friedrich III |
| 1862         | 1004: Francisco, Infant von Spanien                                                                              | 1861    | 1923      | 1885 Duque de Marchena, Enkel von Pedro Carlos de Borbón (Nr. 849)                                                                                             |
| 1863         | 1005: Ludwig III., Großherzog von Hessen und bei Rhein                                                           | 1806    | 1877      | |
| 1863         | 1006: Wilhelm von Oranien-Nassau, Kronprinz der Niederlande                                                      | 1840    | 1879      | |
| 1864         | 1007: Christian IX., König von Dänemark                                                                          | 1818    | 1906      | |
| 1865         | 1008: Pedro José Pidal, 1. Marqués de Pidal                                                                      | 1799    | 1865      | |
| 1865         | 1009: Ángel de Saavedra y Ramírez de Baquedano, 3. Duque de Rivas                                                | 1791    | 1865      | |
| 1865         | 1010: Luis Tomas Fernández de Córdoba, 15. Herzog von Medinaceli                                                 | 1813    | 1873      | |
| 1866         | 1011: Georg V., König von Hannover                                                                               | 1819    | 1878      | |
| 1866         | 1012: Carl von Preußen                                                                                           | 1801    | 1883      | |
| 1866         | 1013: Alexander, Zarewitsch und Großfürst von Russland                                                           | 1845    | 1894      | später Kaiser Alexander III. |
| 1866         | 1014: Leopold, Prinz von Belgien                                                                                 | 1859    | 1869      | Sohn des Königs Leopold II. |
| 1866         | 1015: Francisco Serrano y Domínguez, Duque de la Torre                                                           | 1810    | 1885      | Großmeister 1868–1870 |
| 1866         | 1016: Pedro Colón, 13. Duque de Veragua                                                                          | 1801    | 1866      | |
| 1866         | 1017: Fernando Díaz de Mendoza y Valcárcel, Marqués de Fontanar, Conde de Lalaing y Balazote                     |         |           | 1861 Grande von Spanien |
| 1866         | 1018: Karl, Kronprinz von Portugal                                                                               | 1863    | 1908      | 1889 König Karl von Portugal |
| 1867         | 1019: Luis González Bravo                                                                                        | 1811    | 1871      | |
| 1868         | 1020: Gaetano di Borbone, Conte di Girgenti                                                                      | 1846    | 1871      | Sohn von König Ferdinand II. von Sizilien (Nr. 905), Schwiegersohn der Königin Isabella II. von Spanien; neuer Großmeister ist der Herzog von Torre (Nr. 1015) |
| 1868         | 1021: Manuel Seijas Lozano                                                                                       | 1800    | 1868      | Spanischer Minister |
| 1868         | 1022: Lorenzo Arrazola                                                                                           | 1797    | 1873      | |
| 1868         | 1023: Francisco Javier Arias Dávila y Carondolet, Conde de Puñonrostro                                           |         |           | Spanischer Senatspräsident 1884–1885 |
| 1870         | 1024: Pedro Gómez de la Serna                                                                                    | 1807    | 1871      | |
| 1870         | 1025: Casimiro Vigodet y Garnica                                                                                 | 1787    | 1872      | |
| 1870         | 1026: Abdülaziz (عبد العزيز), Sultan der Osmanen                                                                 | 1830    | 1876      | |
| 1870         | 1027: Muhammad III. al-Husain (محمد الصادق بن حسين), Bey von Tunis                                               | 1814    | 1882      | |
| 1870         | 1028: Amadeus I., König von Spanien                                                                              | 1845    | 1890      | Großmeister 1870–1873 |
| 1871         | 1029: Eugenio Emanuele di Savoia, Principe di Carignan                                                           | 1816    | 1888      | Enkel von Eugen von Savoyen-Carignan (1753–1785) (siehe Stammliste des Hauses Savoyen)                                                                         |
| 1871         | 1030: Adolphe Thiers, Präsident der französischen Republik                                                       | 1797    | 1877      | |
| 1871         | 1031: Georg I., König der Hellenen                                                                               | 1845    | 1913      | |
| 1871         | 1032: Friedrich Karl von Preußen                                                                                 | 1828    | 1885      | |
| 1872         | 1033: Philipp, Graf von Flandern                                                                                 | 1837    | 1905      | Sohn des Königs Leopold I. von Belgien |
| 1872         | 1034: Manuel Falcó y d’Adda, Marqués de Almonacir                                                                | 1828    | 1892      | |
| 1872         | 1035: Cirilo Álvarez Martínez de Velasco                                                                         | 1808    | 1880      | |
| 1872         | 1036: Antonio de los Ríos Rosas                                                                                  | 1812    | 1873      | |
| 1872         | 1037: Oskar II., König von Schweden                                                                              | 1829    | 1907      | |
| 1875         | 1038: Juan de la Pezuela y Ceballos, Conde de Cheste                                                             | 1809    | 1906      | Mitglied der Real Academia Española |
| 1875         | 1039: José Isidro Osorio y Silva-Bazán, 16. Herzog von Alburquerque                                              | 1825    | 1909      | |
| 1875         | 1040: Alejandro Mon Menéndez                                                                                     | 1801    | 1882      | |
| 1875         | 1041: Mariano Roca de Togores, Marqués de Molins, Vizconde de Rocamora                                           | 1812    | 1889      | |
| 1875         | 1042: Manuel Pavia y Lacy, 1. Marqués de Novaliches                                                              | 1814    | 1896      | |
| 1875         | 1043: Patrice de Mac-Mahon, Präsident der französischen Republik                                                 | 1808    | 1893      | Herzog von Magenta und Marschall von Frankreich |
| 1875         | 1044: Otto von Bismarck                                                                                          | 1815    | 1898      | preußischer Ministerpräsident und Reichskanzler |
| 1875         | 1045: Carl Alexander, Großherzog von Sachsen-Weimar-Eisenach                                                     | 1818    | 1901      | |
| 1875         | 1046: Giacomo Antonelli                                                                                          | 1806    | 1876      | |
| 1875         | 1047: Alexander Graf Adlerberg                                                                                   | 1819    | 1884      | Sohn von Wladimir Fjodorowitsch Adlerberg |
| 1875         | 1048: Wilhelm, Prinz von Preußen                                                                                 | 1859    | 1941      | der spätere Kaiser Wilhelm II. |
| 1875         | 1049: Antonio Cánovas del Castillo                                                                               | 1828    | 1897      | |
| 1877         | 1050: Francisco de Borja Bazán de Silva, 11. Marqués de Santa Cruz                                               | 1815    | 1889      | Bürgermeister von Madrid 1848–1851 |
| 1878         | 1051: Francisco Santa Cruz y Pacheco                                                                             | 1797    | 1883      | |
| 1878         | 1052: Juan Zabala de la Puente, Marqués de Sierra Bullones                                                       | 1804    | 1879      | |
| 1878         | 1053: Manuel García, Marqués de Barzanallana                                                                     | 1817    | 1892      | |
| 1878         | 1054: Friedrich I., Großherzog von Baden                                                                         | 1826    | 1907      | |
| 1878         | 1055: Arsenio Martínez-Campos                                                                                    | 1831    | 1900      | |
| 1878         | 1056: Viktor Emanuel, Prinz von Italien                                                                          | 1869    | 1947      | 1900 König Viktor Emanuel III. |
| 1879         | 1057: António Maria de Fontes Pereira de Melo                                                                    | 1819    | 1887      | |
| 1880         | 1058: Abdülhamid II. (عبد الحميد ثانی), Sultan der Osmanen                                                       | 1842    | 1918      | |
| 1880         | 1059: Antoine d’Orléans, Infant von Spanien, Duque de Galliera                                                   | 1866    | 1930      | Ehemann von María Eulalia von Spanien, Schwager von König Alfons XII. von Spanien (Nr. 996)                                                                    |
| 1881         | 1060: Gaston d’Orléans, comte d’Eu                                                                               | 1842    | 1922      | |
| 1881         | 1061: Manuel Lorenzo Antonio de Acuña y Dewite, Marqués de Bedmar                                                | 1821    | 1883      | |
| 1881         | 1062: Gustav, Kronprinz von Schweden                                                                             | 1858    | 1950      | 1907 König Gustaf V. von Schweden |
| 1882         | 1063: Jules Grévy, Präsident der französischen Republik                                                          | 1807    | 1891      | |
| 1883         | 1064: Nikolaus, Zarewitsch und Großfürst von Russland                                                            | 1868    | 1918      | später Kaiser Nikolaus II. |
| 1883         | 1065: Friedrich, Kronprinz von Dänemark                                                                          | 1843    | 1912      | später König Friedrich VIII. |
| 1883         | 1066: Heinrich von Preußen                                                                                       | 1862    | 1929      | |
| 1883         | 1067: Meiji (明治天皇), Kaiser von Japan                                                                         | 1852    | 1912      | Mutsuhito (Eigenname) |
| 1883         | 1068: Alfons Heinrich von Portugal, Herzog von Porto                                                             | 1865    | 1920      | |
| 1884         | 1069: José de Posada Herrera                                                                                     | 1814    | 1885      | |
| 1884         | 1070: Fernando Calderón Collantes, Marqués de Reinosa                                                            | 1811    | 1890      | |
| 1884         | 1071: Rafael de Bustos y Castilla, Marqués de Corvera                                                            | 1807    | 1894      | |
| 1886         | 1072: Alfons XIII., König von Spanien                                                                            | 1886    | 1941      | nachgeborener Sohn von Alfons XII., König und Großmeister ab Geburt, bis 1902 nur nominell                                                                     |
| 1886         | 1073: Infant August von Portugal, Herzog von Coimbra                                                             | 1847    | 1889      | |
| 1886         | 1074: Lodovico Jacobini                                                                                          | 1832    | 1887      | |
| 1886         | 1075: José Gutiérrez de la Concha, 1. Marqués de La Habana                                                       | 1809    | 1895      | |
| 1888         | 1076: Thomas von Savoyen, 2. Herzog von Genua                                                                    | 1854    | 1931      | |
| 1888         | 1077: Karl I., König von Württemberg                                                                             | 1823    | 1891      | |
| 1888         | 1078: Alfred, Duke of Edinburgh                                                                                  | 1844    | 1900      | |
| 1889         | 1079: Konstantin, Kronprinz von Griechenland                                                                     | 1868    | 1923      | 1920–1922 als Konstantin I. König der Hellenen |
| 1890         | 1080: José Joaquín Álvarez de Toledo, 18. Herzog von Medina-Sidonia                                              | 1826    | 1900      | |
| 1891         | 1081: Práxedes Mateo Sagasta                                                                                     | 1825    | 1903      | |
| 1891         | 1082: Wladimir Alexandrowitsch Romanow, Großfürst von Russland                                                   | 1847    | 1909      | Sohn des Zaren Alexander II. |
| 1891         | 1083: Albrecht von Preußen                                                                                       | 1837    | 1906      | Regent des Herzogtums Braunschweig |
| 1892         | 1084: Wilhelm II., König von Württemberg                                                                         | 1848    | 1921      | |
| 1892         | 1085: Cristóbal Colón de la Cerda y Gante, 14. Duque de Veragua, Marqués de Jamaica                              | 1837    | 1910      | Sohn von Pedro Colón (Nr. 1016) |
| 1892         | 1086: Ludwig Philipp von Portugal, Herzog von Braganza                                                           | 1887    | 1908      | |
| 1893         | 1087: Georg, Duke of York                                                                                        | 1865    | 1936      | später König Georg V. von Großbritannien |
| 1895         | 1088: Guillermo Chacón Maldonado                                                                                 | 1813    | 1899      | |
| 1895         | 1089: José de Elduayen y Gorriti, 1. Marqués del Pazo de la Merced                                               | 1823    | 1898      | |
| 1895         | 1090: Eugenio Montero Ríos                                                                                       | 1832    | 1914      | |
| 1896         | 1091: Georgi Alexandrowitsch Romanow, Großfürst von Russland                                                     | 1871    | 1899      | |
| 1896         | 1092: Yoshihito (嘉仁), Kronprinz von Japan                                                                      | 1879    | 1926      | später Kaiser Taishō (大正天皇) |
| 1897         | 1093: Ferdinando, Duca di Calabria                                                                               | 1869    | 1960      | |
| 1898         | 1094: Félix Faure, Präsident der französischen Republik                                                          | 1841    | 1899      | |
| 1900         | 1095: Wilhelm von Preußen, deutscher Kronprinz                                                                   | 1882    | 1951      | |
| 1900         | 1096: Enrique Ramírez de Saavedra y de Cueto, 4. Herzog von Rivas, Marqués de Andia                              | 1828    | 1914      | Mitglied der Real Academia España |
| 1900         | 1097: Carlos María Fitz James Stuart y Portocarrero de Palafox, 9. Herzog von Berwick und 16. Herzog von Alba    | 1849    | 1901      | |
| 1900         | 1098: Alejandro Llorente y Lannas                                                                                | 1814    | 1910      | |

### Von Joseph Bonaparte ernannte Ordensritter
| Aufnahmejahr | Name                                                                                                | Geboren | Gestorben | Bemerkungen |
| ------------ | --------------------------------------------------------------------------------------------------- | ------- | --------- | ----------- |
| 1809         | Jérôme Bonaparte                                                                                    | 1784    | 1860      |             |
| 1810         | Miguel José de Azaña, 1. Duque de Santa Fe                                                          | 1746    | 1826      |             |
| 1810         | Manuel de Negrete, 2. Conde de Campo Alange, 1. Marqués de Torre Manzanal, 1. Duque de Campo Alange | 1736    | 1818      |             |
| 1811         | José de Mazarredo y Gortázar                                                                        | 1745    | 1812      |             |
| 1812         | Gonzalo O’Farrill y Herrera                                                                         | 1754    | 1831      |             |
| 1812         | Mariano Luis de Urquijo y Muga                                                                      | 1769    | 1817      |             |

### Von den karlistischen Prätendenten ernannte Ritter
Das Jahr der Aufnahme ist bei diesen Ordensrittern nicht bekannt, da die Prätendenten kein formelles Diplom ausgaben. Bei den Titeln mit der Ordnungszahl 1 handelt es sich durchweg um karlistische Ernennungen.
| Prätendent                                                  | Name                                                                                           | Geboren | Gestorben | Bemerkungen |
| ----------------------------------------------------------- | ---------------------------------------------------------------------------------------------- | ------- | --------- | --- |
| Carlos María Isidro de Borbón (Carlos V.; † 1855)           | Joaquín Abarca y Blanque, Bischof von León                                                     | 1778    | 1844      | |
| Carlos María Isidro de Borbón (Carlos V.; † 1855)           | Manuel Maria de Medina Cabañas y Verdes Montenegro, 1. Conde de Casa Medina                    | 1773    | 1856      | |
| Carlos María Isidro de Borbón (Carlos V.; † 1855)           | Manuel Gómez y Damas, 1. Marqués de Orbaiceta                                                  | 1796    | 1849      | |
| Carlos Luis de Borbón (Carlos VI.; † 1861)                  | Alfonso Carlos de Borbón, Duque de San Jaime,                                                  | 1849    | 1936      | der spätere Thronprätendent                                                                                     |
| Juan Carlos de Borbón (Juan III.; † 1868)                   | keine Ernennungen                                                                              |         |           | |
| Carlos María de los Dolores de Borbón (Carlos VII.; † 1909) | Ramon Cabrera y Griño, 1. Conde de Morella, 1. Marqués del Ter, 1. Duque del Maestrazgo        | 1806    | 1877      | Die karlistischen Titel wurden 1875 vom Parlament bestätigt, nachdem Cabrera König Alfons XIII. anerkannt hatte |
| Carlos María de los Dolores de Borbón (Carlos VII.; † 1909) | Hermenegildo Díaz de Ceballos, 1. Conde de Vinculo, 1. Marqués de Ceballos                     | 1814    | 1891      | |
| Carlos María de los Dolores de Borbón (Carlos VII.; † 1909) | Joaquín de Elío y Ezpeleta, 1. Marqués del Lealtad, 1. Vizconde de Casa Elío, 1. Duque de Elío | 1806    | 1876      | |
| Carlos María de los Dolores de Borbón (Carlos VII.; † 1909) | Pedro Caro y Álvarez de Toledo, 5. Marqués del Romana, 1. Conde del Real Estimacion            | 1827    | 1890      | |
| Carlos María de los Dolores de Borbón (Carlos VII.; † 1909) | Enrique de Aguilera y Gamboa, 17. Marqués de Cerralbo, 11. Conde de la Alcudia                 | 1845    | 1922      | |
| Carlos María de los Dolores de Borbón (Carlos VII.; † 1909) | Tirso de Olazábal y Arreláez Landizábal, 1. Conde de Arbeláez y Ori                            | 1842    | 1924      | |
| Jaime de Borbón (Jaime III.; † 1931)                        | keine Ernennungen                                                                              |         |           | |
| Alfonso Carlos de Borbón († 1936)                           | keine Ernennungen                                                                              |         |           | |

### 20. Jahrhundert
| Aufnahmejahr | Nr. des Diploms, Name                                                                                  | Geboren | Gestorben | Bemerkungen |
| ------------ | --- | ------- | --------- | --- |
| 1901         | 1099: Carlos de Borbon, Infant von Spanien                                                             | 1870    | 1949      | |
| 1901         | 1100: Christian, Prinz von Dänemark                                                                    | 1870    | 1947      | später König Christian X. von Dänemark |
| 1901         | 1101: Alfonso de Borbon, Infant von Spanien, Duca di Calabria                                          | 1901    | 1964      | Sohn von Carlos (Nr. 1099) |
| 1901         | 1102: Michail Alexandrowitsch Romanow, Großfürst von Russland                                          | 1878    | 1918      | Sohn des Zaren Alexander III. |
| 1902         | 1103: Carlos Martinez de Irujo y del Alcázar, 8. Duque de Sotomayor                                    | 1846    | 1909      | Sohn von Carlos Martínez de Irujo y McKean |
| 1902         | 1104: Eugen Napoleon von Schweden, Herzog von Närke                                                    | 1865    | 1947      | |
| 1902         | 1105: Arthur, 1. Duke of Connaught and Strathearn                                                      | 1850    | 1942      | |
| 1902         | 1106: Vajiravudh, Kronprinz von Thailand                                                               | 1881    | 1925      | später König Vajiravudh (Rama VI.) von Thailand (พระบาทสมเด็จพระมงกุฎเกล้าเจ้าอยู่หัว)                                                                                  |
| 1902         | 1107: Émile Loubet, Präsident der französischen Republik                                               | 1838    | 1929      | |
| 1902         | 1108: Ernst August, Kronprinz von Hannover, 3. Duke of Cumberland and Teviotdale                       | 1845    | 1923      | Erster Diplom, das vom nunmehr erwachsenen König Alfons XIII. vergeben wurde                                                                                     |
| 1902         | 1109: Mozaffar ad-Din Schah (مظفرالدين شاه قاجار), Schah von Persien                                   | 1853    | 1907      | |
| 1903         | 1110: Fernando, Principe delle Due Sicilie, Infant von Spanien                                         | 1903    | 1905      | Sohn von Prinz Carlo, Infant von Spanien (Nr. 1099) |
| 1903         | 1111: Carlos Valcárcel y Ussel de Guimbarda                                                            | 1819    | 1903      | |
| 1903         | 1112: Honorio de Samaniego y Pando, Marqués de Miraflores                                              | 1833    | 1917      | |
| 1903         | 1113: Alejandro Pidal y Mon, Marqués de Pidal                                                          | 1846    | 1907      | |
| 1903         | 1114: Antonio Aguilar y Correa, Marqués de la Vega de Armijo                                           | 1824    | 1908      | |
| 1903         | 1115: Ernesto Rodolfo Hintze Ribeiro                                                                   | 1849    | 1907      | |
| 1904         | 1116: Marcelo Azcárraga Palmero                                                                        | 1832    | 1915      | |
| 1905         | 1117: Ferdinand von Bayern                                                                             | 1884    | 1958      | Ehemann der Infantin Maria Theresia von Spanien (1882–1912) |
| 1905         | 1118: Bernhard von Bülow                                                                               | 1849    | 1929      | Reichskanzler |
| 1906         | 1119: Alfons von Bayern                                                                                | 1862    | 1933      | |
| 1907         | 1120: Alfons Pius de Borbón, Fürst von Asturien                                                        | 1907    | 1938      | |
| 1907         | 1121: Alfonso Maria d’Orléans, Infant von Spanien, 5. Duque de Galliera                                | 1886    | 1975      | Sohn von Antoine d’Orléans, Infant von Spanien, 4. Duque de Galliera (Nr. 1059)                                                                                  |
| 1908         | 1122: Manuel II., König von Portugal                                                                   | 1889    | 1932      | |
| 1908         | 1123: José López Domínguez                                                                             | 1829    | 1911      | |
| 1908         | 1124: Fernando Primo de Rivera, Marqués de Estrella                                                    | 1831    | 1921      | |
| 1909         | 1125: Adalbert von Bayern                                                                              | 1886    | 1970      | |
| 1910         | 1126: Gustav, Kronprinz von Schweden                                                                   | 1882    | 1973      | 1950 König Gustav VI. von Schweden |
| 1910         | 1127: Håkon VII., König von Norwegen                                                                   | 1872    | 1957      | |
| 1910         | 1128: Ernst Ludwig, 1892 Großherzog von Hessen und bei Rhein                                           | 1868    | 1937      | |
| 1910         | 1129: Fernando León y Castillo, Marqués de Muni                                                        | 1842    | 1918      | |
| 1911         | 1130: José Messía y Gayoso de los Cobos, 4. Duque de Tamales                                           | 1853    | 1917      | |
| 1911         | 1131: Alejandro Groizard y Gómez de la Serna                                                           | 1830    | 1919      | |
| 1911         | 1132: Andrés Avelino Salabert y Arteaga, 8.Marqués de la Torrecilla                                    | 1864    | 1925      | |
| 1911         | 1133: Manuel Aguirre Tejada O’Neale y Eulate, 1. Conde de Tejada de Valdeosera                         | 1829    | 1911      | |
| 1911         | 1134: José Echegaray y Eizaguirre                                                                      | 1832    | 1916      | |
| 1912         | 1135: Eduard, Prince of Wales                                                                          | 1894    | 1972      | der spätere König Eduard VIII. (1936) und Duke of Windsor (ab 1936)                                                                                              |
| 1913         | 1136: Raymond Poincaré, Präsident der französischen Republik                                           | 1860    | 1934      | |
| 1913         | 1137: Francisco Javier Azlor-Aragón e Idiaquez, 16. Duque de Villahermosa                              | 1842    | 1919      | |
| 1913         | 1138: Luis Pidal y Mon, 2. Marqués de Pidal                                                            | 1842    | 1913      | |
| 1913         | 1139: Valeriano Weyler, Marqués de Tenerife und Herzog von Rubi                                        | 1838    | 1930      | |
| 1914         | 1140: Juan Bautista Viniegra y Mendoza                                                                 | 1842    | 1918      | |
| 1914         | 1141: Manuel Falcó Osorio d’Adda y Gutiérrez de los Ríos, Marqués de Mina, Duque de Fernán Núñez       | 1856    | 1927      | |
| 1914         | 1142: Claudio López Bru, Marqués de Comillas                                                           | 1853    | 1925      | |
| 1914         | 1143: Philippe Emmanuel d’Orléans, duc de Vendôme                                                      | 1872    | 1931      | |
| 1914         | 1144: Auguste Étienne, Prince de Croy-Solre                                                            | 1872    | 1932      | |
| 1915         | 1145: Fermín Lasala y Collado, Duque de Mandas y de Villanueva                                         | 1830    | 1917      | |
| 1916         | 1146: Filippo de Borbone, Principe delle Due Sicilie                                                   | 1885    | 1949      | Bruder von Ferdinando, Duca di Calabria (Nr. 1093) |
| 1916         | 1147: Joaquín Ignacio de Arteaga y Echagüe, 17. Herzog von El Infantado                                | 1870    | 1948      | |
| 1919         | 1148: Gennaro de Borbone, Principe delle Due Sicilie                                                   | 1882    | 1944      | Bruder von Ferdinando, Duca di Calabria (Nr. 1093) |
| 1919         | 1149: Raniero de Borbone, Principe delle Due Sicilie                                                   | 1883    | 1973      | Bruder von Ferdinando, Duca di Calabria (Nr. 1093) |
| 1919         | 1150: Alberto Manso de Velasco y Chaves, 6. Conde de Superunda                                         | 1834    | 1922      | |
| 1920         | 1151: Antonio Maura                                                                                    | 1853    | 1925      | |
| 1920         | 1152: Gabriele de Borbone, Principe delle Due Sicilie                                                  | 1897    | 1975      | Bruder von Ferdinando, Duca di Calabria (Nr. 1093) |
| 1921         | 1153: Infant Jaime von Spanien                                                                         | 1908    | 1975      | später Herzog von Segovia |
| 1923         | 1154: Leopold, Kronprinz von Belgien und Herzog von Brabant                                            | 1901    | 1983      | 1934–1951 als Leopold III. König der Belgier |
| 1923         | 1155: Luis Alfonso von Bayern, Infant von Spanien                                                      | 1906    | 1983      | Sohn der Infantin Maria Theresia von Spanien (1882–1912) |
| 1923         | 1156: Umberto, Prinz von Piemont                                                                       | 1904    | 1983      | später König Umberto II. von Italien |
| 1924         | 1157: Heinrich zu Mecklenburg                                                                          | 1876    | 1934      | Prinzgemahl von Königin Wilhelmina der Niederlande |
| 1924         | 1158: José Eugenio von Bayern, Infant von Spanien                                                      | 1909    | 1966      | Sohn der Infantin Maria Theresia von Spanien (1882–1912) |
| 1925         | 1159: Alberto de Borbón y Castelvi, 1. Duque de Santa Elena                                            | 1854    | 1939      | Sohn von Enrique de Borbón, Duque de Sevilla, Neffe von Francisco de Asis, Duque de Cádiz (Nr. 902)                                                              |
| 1925         | 1160: Galeazzo Maria, Conde Thun-Castelfondo, 75. Großmeister des Souveränen Malteserordens            | 1850    | 1931      | |
| 1926         | 1161: Jacobo FitzJames Stuart y Falcó, 17. Herzog von Alba                                             | 1878    | 1954      | |
| 1926         | 1162: Gaston Doumergue, Präsident der französischen Republik                                           | 1863    | 1937      | |
| 1926         | 1163: José de Saavedra et Salamanca, 2. Marqués de Viana                                               | 1870    | 1927      | |
| 1927         | 1164: Francisco de Paula María de Borbón y Castelvi                                                    | 1853    | 1942      | Bruder von Alberto de Borbón, Duque de Santa Elena (Nr. 1159) |
| 1927         | 1165: Infant Juan von Spanien                                                                          | 1913    | 1993      | späteres Oberhaupt des spanischen Königshauses, Thronprätendent und Großmeister 1941–1977, Graf von Barcelona                                                    |
| 1927         | 1166: Infant Gonzalo Manuel von Spanien                                                                | 1914    | 1934      | Bruder Juan de Borbóns (Nr. 1165) |
| 1927         | 1167: Mariano de Silva y Carvajal Fernández de Córdoba y Salabert, 13. Marqués de Santa Cruz de Mudela | 1875    | 1940      | |
| 1928         | 1168: Shōwa-tenno (昭和天皇) Kaiser von Japan                                                          | 1901    | 1989      | Hirohito (Eigenname) |
| 1929         | 1169: Luis Jesús Fernández de Córdoba y Salabert, 17. Herzog von Medinaceli                            | 1880    | 1956      | |
| 1930         | 1170: Ernest Louis Henri Lamoral, 10. Fürst von Ligne                                                  | 1857    | 1937      | Enkel von Eugène I. de Ligne (Nr. 971) |
| 1931         | 1171: Paul von Hindenburg, Reichspräsident                                                             | 1847    | 1934      | |
| 1931         | 1172: Carlos María Cortezo y Prieto                                                                    | 1850    | 1933      | |
| 1931         | 1173: Juan Bautista Aznar Cabañas                                                                      | 1860    | 1933      | |
| 1931         | 1174: Luis María de Silva y Carvajal, Duque de Miranda, Conde de la Unión                              | 1876    | 1935      | Bruder von Mariano de Silva-Bazán (Nr. 1167) |
| 1941         | 1175: Infant Juan Carlos von Spanien                                                                   | 1938    | –         | der spätere König Juan Carlos I. von Spanien; Großmeister 1977–2014, die Diplome 1175 bis 1177 wurden von Juan de Borbón, Conde de Barcelona (Nr. 1165) vergeben |
| 1960         | 1176: Baudouin, König der Belgier                                                                      | 1930    | 1993      | |
| 1962         | 1177: Paul, König der Hellenen                                                                         | 1901    | 1964      | |
| 1964         | Carlos von Bourbon-Sizilien, Duca di Calabria                                                          | 1938    | 2015      | Die Diplome nach Nr. 1177 wurden von Juan Carlos de Borbón, dem späteren König Juan Carlos (Nr. 1175), vergeben                                                  |
| 1964         | Konstantin II., König von Griechenland                                                                 | 1940    | 2023      | König bis 1973 |
| 1977         | Nicolás Cotoner y Cotoner, 22. Marqués de Mondéjar                                                     | 1905    | 1996      | |
| 1977         | Torcuato Fernández-Miranda, Duque de Fernández Miranda                                                 | 1915    | 1980      | |
| 1977         | Beltrán de Osorio y Díez de Rivera, 18. Herzog von Alburquerque                                        | 1919    | 1994      | |
| 1981         | Felipe von Spanien, Prinz von Asturien                                                                 | 1968    | –         | der spätere König Felipe VI. von Spanien; Großmeister seit 2014                                                                                                  |
| 1981         | José María Péman                                                                                       | 1897    | 1981      | |
| 1982         | Olav V., König von Norwegen                                                                            | 1903    | 1991      | |
| 1983         | Carl XVI. Gustaf, König von Schweden                                                                   | 1946    | –         | |
| 1983         | Jean, Großherzog von Luxemburg                                                                         | 1921    | 2019      | Großherzog bis 2000 |
| 1985         | Akihito Kronprinz von Japan (明仁)                                                                     | 1933    | –         | 1989–2019 Kaiser von Japan |
| 1985         | Hussein, König von Jordanien (حسين بن طلال)                                                            | 1935    | 1999      | |
| 1985         | Beatrix Königin der Niederlande                                                                        | 1938    | –         | |
| 1985         | Margrethe II., Königin von Dänemark                                                                    | 1940    | –         | |
| 1988         | Elisabeth II., Königin von Großbritannien                                                              | 1926    | 2022      | |
| 1994         | Albert II, König der Belgier                                                                           | 1934    | –         | |
| 1995         | Harald V., König von Norwegen                                                                          | 1937    | –         | |

### 21. Jahrhundert
| Aufnahmejahr | Nr. des Diploms, Name                                    | Geboren | Gestorben | Bemerkungen |
| ------------ | -------------------------------------------------------- | ------- | --------- | --- |
| 2004         | Simeon Sakskoburggotski, Ministerpräsident von Bulgarien | 1937    | –         | 1943–1946 Zar von Bulgarien, bulgarischer Ministerpräsident von 2001 bis 2005 |
| 2006         | Bhumibol Adulyadej, König von Thailand (ภูมิพลอดุลยเดช)     | 1927    | 2016      | auch Rama IX. genannt |
| 2007         | Henri, Großherzog von Luxemburg                          | 1955    | –         | |
| 2007         | Adolfo Suárez, Herzog von Suarez                         | 1932    | 2014      | |
| 2007         | Abdullah ibn Abd al-Aziz, König von Saudi-Arabien        | 1924    | 2015      | |
| 2010         | Javier Solana                                            | 1942    | –         | Generalsekretär der NATO von 1995 bis 1999, Generalsekretär des Rates der Europäischen Union, Hoher Vertreter für die Gemeinsame Außen- und Sicherheitspolitik und Generalsekretär der Westeuropäischen Union von 1999 bis 2009 |
| 2010         | Víctor García de la Concha                               | 1934    | –         | Direktor von Real Academia Española von 1998 bis 2010 |
| 2011         | Nicolas Sarkozy, Präsident der französischen Republik    | 1955    | –         | Von Amts wegen Kofürst von Andorra von 2007 bis 2012 |
| 2014         | Enrique V. Iglesias                                      | 1930    | –         | Präsident die Interamerikanischen Entwicklungsbank von 1988 bis 2005 und Generalsekretär des Iberoamerikanischen Bündnisses von 2005 bis 2014                                                                                   |
| 2015         | Leonor von Spanien, Fürstin von Asturien                 | 2005    | –         | spanische Thronfolgerin |
| 2024         | Sophia von Griechenland, Königin von Spanien             | 1938    | –         | |

## Ritter des österreichischen Zweigs

### 18. Jahrhundert
| Aufnahmejahr | Nr. des Diploms, Name                                                                  | Geboren  | Gestorben | Bemerkungen |
| ------------ | -------------------------------------------------------------------------------------- | -------- | --------- | --- |
| 1712         | 607: Rinaldo d’Este, Herzog von Modena und Reggio                                      | 1655     | 1737      | |
| 1712         | 608: Vincenzo Gonzaga, Herzog von Gustalla                                             | 1634     | 1714      | |
| 1712         | 609: Thomas Emanuel von Savoyen, Graf von Soissons                                     | 1687     | 1729      | Neffe des Prinzen Eugen (Nr. 527) |
| 1712         | 610: Wenzel Norbert Octavian Graf Kinsky                                               | 1642     | 1719      | Bruder von František Oldřich I. (Nr. 544) |
| 1712         | 611: Karl Maximilian von Thurn und Valsassina                                          | 1643     | 1716      | Landeshauptmann von Mähren |
| 1712         | 612: Philipp Ludwig Wenzel von Sinzendorf                                              | 1671     | 1742      | Sohn von Georg Ludwig (Nr. 456) |
| 1712         | 613: Gundaker Thomas Starhemberg                                                       | 1663     | 1745      | Halbbruder von Heinrich Ernst Rüdiger (Nr. 518) |
| 1712         | 614: Graf Karl Joseph von Paar                                                         | 1654     | 1725      | kaiserlicher General-Erbpostmeister, Bruder von Josef Ignatz Nr. 662 |
| 1712         | 615: Graf Sigmund Rudolph von Sinzendorf                                               | 1670     | 1747      | 1711–1724 Oberstkämmerer, 1724–1747 Obersthofmeister |
| 1712         | 616: Johann Michael von Althann                                                        | 1679     | 1722      | 1716–1722 Obersthofstallmeister |
| 1712         | 617: Fernando de Meneses Silva, 3. Marqués de Alconchel, 13. Conde de Cifuentes        |          | 1749      | |
| 1712         | 618: Adam Franz Karl, 3. Fürst zu Schwarzenberg                                        | 1680     | 1732      | Sohn von Fürst Ferdinand Wilhelm Eusebius (Nr. 546) |
| 1712         | 619: Miklós IV. Graf von Pálffy, Palatin von Ungarn                                    | 1657     | 1732      | Großneffe von Pál (Nr. 420) |
| 1712         | 620: Norbert Leopold von Kolowrat-Liebsteinsky                                         | 1655     | 1716      | Sohn von František Karel I. (Nr. 543) |
| 1712         | 621: Pedro Vicente de Toledo Portugal Monroy y Ayala, Marqués de Jarandilla            | 1686     | 1728      | |
| 1712         | 622: Wirich Philipp Graf Daun, Principe di Teano                                       | 1669     | 1741      | |
| 1712         | 623: Giuseppe Sanseverino, 9. Principe di Bisignano                                    |          | 1727      | |
| 1712         | 624: Francisco de Blanes, Conde de Centelles                                           | 1659     |           | |
| 1712         | 625: Johann Baptist, Graf von Colloredo                                                | 1656     | 1729      | |
| 1712         | 626: Livio Odescalchi, Duca di Bracciano, Reichsfürst                                  | 1652     | 1713      | Neffe des Papstes Innozenz XI. |
| 1712         | 627: Paolo di Sangro, Principe di San Severo                                           | 1657     | 1726      | |
| 1715         | 628: Karl Albrecht von Bayern                                                          | 1697     | 1745      | später Kurfürst von Bayern und Kaiser Karl VII. |
| 1716         | 629: Leopold Johann, Erzherzog von Österreich                                          | 1716     | 1716      | Sohn des Kaisers Karl VI. (Nr. 576) |
| 1721         | 630: August III., König von Polen, Kurfürst von Sachsen                                | 1696     | 1763      | |
| 1721         | 631: José Manoel Francisco, 4. Prinz von Brasilien                                     | 1714     | 1777      | 1750 als Josef I. König von Portugal |
| 1721         | 632: Maximilian Wilhelm von Hannover, kaiserlicher Feldmarschall                       | 1666     | 1726      | Sohn von Ernst August, Kurfürst von Braunschweig-Lüneburg |
| 1721         | 633: Leopold Klemens Karl, Erbherzog von Lothringen                                    | 1707     | 1723      | Sohn von Herzog Leopold |
| 1721         | 634: Joseph Karl, Pfalzgraf und Erbherzog von Pfalz-Sulzbach                           | 1694     | 1729      | |
| 1721         | 635: Ferdinand Maria, Prinz von Bayern                                                 | 1699     | 1738      | Sohn des Kurfürsten Maximilian II. Emanuel |
| 1721         | 636: Leopold Herzog von Schleswig-Holstein-Sonderburg-Wiesenburg                       | 1674     | 1744      | Sohn von Charlotte Prinzessin von Liegnitz-Brieg-Wohlau |
| 1721         | 637: Karl Alexander Prinz von Württemberg                                              | 1684     | 1737      | 1733 11. Herzog von Württemberg |
| 1721         | 638: José Folch, Principe de Cardona                                                   | 1651     | 1729      | |
| 1721         | 639: Maximilian Quidobald Bořita z Martinic, Graf von Martinitz                        | 1664     | 1733      | Bruder von Jiří Adam Ignác Bořita (Nr. 584) |
| 1721         | 640: Graf Leopold von Herberstein                                                      | 1655     | 1728      | Generalfeldmarschall |
| 1721         | 641: Philippe François de Merode-Montfort                                              | 1669     | 1742      | Prince de Rubempré et d’Everbergh (uxor nomine), Schwiegersohn von Philippe Antoine Prince de Rubempré (Nr. 597)                                                                                       |
| 1721         | 642: Fabrizio II. Colonna, 10. Duca e Principe di Paliano                              | 1700     | 1785      | Sohn von Filippo II. Colonna (Nr. 548) |
| 1721         | 643: Leopold, Graf Schlick                                                             | 1663     | 1723      | siehe Schlik |
| 1721         | 644: Sigmund Friedrich von Khevenhüller                                                | 1666     | 1742      | aus der Linie Aichelberg |
| 1721         | 645: Claude Lamoral II., 6. Fürst von Ligne                                            | 1685     | 1766      | Sohn von Henri Ernest de Ligne (Nr. 521) |
| 1721         | 646: Froben Ferdinand Maria, gefürsteter Landgraf zu Fürstenberg                       | 1664     | 1741      | Enkel von Wratislaus I. von Fürstenberg (Nr. 337) |
| 1721         | 647: Manuel José de Silva y Toledo, 10. Conde de Galves                                | 1677     | 1728      | Sohn von Gregório de Silva Mendoza, 9. Duque de El Infantado |
| 1721         | 648: Giulio Visconti Borromeo Arese                                                    | 1664     | 1750      | letzter österreichischer Vizekönig von Neapel |
| 1721         | 649: Josef I. Johann Adam, Fürst von Liechtenstein                                     | 1690     | 1732      | |
| 1721         | 650: Johann Joseph von Wrtby                                                           | 1669     | 1734      | oberster Burggraf in Böhmen |
| 1721         | 651: Francesco Marino Caracciolo, 6. Fürst von Avellino                                | 1688     | 1727      | Sohn des 5. Fürsten von Avellino (Nr. 559) |
| 1721         | 652: Juan Antonio de Boixadors, Conde de Savalla                                       | 1673     | 1745      | |
| 1721         | 653: Alfonso, Principe de Cardenas, Conte di Acerra                                    | 1680     | 1742      | |
| 1723         | 654: Franz I., Erbherzog von Lothringen                                                | 1708     | 1765      | der spätere Kaiser Franz I., Großmeister 1740–1765 |
| 1729         | 655: Karl Alexander von Lothringen                                                     | 1712     | 1780      | Statthalter der österreichischen Niederlande und Großmeister des Deutschen Ordens |
| 1731         | 656: Theodor, Herzog von Pfalz-Sulzbach                                                | 1658/59  | 1732      | |
| 1731         | 657: Ludwig Georg Simpert, Markgraf von Baden-Baden                                    | 1702     | 1761      | |
| 1731         | 658: Francesco III. d’Este, 12. Herzog von Modena                                      | 1698     | 1780      | |
| 1731         | 659: Johannes Franz Eugen von Savoyen, Graf von Soissons, Herzog von Troppau           | 1714     | 1734      | Sohn von Thomas Emanuel (Nr. 609) |
| 1731         | 660: Philipp Hyazinth Fürst von Lobkowitz                                              | 1680     | 1734      | Sohn von Fürst Ferdinand August (Nr. 586) |
| 1731         | 661: Walther Xaver, 4. Fürst von Dietrichstein                                         | 1664     | 1738      | Bruder von Fürst Leopold Ignaz (Nr. 591) |
| 1731         | 662: Joseph Ignaz, Graf von Paar                                                       | 1660     | 1735      | Obersthofmeister, Bruder von Karl Josef Nr. 614 |
| 1731         | 663: Johann Kaspar, Graf von Cobenzl                                                   | 1664     | 1742      | |
| 1731         | 664: Luigi Sanseverino, 10. Principe von Bisignano                                     | 1705     | 1772      | |
| 1731         | 665: František Ferdinand Graf Kinsky                                                   | 1678     | 1741      | Sohn von Václav Norbert Oktavian |
| 1731         | 666: Anselm Franz, Fürst von Thurn und Taxis                                           | 1681     | 1739      | |
| 1731         | 667: Adolf Bernhard von Martinitz                                                      | vor 1690 | 1735      | Sohn von Jiří Adam Ignác Bořita (Nr. 584) |
| 1731         | 668: Joseph de Norona, Conde de Montesanto                                             | 1717     | 1745      | |
| 1731         | 669: Diego Pignatelli Aragona, 9. Duca di Monteleone                                   | 1687     | 1750      | Sohn von Nicola Pignatelli (Nr. 509) |
| 1731         | 670: Johann Anton Graf Schaffgotsch                                                    | 1675     | 1742      | Sohn von Christoph Leopold von Schaffgotsch |
| 1731         | 671: Dominik von Königsegg-Rothenfels                                                  | 1673     | 1751      | |
| 1731         | 672: Giulio Antonio Acquaviva d’Aragona, Conte di Conversano                           | 1746     |           | |
| 1731         | 673: Francisco Onorato Bonanno del Bosco, Principe di Cattolica                        | 1680     | 1739      | |
| 1731         | 674: Scipione Publicola, Principe di Santa Croce                                       | 1681     | 1747      | |
| 1731         | 675: Ferdinand von Plettenberg                                                         | 1690     | 1737      | später Graf von Plettenberg |
| 1731         | 676: Rudolf Franz Erwein von Schönborn-Buchheim                                        | 1677     | 1754      | |
| 1731         | 677: Antonio Tolomeo de Gallio Trivulzio, Principe di Musocco                          | 1692     | 1767      | |
| 1731         | 678: Diego Antonio Álvarez de Toledo y Portugal, 9. Conde de Alcaudete                 | 1668     | 1734      | |
| 1731         | 679: Adriano Antonio Carafa, Duca di Traetto                                           | 1696     | 1765      | |
| 1732         | 680: Joseph I. Adam, 4. Fürst zu Schwarzenberg                                         | 1722     | 1782      | Sohn von Fürst Adam Franz Karl (Nr. 618) |
| 1734         | 681: Theodor Fürst Lubomirski                                                          | 1683     | 1745      | österreichischer Generalfeldmarschall |
| 1739         | 682: Carl Eugen, Herzog von Württemberg                                                | 1728     | 1793      | |
| 1739         | 683: Ernst Friedrich II., Herzog von Sachsen-Hildburghausen                            | 1707     | 1745      | |
| 1739         | 684: Heinrich, 4. Fürst von Auersperg                                                  | 1697     | 1783      | Enkel von Fürst Johann Weikhard (Nr. 421) |
| 1739         | 685: Josef Wenzel I., Fürst von Liechtenstein                                          | 1696     | 1772      | |
| 1739         | 686: Johann, Graf von Pálffy                                                           | 1664     | 1751      | |
| 1739         | 687: Georg Christian, Fürst von Lobkowitz                                              | 1686     | 1755      | Bruder von Fürst Philipp Hyazinth (Nr. 660) |
| 1739         | 688: Johann Franz Gottfried, Graf von Dietrichstein                                    | 1671     | 1755      | Hofkammerpräsidenten |
| 1739         | 689: Joseph Wilhelm Ernst, Fürst zu Fürstenberg                                        | 1699     | 1762      | Stühlinger Linie |
| 1739         | 690: Marc de Beauvau, Prince de Craon                                                  | 1679     | 1754      | |
| 1739         | 691: Johann Ernst Anton von Schaffgotsch                                               | 1685     | 1747      | königlicher Statthalter in Böhmen |
| 1739         | 692: Graf Leopold Johann Victorin von Windisch-Graetz                                  | 1686     | 1746      | Bruder von Graf Ernst Friedrich |
| 1739         | 693: Johann Wilhelm von Wurmbrand-Stuppach                                             | 1670     | 1750      | Reichshofratspräsident 1728–1740 und 1745–1750 |
| 1739         | 694: Juan de Castellvi y Coloma, Conde de Cervellón                                    | 1673     | 1754      | |
| 1739         | 695: Gundacker von Althan                                                              | 1665     | 1747      | |
| 1739         | 696: Juan Descaller y Diesbach, Marqués de Pesora                                      | 1685     | 1766      | |
| 1739         | 697: Nikolaus Leopold zu Salm-Salm, Herzog von Hoogstraeten                            | 1701     | 1770      | |
| 1739         | 698: Ferdinand, Fürst Pignatelli Strongoli                                             | 1689     | 1767      | |
| 1739         | 699: Lucio de’Sangro, Conte di San Severo                                              | 1677     | 1767      | |
| 1739         | 700: Ambrogio Caracciolo d’Avelino, Principe di Torchiarolo                            | 1699     | 1748      | |
| 1739         | 701: Cristiano, Conte di Stampa e Montecastello                                        | 1712     | 1744      | |
| 1739         | 702: Michael Johann, Graf von Althann                                                  | 1710     | 1778      | Sohn von Johann Michael von Althann (Nr. 616) |
| 1741         | 703: Joseph, Erzherzog von Österreich                                                  | 1741     | 1790      | der spätere Kaiser Joseph II., Großmeister 1765–1790, erstes vom späteren Kaiser Franz I. ausgestelltes Diplom                                                                                         |
| 1744         | 704: Paul II. Anton Fürst Esterházy                                                    | 1711     | 1762      | Enkel von Fürst Paul I. (Nr. 514) |
| 1744         | 705: Franz Anton, 3. Fürst zu Lamberg                                                  | 1678     | 1759      | Sohn von Fürst Franz Joseph I. (Nr. 562) |
| 1744         | 706: Anton Corfiz, Graf von Ulfeldt                                                    | 1699     | 1769      | |
| 1744         | 707: Ludwig Andreas Khevenhüller                                                       | 1683     | 1744      | |
| 1744         | 708: Maximilian Ulrich von Kaunitz                                                     | 1679     | 1746      | Sohn von Dominik Andreas I. (Nr. 535) |
| 1744         | 709: Friedrich August Gervasius Graf von Harrach                                       | 1696     | 1749      | Sohn von Aloys Thomas Raymund (Nr. 574) |
| 1744         | 710: Ferdinand Leopold von Herberstein                                                 | 1695     | 1744      | Obersthofmeister bei Maria Theresia |
| 1744         | 711: Otto Ferdinand von Abensperg und Traun                                            | 1677     | 1748      | |
| 1744         | 712: Ludwig Ernst Graf Batthyány                                                       | 1696     | 1765      | |
| 1744         | 713: Philipp Joseph Franz Graf Kinsky                                                  | 1700     | 1749      | Bruder von František Ferdinand |
| 1744         | 714: Rudolph Joseph von Colloredo                                                      | 1706     | 1788      | 1763 Reichsfürst |
| 1744         | 715: Johann Joseph Khevenhüller-Metsch                                                 | 1706     | 1776      | Sohn von Siegmund Friedrich (Nr. 644) |
| 1744         | 716: Emanuel Silva-Tarouca                                                             | 1691     | 1771      | |
| 1744         | 717: Karl Ferdinand von Königsegg-Erps                                                 | 1696     | 1759      | |
| 1744         | 718: Johann Wilhelm, Graf von Sinzendorf und Thannhausen                               | 1697     | 1766      | Sohn von Philipp Ludwig Wenzel (Nr. 612) |
| 1744         | 719: Graf Eugen von Lannoy de la Motterie                                              | 1686     | 1755      | kaiserlicher Generalfeldzeugmeister, Gouverneur von Brüssel, Urenkel von Claude de Lannoy (Nr. 391) |
| 1749         | 720: Karl Maximilian, 5. Fürst von Dietrichstein                                       | 1702     | 1784      | Sohn von Fürst Walther Xaver (Nr. 661) |
| 1749         | 721: Emanuel von Liechtenstein                                                         | 1700     | 1771      | Bruder des Fürsten Josef Wenzel I. |
| 1749         | 722: Alexander Ferdinand, Fürst von Thurn und Taxis                                    | 1704     | 1773      | |
| 1749         | 723: Fürst Johann Wilhelm von Trautson, Graf von Falkenstein                           | 1700     | 1775      | Sohn von Fürst Johann Leopold Donat (Nr. 589) |
| 1749         | 724: Karl Josef Batthyány                                                              | 1697     | 1772      | Bruder von Ludwig Ernst (Nr. 712), 1764 Fürst Batthyány-Strattmann |
| 1749         | 725: Wenzel Anton, Graf von Kaunitz                                                    | 1711     | 1794      | 1764 Reichsfürst von Kaunitz-Rietberg |
| 1749         | 726: Maximilian Emanuel, Reichsfürst von Hornes                                        | 1695     | 1763      | vgl. Nr. 121 (Fußnote) |
| 1749         | 727: Ferdinand Bonaventura II. von Harrach                                             | 1708     | 1778      | Sohn von Aloys Thomas Raimund von Harrach (Nr. 574) |
| 1751         | 728: Georg, Graf von Erdödy                                                            | 1674     | 1753      | |
| 1753         | 729: Ercole III. d’Este, 13. Herzog von Modena                                         | 1727     | 1803      | |
| 1753         | 730: Wilhelm Reinhard von Neipperg                                                     | 1684     | 1774      | |
| 1753         | 731: François Joseph de Choiseul, Marquis de Stainville                                | 1700     | 1770      | Vater von Étienne-François de Choiseul |
| 1753         | 732: Gaspar Fernández, Conde de Cordón y Alagón                                        | 1674     | 1756      | |
| 1753         | 733: Ferdinand Gaston Joseph de Croÿ, 5. Herzog von Croy                               | 1709     | 1767      | Enkel von Ferdinand Gaston Lamoral de Croy, 8. Graf von Le Roeulx |
| 1753         | 734: Franz Ludwig Graf von Salburg                                                     | 1689     | 1758      | |
| 1753         | 735: Leopold Joseph Daun, Principe di Teano                                            | 1705     | 1766      | |
| 1753         | 736: Johann Lucas von Pallavicini-Centurioni                                           | 1697     | 1773      | |
| 1753         | 737: Filippo Doria Sforza Visconti                                                     | 1710     | 1786      | |
| 1753         | 738: Francesco, Conte di Montecuccoli-Caprara                                          |          |           | |
| 1755         | 739: Karl Joseph, Erzherzog von Österreich                                             | 1745     | 1761      | Sohn von Kaiserin Maria Theresia |
| 1755         | 740: Peter Leopold, Erzherzog von Österreich                                           | 1747     | 1792      | der spätere Kaiser Leopold II., Großmeister 1790–1792 |
| 1757         | 741: Karl, Herzog von Arenberg                                                         | 1721     | 1778      | |
| 1757         | 742: Maximilian Ulysses Reichsgraf von Browne                                          | 1705     | 1757      | |
| 1759         | 743: Johann Karl Philipp Graf Cobenzl                                                  | 1712     | 1770      | |
| 1759         | 744: Johann Georg Adam I., Fürst von Starhemberg                                       | 1724     | 1807      | |
| 1759         | 745: Ernst Constantin, Landgraf von Hessen-Rotenburg                                   | 1716     | 1778      | |
| 1759         | 746: Friedrich Michael, Pfalzgraf und Prinz von Pfalz-Zweibrücken und Pfalz-Birkenfeld | 1724     | 1767      | |
| 1759         | 747: Agostino Chigi della Rovere, Principe di Farnese                                  | 1710     | 1769      | |
| 1759         | 748: Graf Friedrich Ferdinand von der Leyen                                            | 1709     | 1760      | |
| 1759         | 749: Charles Emanuel Joseph, 1. Prince de Gavre                                        | 1696     | 1773      | [ 64 ] |
| 1759         | 750: Friedrich Wilhelm Graf von Haugwitz                                               | 1702     | 1765      | |
| 1759         | 751: Nikolaus VIII. von Palffy                                                         | 1710     | 1773      | Enkel von Miklós IV. (Nr. 619) |
| 1759         | 752: Graf Philipp von Kolowrat-Krakowsky                                               | 1688     | 1773      | Oberstburggraf und Präsident des Landesguberniums in Böhmen |
| 1759         | 753: Karl Adam Anton Graf Breuner von Stübing-Fladnitz                                 | 1689     | 1777      | Oberster Justizpräsident, davor Landeshauptmann der Steiermark, ein Verwandter von Seyfried Christoph Graf Breuner von Asparn d. Ä. (Nr. 395) und Seyfried Christoph Breuner d. J. (Nr. 582)           |
| 1759         | 754: Rudolf Graf Chotek und Chotkow                                                    | 1706     | 1771      | |
| 1759         | 755: Anton Georg von Clerici, Marchese di Cavenago                                     | 1715     | 1768      | |
| 1759         | 756: Alessandro Ruspoli, 2. Principe di Cerveteri                                      | 1709     | 1779      | |
| 1762         | 757: August Georg Simpert, Markgraf von Baden-Baden                                    | 1706     | 1771      | |
| 1763         | 758: Ferdinand Karl, Erzherzog von Österreich-Este                                     | 1754     | 1806      | Sohn von Kaiserin Maria Theresia |
| 1763         | 759: Maximilian Franz, Erzherzog von Österreich                                        | 1756     | 1801      | 1784 Erzbischof von Köln |
| 1763         | 760: Livio II., Principe Odescalchi, Duca di Bracciano                                 | 1725     | 1804      | |
| 1763         | 761: Karl Joseph Graf von Firmian                                                      | 1716     | 1782      | |
| 1763         | 762: Antonio Barbiani di Belgiojoso, Reichsfürst                                       | 1693     | 1779      | |
| 1763         | 763: Franz, Graf von Orsini und Rosenberg                                              | 1723     | 1796      | |
| 1763         | 764: Charles O’Gara, Reichsgraf                                                        |          | 1777      | |
| 1763         | 765: Miklós Graf Esterházy de Galántha                                                 | 1711     | 1764      | Großneffe von Fürst Paul I. (Nr. 514) |
| 1763         | 766: Philipp Joseph Graf Künigl                                                        | 1696     | 1770      | |
| 1763         | 767: Ferdinand Karl Graf von Aspremont-Lynden                                          | 1689     | 1772      | |
| 1763         | 768: Adam Philipp Losy Graf von Losymthal                                              | 1705     | 1781      | |
| 1763         | 769: Rudolf Joseph Korzensky, Graf von Tereschau                                       |          | 1769      | |
| 1763         | 770: Franz Leopold de Longueval, Graf von Buquoy                                       | 1703/05  | 1767      | wirklicher Geheimer Rat, Oberlandhofmeister im Königreich Böhmen |
| 1763         | 771: Franz Philipp von Sternberg                                                       | 1708     | 1786      | wirklicher Obersthofmeister |
| 1765         | 772: Johann Karl Joseph von Merode-Montfort, Marquis de Deynze                         | 1719     | 1774      | Großneffe von Philippe François de Merode-Montfort, Prince de Rubempré (Nr. 641), Schwiegersohn von Leopold Philipp, 4. Herzog von Arenberg (Nr. 600); erstes von Kaiser Joseph II. verliehenes Diplom |
| 1765         | 773: Johann Baptist Serbelloni, Conte di Castiglione                                   | 1697     | 1778      | Feldmarschall |
| 1765         | 774: Nikolaus I. Joseph Fürst Esterházy                                                | 1714     | 1790      | Bruder von Fürst Paul II. (Nr. 704) |
| 1765         | 775: Anton Joseph Franz, Altgraf zu Salm-Reifferscheidt-Raitz                          | 1720     | 1769      | |
| 1765         | 776: Franz Wenzel Graf Wallis                                                          | 1696     | 1774      | Feldmarschall |
| 1765         | 777: Anton Litta, Marchese di Gambolò                                                  | 1700     | 1770      | |
| 1765         | 778: Camillo, Graf von Colloredo                                                       | 1712     | 1797      | |
| 1765         | 779: Gabriel Graf Bethlen                                                              | 1729     | 1768      | |
| 1765         | 780: Franz Norbert, Graf von Trauttmansdorf                                            | 1705     | 1786      | |
| 1767         | 781: Carl Friedrich Hatzfeldt zu Gleichen                                              | 1718     | 1793      | |
| 1767         | 782: Johann Baptist Karl, Erbprinz von Dietrichstein                                   | 1728     | 1808      | 1784 7. Fürst von Dietrichstein, Sohn von Fürst Karl Maximilian (Nr. 720) |
| 1767         | 783: Prinz Karl Egon I. zu Fürstenberg                                                 | 1729     | 1786      | Sohn von Fürst Joseph Wilhelm Ernst (Nr. 689) |
| 1768         | 784: Franz Joseph, Erzherzog von Österreich                                            | 1768     | 1835      | der spätere Kaiser Franz II. bzw. Franz I. von Österreich, Großmeister 1792–1835 |
| 1770         | 785: Florimond Claude, Graf von Mercy-Argenteau                                        | 1727     | 1794      | |
| 1770         | 786: Franz Moritz Graf von Lacy                                                        | 1725     | 1801      | |
| 1771         | 787: Joseph Ferdinand, Erzherzog von Österreich                                        | 1769     | 1824      | später Großherzog Ferdinand III. von Toskana |
| 1771         | 788: Ferenc Graf Esterházy de Galántha                                                 | 1715     | 1785      | Bruder von Graf Miklós (Nr. 765) |
| 1771         | 789: Franz Josef von Liechtenstein                                                     | 1726     | 1781      | 1772 als Franz Josef I. Fürst von und zu Liechtenstein |
| 1771         | 790: Franz de Paula, 3. Fürst Kinsky von Wchinitz und Tettau                           | 1726     | 1792      | Sohn von Philipp Joseph Franz (Nr. 713) |
| 1771         | 791: Karl Konrad, 2. Herzog von Ursel und Hoboken                                      | 1718     | 1775      | |
| 1772         | 792: Karl von Liechtenstein                                                            | 1730     | 1789      | Bruder des Fürsten Franz Josef I. |
| 1772         | 793: Charles Joseph de Ligne                                                           | 1735     | 1814      | Sohn von Claude Lamoral II. de Ligne (Nr. 645) |
| 1772         | 794: Franz de Paula Gundaker von Colloredo-Mannsfeld                                   | 1731     | 1807      | Sohn von Fürst Rudolf (Nr. 714), 1788 Fürst von Colloredo, 1789 Fürst von Colloredo-Mannsfeld |
| 1772         | 795: Ernst Christoph, Graf von Kaunitz-Rietberg                                        | 1737     | 1797      | Sohn von Fürst Wenzel Anton (Nr. 725) |
| 1772         | 796: Maximilian Friedrich Ernst von Salm-Salm, Wild- und Rheingraf                     | 1732     | 1773      | Gouverneur von Luxemburg, Sohn von Fürst Nikolaus Leopold (Nr. 697) |
| 1772         | 797: Ludwig Friedrich, Graf von Zinzendorf                                             | 1721     | 1780      | |
| 1772         | 798: Joseph Maria Karl von Lobkowitz                                                   | 1725     | 1802      | Sohn des Fürsten Georg Christian von Lobkowitz (Nr. 687) |
| 1775         | 799: Bartolomeo Corsini, Principe di Sismano                                           | 1729     | 1792      | |
| 1775         | 800: Karl Anselm, Fürst von Thurn und Taxis                                            | 1733     | 1805      | |
| 1778         | 801: Karl Theodor, Kurfürst von der Pfalz und von Bayern                               | 1724     | 1799      | |
| 1782         | 802: Karl Emanuel, Landgraf von Hessen-Rheinfels-Rotenburg                             | 1746     | 1812      | |
| 1782         | 803: Johann I., 5. Fürst zu Schwarzenberg                                              | 1742     | 1789      | Sohn von Fürst Joseph I. (Nr. 680) |
| 1782         | 804: Ludwig Engelbert, 6. Herzog von Arenberg                                          | 1750     | 1820      | |
| 1782         | 805: Leopold Wilhelm von Kolowrat-Krakowsky                                            | 1727     | 1809      | Sohn von Filip Nerius (Nr. 752), Kanzler Maria Theresias |
| 1782         | 806: Franz Wenzel, Graf von Sinzendorf und Thannhausen                                 | 1724     | 1792      | |
| 1782         | 807: Graf Eugen Václav Bruntálský z Vrbna (Eugen Wenzel von Wrbna-Freudenthal)         | 1728     | 1789      | Enkel von Jan František (Nr. 581) |
| 1782         | 808: Károly József Jeromos Graf Pálffy                                                 | 1735     | 1816      | 1807 Fürst Pálffy de Erdöd, Sohn von Miklós VIII. (Nr. 751) |
| 1782         | 809: Johann Franz Xaver Anton von Khevenhüller-Metsch                                  | 1737     | 1797      | Sohn von Fürst Johann Joseph (Nr. 715) |
| 1782         | 810: Graf Anton Gotthard von Schaffgotsch                                              | 1721     | 1811      | |
| 1782         | 811: Anton von Thurn-Valsassina                                                        | 1723     | 1806      | Feldzeugmeister |
| 1782         | 812: Carlo Albani                                                                      | 1749     | 1811      | |
| 1782         | 813: François Joseph Rasse, 2. Prince de Gavre                                         | 1731     | 1797      | Sohn von Charles Emmanuel Joseph (Nr. 749) |
| 1782         | 814: Johann, Graf von Hardegg zu Glatz und Machland                                    | 1741     | 1808      | |
| 1789         | 815: Franz Ferdinand, Graf von Trauttmansdorff-Weinsberg                               | 1749     | 1827      | 1805 Reichsfürst von und zu Trauttmansdorf und Weinsberg |
| 1790         | 816: Francesco Ruspoli, 3. Principe di Cerveteri                                       | 1752     | 1829      | Sohn von Alessandro Ruspoli, 2. Principe di Cerveteri (Nr. 756), erstes von Kaiser Leopold II. verliehenes Diplom                                                                                      |
| 1790         | 817: Anton                                                                             | 1755     | 1836      | später König von Sachsen |
| 1790         | 818: Karl, Erzherzog von Österreich, Herzog von Teschen                                | 1771     | 1847      | |
| 1790         | 819: Alexander Leopold, Erzherzog von Österreich                                       | 1772     | 1795      | Sohn des Kaisers Leopold II. |
| 1790         | 820: Joseph Anton Johann, Erzherzog von Österreich                                     | 1776     | 1847      | 1796 Palatin von Ungarn |
| 1790         | 821: Franz, Erzherzog von Österreich                                                   | 1779     | 1846      | später Herzog Franz IV. von Modena |
| 1790         | 822: Karl Josef Anton, 5. Fürst von Auersperg                                          | 1720     | 1800      | Sohn von Fürst Heinrich (Nr. 684) |
| 1790         | 823: Alois, Fürst von Liechtenstein                                                    | 1759     | 1805      | |
| 1790         | 824: Anton Fürst Esterházy                                                             | 1738     | 1794      | Sohn von Fürst Nikolaus I. Joseph (Nr. 774) |
| 1790         | 825: Alberigo XII. Principe Barbiani di Belgiojoso                                     | 1725     | 1813      | |
| 1790         | 826: Johann Hugo, Reichsfreiherr von Hagen                                             | 1707     | 1791      | Reichshofratspräsident 1778–1791 |
| 1790         | 827: Graf Eugen Franz Erwein von Schönborn                                             | 1727     | 1801      | k.k. wirklicher Geheimer Rat und Oberst-Erbtruchseß von Österreich |
| 1790         | 828: Franz Philipp Christian Graf von Sternberg-Manderscheid                           | 1732     | 1811      | Sohn von Graf František Filip (Nr. 771) |
| 1790         | 829: Anton Graf Károlyi von Nagykároly                                                 | 1732     | 1791      | siehe Károlyi |
| 1790         | 830: Giulio Pompeo Litta                                                               | 1727     | 1797      | |
| 1790         | 831: Friedrich Moritz von Nostitz-Rieneck                                              | 1728     | 1796      | Feldmarschall, Hofkriegsratspräsident |
| 1790         | 832: Franz de Paula Karl von Colloredo                                                 | 1736     | 1806      | |
| 1792         | 833: Anton Viktor, Erzherzog von Österreich                                            | 1779     | 1835      | Sohn des Kaisers Leopold II., Großmeister des Deutschen Ordens; erstes von Kaiser Franz II. verliehenes Diplom                                                                                         |
| 1792         | 834: Johann, Erzherzog von Österreich                                                  | 1782     | 1859      | Sohn des Kaisers Leopold II. |
| 1792         | 835: Philippe de Henin-Liétard, 15. Prince de Chimay                                   | 1736     | 1804      | |
| 1792         | 836: August Anton Joseph von Lobkowitz                                                 | 1729     | 1803      | Sohn von Fürst Georg Christian (Nr. 687) |
| 1792         | 837: Johann Josef von Wilczek                                                          | 1738     | 1819      | |
| 1792         | 838: Dominik Andreas II., Graf von Kaunitz-Rietberg-Questenberg                        | 1739     | 1812      | Bruder von Graf Ernst Christoph (Nr. 795) |
| 1792         | 839: Joseph Graf Pallavicini-Centurion                                                 | 1756     | 1818      | |
| 1792         | 840: Graf Karl Clemens von Pellegrini                                                  | 1720     | 1796      | |
| 1792         | 841: Franz Georg Karl von Metternich                                                   | 1746     | 1818      | Vater von Fürst Metternich |
| 1792         | 842: Johann Philipp, Graf von Cobenzl                                                  | 1741     | 1810      | |
| 1793         | 843: Ferdinand, Erzherzog von Österreich                                               | 1793     | 1875      | der spätere Kaiser Ferdinand I., Großmeister 1835–1848 |
| 1793         | 844: Ludwig Eugen, Herzog von Württemberg                                              | 1731     | 1795      | |
| 1796         | 845: Charles Joseph de Croix, comte de Clerfait                                        | 1733     | 1798      | |
| 1796         | 846: Karl, Prinz von Auersperg-Trautson                                                | 1750     | 1822      | Sohn von Fürst Karl Josef Anton (Nr. 822) |
| 1798         | 847: Marzio Mastrilli, Marchese di Gallo                                               | 1753     | 1833      | 1813 Duca di Gallo |
| 1798         | 848: Ludwig, Graf von Cobenzl                                                          | 1753     | 1809      | |
| 1798         | 849: Karl Alexander von Thurn und Taxis                                                | 1770     | 1827      | 1805 Fürst von Thurn und Taxis |

### 19. Jahrhundert
| Aufnahmejahr | Nr. des Diploms, Name                                                              | Geboren | Gestorben | Bemerkungen |
| ------------ | ---------------------------------------------------------------------------------- | ------- | --------- | --- |
| 1802         | 850: Ludwig Joseph Maximilian Graf von Starhemberg                                 | 1762    | 1833      | 1808 Fürst von Starhemberg |
| 1803         | 851: Giuseppe Principe Rospigliosi, Duca di Zagarolo                               | 1755    | 1833      | Oberhofmeister der Großherzöge Ferdinand III. und Leopold II. von Toskana                                                                  |
| 1803         | 852: Landgraf Joachim Egon zu Fürstenberg                                          | 1749    | 1828      | Neffe von Fürst Joseph Wilhelm Ernst (Nr. 689)                                                                                             |
| 1803         | 853: Ferenc Graf Esterházy de Galántha                                             | 1746    | 1811      | Sohn von Graf Miklós (Nr. 765) |
| 1805         | 854: Rainer Joseph, Erzherzog von Österreich                                       | 1783    | 1853      | Sohn des Kaisers Leopold II. |
| 1805         | 855: Ludwig, Erzherzog von Österreich                                              | 1784    | 1864      | Sohn des Kaisers Leopold II. |
| 1806         | 856: Johann I. Josef, Fürst von Liechtenstein                                      | 1760    | 1836      | |
| 1808         | 857: Ferdinand Karl, Erzherzog von Österreich-Este                                 | 1781    | 1850      | |
| 1808         | 858: Karl Graf Zichy von Vásonykeö                                                 | 1753    | 1826      | Hofkammerpräsident |
| 1808         | 859: Nikolaus II. Fürst Esterházy                                                  | 1765    | 1833      | Sohn von Fürst Anton (Nr. 824) |
| 1808         | 860: Johann Philipp Stadion, Graf von Warthausen                                   | 1763    | 1824      | |
| 1808         | 861: Rudolf Jan Bruntálský, Graf von Würben-Freudenthal                            | 1761    | 1823      | Sohn von Eugen Václav (Nr. 807) |
| 1808         | 862: Charles Eugène de Lorraine, Prince de Lambesc                                 | 1751    | 1825      | letzter Großstallmeister von Frankreich |
| 1808         | 863: Adam Kazimierz Czartoryski                                                    | 1734    | 1823      | |
| 1808         | 864: Josef II. Johann, 6. Fürst zu Schwarzenberg                                   | 1769    | 1833      | Sohn von Fürst Johann I. (Nr. 803) |
| 1808         | 865: Johann Rudolf Graf Chotek von Chotkowa und Wognin                             | 1748    | 1824      | |
| 1808         | 866: Prosper von Sinzendorf                                                        | 1751    | 1822      | |
| 1808         | 867: Johann Emanuel Joseph Graf von Khevenhüller-Metsch                            | 1751    | 1847      | Sohn von Fürst Johann Joseph (Nr. 715) |
| 1808         | 868: Josef, Graf Erdödy                                                            | 1754    | 1824      | |
| 1808         | 869: Ferenc Graf Széchényi de Sárvár-Felsõvidék                                    | 1754    | 1820      | |
| 1808         | 870: Philipp Karl von Oettingen-Wallerstein                                        | 1759    | 1826      | 1801–1806 Reichshofratspräsident |
| 1808         | 871: Franz Seraph Orsini Reichsfürst von Rosenberg                                 | 1761    | 1832      | |
| 1808         | 872: Michael Franz, Graf von Althann                                               | 1760    | 1817      | Obersthofmeister der Kaiserin Maria Ludovica                                                                                               |
| 1808         | 873: Stefan Graf Illésházy                                                         | 1762    | 1838      | |
| 1809         | 874: Karl I. Fürst zu Schwarzenberg (2. Majorat)                                   | 1771    | 1820      | Sohn von Fürst Johann I. (Nr. 803) |
| 1809         | 875: Franz Joseph Fürst von Lobkowitz                                              | 1772    | 1816      | Sohn von Fürst Ferdinand Philipp Joseph (Nr. 798)                                                                                          |
| 1810         | 876: Leopold, Erzherzog von Österreich                                             | 1797    | 1870      | später als Leopold II. Großherzog der Toskana                                                                                              |
| 1810         | 877: Klemens Wenzel, Graf von Metternich                                           | 1773    | 1859      | 1813 Fürst von Metternich |
| 1811         | 878: Rudolf, Erzherzog von Österreich                                              | 1788    | 1831      | 1819 Erzbischof von Olmütz und 1820 Kardinal                                                                                               |
| 1813         | 879: Maximilian I., König von Bayern                                               | 1756    | 1825      | |
| 1814         | 880: Georg, Prince of Wales                                                        | 1762    | 1830      | Prinzregent, später als Georg IV. König von Großbritannien und Hannover                                                                    |
| 1817         | 881: Alois Graf Ugarte                                                             | 1749    | 1817      | |
| 1817         | 882: Franz Karl, Erzherzog von Österreich                                          | 1802    | 1878      | Sohn von Kaiser Franz I. von Österreich, Vater des Kaisers Franz Joseph                                                                    |
| 1817         | 883: Heinrich Graf von Bellegarde                                                  | 1756    | 1845      | |
| 1817         | 884: Joseph von Wallis                                                             | 1767    | 1818      | |
| 1817         | 885: Josef Carl Ferdinand, Graf von Dietrichstein                                  | 1763    | 1825      | |
| 1817         | 886: Graf Anton von Lanckoroński-Brzezie                                           | 1748    | 1830      | |
| 1817         | 887: Franz Fürst Koháry                                                            | 1767    | 1826      | |
| 1819         | 888: Friedrich August, Prinz von Sachsen                                           | 1797    | 1854      | später König Friedrich August II. von Sachsen                                                                                              |
| 1822         | 889: Karl Felix, König von Sardinien und Herzog von Savoyen                        | 1765    | 1831      | |
| 1823         | 890: Franz Josef Graf Saurau                                                       | 1760    | 1832      | |
| 1823         | 891: Gundakar Heinrich von Wurmbrand-Stuppach                                      | 1762    | 1847      | |
| 1823         | 892: Vincenz Maria von Kolowrat-Liebsteinsky                                       | 1750    | 1824      | Urenkel von Norbert Leopold (Nr. 620) |
| 1823         | 893: Charles Alain de Rohan, Fürst von Rohan, Herzog von Bouillon                  | 1764    | 1836      | |
| 1823         | 894: Johann Nepomuk Ernst von Harrach                                              | 1756    | 1829      | Enkel von Friedrich August Gervasius (Nr. 709)                                                                                             |
| 1823         | 895: Johann Rudolf Graf Czernin von und zu Chudenitz                               | 1757    | 1845      | |
| 1825         | 896: Gilberto Conte Borromeo Arese                                                 | 1751    | 1837      | |
| 1825         | 897: Ludwig I., König von Bayern                                                   | 1786    | 1868      | |
| 1826         | 898: Friedrich Franz Xaver Prinz zu Hohenzollern-Hechingen                         | 1757    | 1844      | |
| 1830         | 899: Albrecht, Erzherzog von Österreich, Herzog von Teschen                        | 1817    | 1895      | |
| 1830         | 900: Stefan, Erzherzog von Österreich                                              | 1817    | 1867      | |
| 1830         | 901: Ferdinand Friedrich, Herzog von Anhalt-Köthen                                 | 1769    | 1830      | |
| 1830         | 902: Karl Thomas, 5. Fürst zu Löwenstein-Wertheim-Rosenberg                        | 1783    | 1849      | |
| 1830         | 903: František Antonín Liebstejnský z Kolovrat                                     | 1778    | 1861      | Neffe von Vincent (Nr. 892) |
| 1830         | 904: Rudolf, 2. Fürst von Colloredo-Mannsfeld                                      | 1772    | 1843      | Sohn von Fürst Franz Gudackar (Nr. 794) |
| 1830         | 905: Peter Graf von Goëss                                                          | 1774    | 1846      | siehe Grafen von Goëss |
| 1830         | 906: Alfons Gabriel, Fürst von Porcia                                              |         | 1835      | |
| 1830         | 907: Ignácz Gyulay Graf von Maros-Németh und Nádaska                               | 1763    | 1831      | |
| 1830         | 908: Paul III. Anton Fürst Esterházy                                               | 1786    | 1866      | Sohn von Fürst Nikolaus II. (Nr. 859) |
| 1830         | 909: Aloys Gonzaga Joseph, Prinz von Liechtenstein                                 | 1780    | 1833      | jüngster Sohn von Karl von Liechtenstein (1730–1789) (Nr. 792)                                                                             |
| 1830         | 910: Luigi Conte Contarini                                                         | 1766    | 1836      | |
| 1830         | 911: Alfred I., Fürst zu Windisch-Graetz                                           | 1787    | 1862      | Enkel von Graf Leopold (Nr. 692) |
| 1836         | 912: Karl Ferdinand, Erzherzog von Österreich                                      | 1818    | 1874      | Erstes von Kaiser Ferdinand I. verliehenes Diplom                                                                                          |
| 1836         | 913: Franz, Erzherzog von Österreich-Este, Prinz von Modena                        | 1819    | 1875      | später Herzog Franz V. von Modena |
| 1836         | 914: Anton Graf Mitrowsky von Mittrowitz und Nemischl                              | 1770    | 1842      | |
| 1836         | 915: Ignaz, Graf von Hardegg zu Glatz und Machland                                 | 1772    | 1848      | |
| 1836         | 916: Anton Moses Graf Cziraky                                                      | 1772    | 1852      | Minister und Rechtshistoriker |
| 1836         | 917: Anton Apponyi von Nagy-Apponyi                                                | 1782    | 1852      | |
| 1836         | 918: Alois II., Fürst von Liechtenstein                                            | 1796    | 1858      | |
| 1836         | 919: Ferdinand, Fürst von Lobkowitz                                                | 1797    | 1868      | Sohn von Fürst Franz Joseph (Nr. 875) |
| 1836         | 920: Johann Adolf II., 7. Fürst zu Schwarzenberg                                   | 1799    | 1888      | Sohn von Fürst Joseph II. (Nr. 864) |
| 1836         | 921: Karl Egon II., 5. Fürst zu Fürstenberg                                        | 1796    | 1854      | Enkel von Prinz Karl Egon I. (Nr. 783) |
| 1836         | 922: Friedrich Kraft Heinrich, Fürst zu Oettingen-Wallerstein                      | 1793    | 1842      | |
| 1836         | 923: Johann Ernst Graf Hoyos-Sprinzenstein                                         | 1779    | 1849      | |
| 1836         | 924: Moritz Joseph Graf von Dietrichstein-Proskau-Leslie                           | 1775    | 1864      | 1858 10. Fürst von Dietrichstein |
| 1836         | 925: Karl Graf Chotek von Chotkowa und Wognin                                      | 1783    | 1868      | Sohn von Johann Rudolf Graf Chotek (Nr. 865)                                                                                               |
| 1838         | 926: Carlo Giuseppe Gallarati, Conte di Scotti                                     | 1775    | 1840      | |
| 1838         | 927: Geronimo Conte Contarini                                                      | 1770    | 1843      | |
| 1838         | 928: Fidelis Graf Pálffy                                                           | 1788    | 1864      | |
| 1838         | 929: Friedrich Ferdinand, Erzherzog von Österreich                                 | 1821    | 1847      | |
| 1841         | 930: Leopold Ludwig, Erzherzog von Österreich                                      | 1823    | 1898      | Sohn von Erzherzog Rainer Joseph (Nr. 854)                                                                                                 |
| 1841         | 931: Maximilian Karl, Fürst von Thurn und Taxis                                    | 1802    | 1871      | |
| 1841         | 932: Viktor Emanuel, Herzog von Savoyen                                            | 1820    | 1878      | später König Viktor Emanuel II. von Sardinien und Italien                                                                                  |
| 1844         | 933: Franz Joseph, Erzherzog von Österreich                                        | 1830    | 1916      | der spätere Kaiser Franz Joseph, Großmeister 1848–1916                                                                                     |
| 1844         | 934: Silvestro Conte Dandolo                                                       | 1766    | 1847      | |
| 1844         | 935: Ernst Karl, Erzherzog von Österreich                                          | 1824    | 1899      | Sohn von Erzherzog Rainer Joseph (Nr. 854)                                                                                                 |
| 1844         | 936: Ferdinand Karl von Österreich-Este, Erzherzog von Österreich-Este             | 1821    | 1849      | Sohn des Herzogs Franz IV. von Modena |
| 1847         | 937: Vitaliano Borromeo Arese, Conte di Arona                                      | 1792    | 1874      | |
| 1849         | 938: Josef Wenzel Graf Radetzky von Radetz                                         | 1766    | 1858      | Erstes von Kaiser Franz Joseph verliehenes Diplom                                                                                          |
| 1849         | 939: Maximilian II., König von Bayern                                              | 1811    | 1864      | |
| 1849         | 940: Luitpold, Prinz von Bayern                                                    | 1821    | 1912      | später Regent von Bayern |
| 1850         | 941: Albert, Prinz von Sachsen                                                     | 1828    | 1902      | später König Albert von Sachsen |
| 1850         | 942: Otto I., König der Hellenen                                                   | 1815    | 1867      | siehe auch 1835 im spanischen Orden |
| 1852         | 943: Ferdinand Maximilian, Erzherzog von Österreich                                | 1832    | 1867      | später Kaiser Maximilian I. von Mexiko |
| 1852         | 944: Karl Ludwig, Erzherzog von Österreich                                         | 1833    | 1896      | |
| 1852         | 945: Ferdinand Salvator, Erzherzog von Österreich                                  | 1835    | 1908      | später Großherzog Ferdinand IV. von Toskana                                                                                                |
| 1852         | 946: Joseph Karl, Erzherzog von Österreich                                         | 1833    | 1905      | Sohn von Erzherzog Joseph, Palatin von Ungarn                                                                                              |
| 1852         | 947: Sigismund, Erzherzog von Österreich                                           | 1826    | 1891      | Sohn von Erzherzog Rainer Joseph (Nr. 854)                                                                                                 |
| 1852         | 948: Rainer Ferdinand, Erzherzog von Österreich                                    | 1827    | 1913      | Sohn von Erzherzog Rainer Joseph (Nr. 854)                                                                                                 |
| 1852         | 949: Heinrich, Erzherzog von Österreich                                            | 1828    | 1891      | Sohn von Erzherzog Rainer Joseph (Nr. 854)                                                                                                 |
| 1852         | 950: Karl Franz Rudolph von Liechtenstein                                          | 1790    | 1865      | Enkel von Karl von Liechtenstein (1730–1789)                                                                                               |
| 1852         | 951: Hugo, Fürst und Altgraf zu Salm-Reifferscheidt-Raitz                          | 1803    | 1888      | Urgroßneffe von Altgraf Anton Joseph Franz (Nr. 775)                                                                                       |
| 1852         | 952: Karl II., 3. Fürst zu Schwarzenberg (2. Majorat)                              | 1802    | 1858      | Sohn von Fürst Karl I. (Nr. 874) |
| 1852         | 953: Philipp, 4. Fürst von Batthyány-Strattmann                                    | 1781    | 1870      | Enkel von Graf Ludwig Ernst (Nr. 712) |
| 1852         | 954: Friedrich Egon, Landgraf zu Fürstenberg                                       | 1774    | 1856      | Sohn von Landgraf Joachim Egon (Nr. 852)                                                                                                   |
| 1852         | 955: Maximilian von Wimpffen                                                       | 1770    | 1854      | |
| 1852         | 956: Karl Ludwig von Ficquelmont                                                   | 1777    | 1857      | |
| 1852         | 957: Eugen Graf Wratislaw von Mitrowitz                                            | 1786    | 1867      | |
| 1852         | 958: Karl von Lanckoroński-Brzezie                                                 | 1799    | 1863      | Sohn von Anton von Lanckoroński-Brzezie (Nr. 886)                                                                                          |
| 1852         | 959: Ferdinand, Fürst von Trauttmansdorff                                          | 1803    | 1856      | Enkel von Fürst Franz Ferdinand (Nr. 815)                                                                                                  |
| 1852         | 960: Karl Wilhelm, 8. Fürst von Auersperg                                          | 1814    | 1890      | Urenkel von Fürst Karl Josef Anton (Nr. 822)                                                                                               |
| 1853         | 961: Ferencz József Gyulay, Graf von Maros-Németh und Nádaska                      | 1798    | 1868      | |
| 1853         | 962: Leopold, Kronprinz von Belgien und Herzog von Brabant                         | 1835    | 1909      | später als Leopold II. König der Belgier                                                                                                   |
| 1854         | 963: Maximilian Joseph, Herzog in Bayern                                           | 1808    | 1888      | |
| 1854         | 964: Ludwig Wilhelm, Herzog in Bayern                                              | 1831    | 1920      | |
| 1857         | 965: Joseph Graf Archinto                                                          | 1783    | 1861      | |
| 1858         | 966: Laval Graf Nugent von Westmeath                                               | 1777    | 1862      | |
| 1858         | 967: Rudolf, Erzherzog von Österreich, Kronprinz von Österreich, Ungarn und Böhmen | 1858    | 1889      | |
| 1859         | 968: Karl von Bayern                                                               | 1795    | 1875      | Generalfeldmarschall |
| 1860         | 969: Karl Anton, Fürst von Hohenzollern-Sigmaringen                                | 1811    | 1885      | |
| 1862         | 970: Ludwig Viktor, Erzherzog von Österreich                                       | 1842    | 1919      | |
| 1862         | 971: Karl Salvator, Erzherzog von Österreich                                       | 1839    | 1892      | Sohn von Leopold II., Großherzog der Toskana (Nr. 876)                                                                                     |
| 1862         | 972: George, Prinz von Sachsen                                                     | 1832    | 1904      | 1902 König Georg von Sachsen |
| 1862         | 973: Carl Theodor, Herzog in Bayern                                                | 1839    | 1909      | |
| 1862         | 974: Johann II., Fürst von Liechtenstein                                           | 1840    | 1929      | |
| 1862         | 975: August von Sachsen-Coburg-Saalfeld                                            | 1818    | 1881      | |
| 1862         | 976: Engelbert August, 8. Herzog von Arenberg                                      | 1824    | 1875      | |
| 1862         | 977: Leopold Edmund Friedrich, Prinz zu Schwarzenberg                              | 1803    | 1873      | Bruder von Fürst Karl II. (Nr. 952) |
| 1862         | 978: Maximilian Anton von Thurn und Taxis                                          | 1831    | 1867      | Erbprinz von Thurn und Taxis |
| 1862         | 979: Nikolaus III. Fürst Esterházy                                                 | 1817    | 1894      | Sohn von Fürst Paul III. (Nr. 908) |
| 1862         | 980: Karl, 4. Fürst von Paar                                                       | 1806    | 1881      | |
| 1862         | 981: Antal Károly, 3. Fürst Pálffy de Erdöd                                        | 1793    | 1879      | Enkel von Fürst Károly József Jeromos (Nr. 808)                                                                                            |
| 1862         | 982: Franz Seraphin von Kuefstein                                                  | 1794    | 1871      | |
| 1862         | 983: Franz Ernst, Graf von Harrach                                                 | 1799    | 1884      | Neffe von Johann Nepomuk Ernst (Nr. 894)                                                                                                   |
| 1862         | 984: Franz de Paula Graf von Hartig                                                | 1789    | 1865      | |
| 1862         | 985: Johann Baptist Graf Coronini-Cronberg                                         | 1794    | 1880      | |
| 1862         | 986: Eduard Graf Clam-Gallas                                                       | 1805    | 1891      | |
| 1864         | 987: Ludwig II., König von Bayern                                                  | 1845    | 1886      | |
| 1864         | 988: Johann Bernhard Graf von Rechberg und Rothenlöwen                             | 1806    | 1899      | |
| 1865         | 989: Philipp, Herzog von Württemberg                                               | 1838    | 1917      | |
| 1865         | 990: Karl Egon III., 6. Fürst zu Fürstenberg                                       | 1820    | 1892      | Sohn von Fürst Karl Egon II. (Nr. 921) |
| 1865         | 991: Fürst Heinrich Eduard von Schönburg-Hartenstein                               | 1787    | 1872      | |
| 1865         | 992: Vincenz Karl Fürst von Auersperg                                              | 1812    | 1867      | Enkel von Fürst Karl Josef Anton |
| 1865         | 993: Camille de Rohan, Fürst von Rohan, Herzog von Bouillon                        | 1800    | 1892      | |
| 1865         | 994: Franz Seraphin Graf von Nadasdy                                               | 1801    | 1883      | |
| 1865         | 995: Karl Ludwig Graf von Grünne                                                   | 1808    | 1884      | |
| 1865         | 996: Rudolf Graf Apponyi von Nagy-Apponyi                                          | 1812    | 1876      | Sohn von Graf Anton (Nr. 917) |
| 1865         | 997: Alberto Crivelli, Conde d’Ossolaro                                            | 1816    | 1868      | |
| 1867         | 998: Konstantin zu Hohenlohe-Schillingsfürst                                       | 1828    | 1896      | |
| 1867         | 999: Fürst Max Egon I. zu Fürstenberg (Sekundogeniturlinie)                        | 1822    | 1873      | Bruder von Fürst Karl Egon III. (Nr. 990)                                                                                                  |
| 1867         | 1000: Imre Graf Batthyány                                                          | 1781    | 1874      | |
| 1867         | 1001: Antal Graf Majláth                                                           | 1801    | 1873      | königl. ungarischer Hofkanzler |
| 1867         | 1002: Johann Graf Cziraky                                                          | 1818    | 1884      | Oberstkämmerer für das Königreich Ungarn                                                                                                   |
| 1867         | 1003: Ludwig Salvator, Erzherzog von Österreich                                    | 1847    | 1915      | Sohn von Leopold II., Großherzog der Toskana (Nr. 876)                                                                                     |
| 1867         | 1004: Carl Fürst von Isenburg-Birstein                                             | 1838    | 1899      | |
| 1867         | 1005: Friedrich von und zu Liechtenstein                                           | 1807    | 1885      | Sohn von Fürst Johann I. Josef |
| 1867         | 1006: Alfred II., Fürst zu Windisch-Graetz                                         | 1819    | 1876      | |
| 1867         | 1007: Richard Klemens Fürst Metternich                                             | 1829    | 1895      | Sohn von Klemens Wenzel Fürst Metternich (Nr. 877)                                                                                         |
| 1867         | 1008: Wilhelm Albrecht Fürst von Montenuovo                                        | 1821    | 1895      | |
| 1867         | 1009: Ernst Franz von Waldstein, Herr zu Wartenberg                                | 1821    | 1904      | Mitglied des Herrenhauses des österreichischen Reichsrates                                                                                 |
| 1867         | 1010: Graf Franz Josef Folliot von Crenneville                                     | 1815    | 1888      | |
| 1868         | 1011: Ludwig, Prinz von Bayern                                                     | 1845    | 1921      | später König Ludwig III. von Bayern |
| 1868         | 1012: Leopold von Bayern                                                           | 1846    | 1930      | Generalfeldmarschall |
| 1869         | 1013: Umberto, Kronprinz von Italien                                               | 1844    | 1900      | später König Umberto I. von Italien |
| 1869         | 1014: Otto, Prinz von Bayern                                                       | 1848    | 1916      | später König Otto von Bayern |
| 1869         | 1015: Johann Salvator von Österreich-Toskana                                       | 1852    | 1890      | Sohn von Leopold II., Großherzog der Toskana (Nr. 876)                                                                                     |
| 1869         | 1016: Franz Graf von Meran                                                         | 1839    | 1891      | Sohn von Erzherzog Johann (1782–1859; Nr. 834) und Anna Plochl (1804–1885), Freiin von Brandhofen (ab 1834) und Gräfin von Meran (ab 1850) |
| 1869         | 1017: Landgraf Johann zu Fürstenberg                                               | 1802    | 1879      | Sohn von Landgraf Friedrich Egon (Nr. 954)                                                                                                 |
| 1869         | 1018: Alfred II. Józef Graf Potocki                                                | 1817    | 1889      | |
| 1869         | 1019: Tassilo Graf Festetics de Tolna                                              | 1813    | 1883      | |
| 1869         | 1020: Franz Graf Haller von Halerkeö                                               | 1796    | 1875      | |
| 1873         | 1021: Friedrich, Erzherzog von Österreich, Herzog von Teschen                      | 1856    | 1936      | |
| 1873         | 1022: Arnulf von Bayern                                                            | 1852    | 1907      | Sohn des Prinzregenten Luitpold |
| 1873         | 1023: Josef, 4. Fürst von Colloredo-Mannsfeld                                      | 1813    | 1895      | Neffe von Fürst Rudolf (Nr. 904) |
| 1873         | 1024: Richard, 5. Fürst von Khevenhüller-Metsch                                    | 1813    | 1877      | Urenkel von Fürst Johann Joseph (Nr. 715)                                                                                                  |
| 1873         | 1025: Erwin Graf und Herr von Neipperg                                             | 1813    | 1897      | |
| 1873         | 1026: Johann, Graf von Larisch-Moennich                                            | 1821    | 1884      | |
| 1873         | 1027: Ferdinand Bonaventura, 7. Fürst Kinsky von Wchinitz und Tettau               | 1834    | 1904      | Ururenkel von Fürst Franz de Paula (Nr. 790)                                                                                               |
| 1875         | 1028: Maximilian Emanuel, Herzog in Bayern                                         | 1849    | 1893      | Sohn von Maximilian Joseph, Herzog in Bayern                                                                                               |
| 1877         | 1029: Gyula Graf Andrássy                                                          | 1823    | 1890      | |
| 1878         | 1030: Franz Ferdinand, Erzherzog von Österreich                                    | 1863    | 1914      | später Erbe des österreichisch-ungarischen Thrones                                                                                         |
| 1878         | 1031: Leopold Salvator, Erzherzog von Österreich                                   | 1863    | 1931      | Sohn des Erzherzog Karl Salvator von Österreich                                                                                            |
| 1878         | 1032: Karl Stephan, Erzherzog Karl von Österreich                                  | 1860    | 1933      | |
| 1878         | 1033: Eugen, Erzherzog von Österreich                                              | 1863    | 1954      | Hochmeister des Deutschen Ordens 1894–1923                                                                                                 |
| 1878         | 1034: Móric Graf Esterházy von Galántha                                            | 1807    | 1890      | |
| 1878         | 1035: Johann Anton Graf von Goëss                                                  | 1816    | 1887      | siehe Grafen von Goëss |
| 1878         | 1036: Rudolf Eugen von Wrbna-Freudenthal                                           | 1813    | 1883      | Enkel von Graf Rudolf Jan (Nr. 861) |
| 1878         | 1037: Georg von Majláth                                                            | 1818    | 1883      | später Graf von Majláth |
| 1878         | 1038: Emmerich von Thurn und Taxis                                                 | 1820    | 1900      | |
| 1878         | 1039: Adolf, Prinz von Auersperg                                                   | 1821    | 1885      | Bruder von Fürst Karl Wilhelm (Nr. 960), Ministerpräsident von Österreich-Ungarn                                                           |
| 1878         | 1040: Richard Graf Belcredi                                                        | 1823    | 1902      | |
| 1878         | 1041: Rudolf Maximilian Konstantin, 10. Herzog von Croÿ                            | 1823    | 1902      | |
| 1878         | 1042: Ferdinand, Graf von Trauttmansdorff-Weinsberg                                | 1825    | 1896      | Enkel von Fürst Franz Ferdinand (Nr. 815)                                                                                                  |
| 1878         | 1043: Alájos Graf Károlyi von Nagykárolyi                                          | 1825    | 1889      | |
| 1878         | 1044: Alexander Fürst von Schönburg-Hartenstein                                    | 1826    | 1896      | Sohn von Fürst Heinrich Eduard (Nr. 991)                                                                                                   |
| 1878         | 1045: Eduard Taaffe, Graf Taaffe                                                   | 1833    | 1895      | |
| 1881         | 1046: Otto Franz, Erzherzog von Österreich                                         | 1865    | 1906      | |
| 1881         | 1047: Michael II., Herzog von Braganza                                             | 1853    | 1927      | |
| 1881         | 1048: Ferdinand Philipp von Sachsen-Coburg und Gotha                               | 1844    | 1921      | |
| 1881         | 1049: Peter Graf Pejacsevich de Veröcze                                            | 1804    | 1887      | |
| 1881         | 1050: Karl III., 4. Fürst zu Schwarzenberg (2. Majorat)                            | 1824    | 1904      | Sohn von Fürst Karl II. (Nr. 952) |
| 1881         | 1051: Hugo Graf von Abensperg und Traun                                            | 1828    | 1904      | |
| 1881         | 1052: Moritz, Fürst von Lobkowitz                                                  | 1831    | 1903      | Sohn von Fürst Ferdinand (Nr. 919) |
| 1881         | 1053: Julius Graf Szapary                                                          | 1832    | 1905      | |
| 1881         | 1054: Karl, 6. Fürst zu Löwenstein-Wertheim-Rosenberg                              | 1834    | 1921      | Enkel von Fürst Karl Thomas (Nr. 902) |
| 1884         | 1055: Karl I., König von Rumänien                                                  | 1839    | 1914      | |
| 1884         | 1056: Ferdinand Karl, Erzherzog von Österreich                                     | 1868    | 1915      | Sohn von Erzherzog Karl Ludwig |
| 1884         | 1057: Leopold Ferdinand, Erzherzog von Österreich                                  | 1868    | 1935      | Sohn von Ferdinand IV., Großherzog der Toskana                                                                                             |
| 1884         | 1058: Franz Salvator, Erzherzog von Österreich                                     | 1866    | 1939      | Sohn von Erzherzog Karl Salvator von Österreich                                                                                            |
| 1884         | 1059: Ladislaus Graf Szőgyény-Marich von Magyarszőgyén und Szolgaegyháza           | 1806    | 1893      | |
| 1884         | 1060: Leopold Graf von Thun und Hohenstein                                         | 1811    | 1888      | |
| 1884         | 1061: Jaromir Graf Czernin von und zu Chudenitz                                    | 1818    | 1908      | |
| 1884         | 1062: Karl, 6. Fürst von Khevenhüller-Metsch                                       | 1839    | 1905      | Sohn von Fürst Richard (Nr. 1024) |
| 1884         | 1063: Alfred III., Fürst zu Windisch-Graetz                                        | 1851    | 1927      | |
| 1884         | 1064: Maximilian Maria, Fürst von Thurn und Taxis                                  | 1862    | 1885      | |
| 1887         | 1065: Anton Graf Szecsen von Temerin                                               | 1819    | 1896      | |
| 1887         | 1066: Arthur Maximilian Graf von Bylandt                                           | 1821    | 1891      | |
| 1887         | 1067: Paul Baron Sennyey von Kis-Sennye                                            | 1824    | 1888      | |
| 1887         | 1068: Ludwig, Prinz zu Windisch-Graetz                                             | 1830    | 1904      | Bruder von Fürst Alfred II. (Nr. 1063) |
| 1887         | 1069: Gustav Sigmund Graf Kálnoky von Köröspatak                                   | 1832    | 1898      | |
| 1887         | 1070: Nikolaus Graf Pejascevich von Veröcze                                        | 1833    | 1890      | |
| 1889         | 1071: Friedrich August, Prinz von Sachsen                                          | 1865    | 1932      | später König Friedrich August III. von Sachsen                                                                                             |
| 1889         | 1072: Albrecht Salvator, Erzherzog von Österreich                                  | 1871    | 1896      | Sohn von Erzherzog Karl Salvator von Österreich-Toskana                                                                                    |
| 1889         | 1073: Ludwig Baron von Jósika de Branyitska                                        | 1807    | 1891      | |
| 1889         | 1074: Móric Graf Pálffy                                                            | 1812    | 1897      | Neffe von Fidelis Graf Pálffy (Nr. 928) |
| 1889         | 1075: Stephan, Graf von Erdödy                                                     | 1813    | 1896      | |
| 1889         | 1076: Viktor I., Fürst zu Hohenlohe-Schillingsfürst, Herzog von Ratibor            | 1818    | 1893      | Bruder von Prinz Konstantin (Nr. 998) |
| 1889         | 1077: Anton, Graf von Wolkenstein-Trostburg                                        | 1832    | 1913      | |
| 1889         | 1078: Ernst, Graf von Hoyos-Sprinzenstein                                          | 1830    | 1903      | Enkel von Johann Ernst Graf von Hoyos-Sprinzenstein (Nr. 923)                                                                              |
| 1889         | 1079: Adolf Josef, 8. Fürst zu Schwarzenberg                                       | 1832    | 1914      | Sohn von Fürst Johann Adolf II. (Nr. 920)                                                                                                  |
| 1889         | 1080: Julius (Gyula), Graf Károlyi von Nagykároly                                  | 1837    | 1890      | |
| 1889         | 1081: Albert, Fürst von Thurn und Taxis                                            | 1867    | 1952      | |
| 1891         | 1082: Joseph Ferdinand, Erzherzog von Österreich                                   | 1872    | 1942      | |
| 1891         | 1083: Joseph August, Erzherzog von Österreich                                      | 1872    | 1962      | |
| 1891         | 1084: Leopold von Sternberg                                                        | 1811    | 1899      | |
| 1891         | 1085: Edmund, Fürst von Clary und Aldringen                                        | 1813    | 1894      | |
| 1891         | 1086: Richard, Graf von Clam-Martinic                                              | 1832    | 1891      | |
| 1891         | 1087: Dragutin Károly Khuen-Héderváry                                              | 1849    | 1918      | |
| 1892         | 1088: Imre, Graf Széchény von Sárárvar-Felsövidk                                   | 1825    | 1898      | Enkel von Graf Ferenc (Nr. 869) |
| 1892         | 1089: Emil Egon, Prinz zu Fürstenberg                                              | 1825    | 1899      | Bruder von Fürst Karl Egon III. (Nr. 990)                                                                                                  |
| 1892         | 1090: Leopold, Prinz von Croÿ                                                      | 1827    | 1894      | kuk General |
| 1892         | 1091: Franz Graf von Falkenhayn                                                    | 1827    | 1898      | |
| 1892         | 1092: Ferdinand, Graf Zichy von Zich und Vasonykeö                                 | 1829    | 1911      | |
| 1892         | 1093: Philipp, Graf von Grunne                                                     | 1833    | 1902      | |
| 1892         | 1094: Rudolf von Liechtenstein                                                     | 1838    | 1908      | 1899 Fürst von und zu Liechtenstein, Sohn von Karl von Liechtenstein (1790–1865)                                                           |
| 1892         | 1095: Rudolf Ferdinand, Prinz von Lobkowitz                                        | 1840    | 1908      | Neffe von Fürst Ferdinand (Nr. 919) |
| 1892         | 1096: Karl Friedrich, Fürst zu Oettingen-Wallerstein                               | 1840    | 1905      | Sohn von Fürst Friedrich Kraft Heinrich (Nr. 922)                                                                                          |
| 1893         | 1097: Albrecht Herzog von Württemberg                                              | 1865    | 1939      | |
| 1893         | 1098: Peter Ferdinand von Österreich-Toskana                                       | 1874    | 1948      | Sohn von Ferdinand IV., Großherzog der Toskana                                                                                             |
| 1895         | 1099: Ladislaus Philipp, Erzherzog von Österreich                                  | 1875    | 1895      | Sohn des Erzherzogs Joseph Karl von Österreich (Nr. 946)                                                                                   |
| 1896         | 1100: Aladar Graf Andrássy                                                         | 1827    | 1903      | |
| 1896         | 1101: Johann Nepomuk Franz Graf von Harrach                                        | 1828    | 1909      | Sohn von Franz Ernst (Nr. 983) |
| 1896         | 1102: Adam, Fürst von Sapieha-Kodenski y Zamoyska                                  | 1828    | 1903      | |
| 1896         | 1103: Karl, 5. Fürst von Paar                                                      | 1834    | 1917      | |
| 1896         | 1104: Zeno Graf Welser von Welsersheimb                                            | 1835    | 1921      | |
| 1896         | 1105: Paul IV. Fürst Esterházy                                                     | 1843    | 1898      | Sohn von Fürst Nikolaus III. (Nr. 979) |
| 1896         | 1106: Franz Anton III. Fürst von Thun und Hohenstein                               | 1847    | 1916      | |
| 1896         | 1107: Tassilo Graf Festetics von Tolna                                             | 1850    | 1933      | später Fürst Festetics von Tolna, zweiter Ehemann von Mary Victoria Hamilton                                                               |
| 1896         | 1108: Chlodwig Fürst zu Hohenlohe-Schillingsfürst                                  | 1819    | 1901      | Bruder von Fürst Viktor I. (Nr. 1076) |
| 1896         | 1109: Agenor Goluchowski, Graf von Goluchowo                                       | 1849    | 1921      | Sohn von Agenor Gołuchowski der Ältere |
| 1896         | 1110: Philippe, Duc d’Orléans                                                      | 1869    | 1926      | |
| 1897         | 1111: Heinrich Ferdinand von Österreich-Toskana                                    | 1878    | 1969      | Sohn von Ferdinand IV., Großherzog der Toskana                                                                                             |
| 1898         | 1112: Eustachy, Fürst Sanguszko-Lubartowicz                                        | 1842    | 1903      | |
| 1898         | 1113: Johann Georg Prinz von Sachsen                                               | 1869    | 1938      | Sohn von König Georg |
| 1899         | 1114: Emanuele Filiberto, 2. Duca d’Aosta                                          | 1869    | 1931      | |
| 1900         | 1115: Rupprecht von Bayern                                                         | 1869    | 1955      | später Kronprinz von Bayern |
| 1900         | 1116: Georg Franz Josef von Bayern                                                 | 1880    | 1943      | |
| 1900         | 1117: Wilhelm Stanislaw Graf Siemienski-Lewicki                                    | 1827    | 1901      | |
| 1900         | 1118: Karl Fürst Fugger von Babenhausen                                            | 1829    | 1906      | |
| 1900         | 1119: Sándor Graf Károlyi von Nagykárolyi                                          | 1831    | 1906      | |
| 1900         | 1120: Eduard, Graf von Paar                                                        | 1837    | 1919      | |
| 1900         | 1121: Graf Franz Deym                                                              | 1838    | 1903      | |
| 1900         | 1122: Ladislaus de Szögyeny-Marich                                                 | 1842    | 1916      | |
| 1900         | 1123: Josef Oswald II., Graf von Thun-Hohenstein-Salm-Reifferscheidt               | 1849    | 1913      | |
| 1900         | 1124: Bela Graf Cziraky                                                            | 1852    | 1911      | |
| 1900         | 1125: Alfred Fürst von Montenuovo                                                  | 1854    | 1927      | |
| 1900         | 1126: Karl, 9. Fürst von Auersperg                                                 | 1859    | 1927      | Sohn von Prinz Adolf (Nr. 1039) |
| 1900         | 1127: Miklós Antal Mária Fürst Pálffy de Erdöd                                     | 1861    | 1955      | Großneffe von Fürst Antal Károly (Nr. 981)                                                                                                 |
| 1900         | 1128: Maximilian Egon II., Fürst zu Fürstenberg                                    | 1863    | 1941      | Sohn von Fürst Maximilian Egon I. (Nr. 999)                                                                                                |
| 1900         | 1129: Robert Herzog von Württemberg                                                | 1873    | 1947      | Sohn von Herzog Philipp von Württemberg |

### 20. Jahrhundert
| Aufnahmejahr | Nr. des Diploms, Name                                                           | Geboren | Gestorben | Bemerkungen |
| ------------ | ------------------------------------------------------------------------------- | ------- | --------- | --- |
| 1903         | 1130: Alfred von und zu Liechtenstein                                           | 1842    | 1907      | Schwiegersohn von Fürst Alois II. von Liechtenstein                                                                        |
| 1903         | 1131: Gyula Graf Széchényi von Sárvár und Felsővidék                            | 1829    | 1921      | Großneffe von Graf Ferenc (Nr. 869)                                                                                        |
| 1903         | 1132: Georg Christian, Fürst von Lobkowitz                                      | 1835    | 1908      | Ururenkel von Fürst Georg Christian (Nr. 687)                                                                              |
| 1903         | 1133: Graf Karl Brzezie-Lanckoronski                                            | 1848    | 1933      | |
| 1903         | 1134: Alexander Marchese Pallavicini                                            | 1853    | 1933      | |
| 1903         | 1135: Alois Fürst von Schönburg-Hartenstein                                     | 1858    | 1944      | Sohn von Fürst Alexander (Nr. 1044)                                                                                        |
| 1903         | 1136: Nikolaus IV. Fürst Esterházy                                              | 1869    | 1920      | Sohn von Fürst Paul IV. (Nr. 1105)                                                                                         |
| 1905         | 1137: Karl, Erzherzog von Österreich                                            | 1887    | 1922      | der spätere Kaiser Karl I., Großmeister 1916–1922                                                                          |
| 1907         | 1138: Wilhelm von Hohenzollern-Sigmaringen                                      | 1864    | 1927      | |
| 1907         | 1139: Albert, Herzog von Brabant                                                | 1875    | 1934      | später als Albert I. König der Belgier                                                                                     |
| 1907         | 1140: Elias von Bourbon-Parma                                                   | 1880    | 1959      | Oberhaupt des Hauses Bourbon-Parma                                                                                         |
| 1907         | 1141: Konrad Luitpold Franz von Bayern                                          | 1883    | 1969      | Sohn des Prinzen Leopold                                                                                                   |
| 1907         | 1142: Albin Graf Csaky von Körösszeg und Adorján                                | 1841    | 1912      | |
| 1907         | 1143: Alexander Graf Apponyi de Nagy-Apponyi                                    | 1844    | 1925      | Sohn von Graf Rudolf (Nr. 996)                                                                                             |
| 1907         | 1144: Karl, Fürst von Trauttmansdorff-Weinsberg                                 | 1845    | 1921      | Sohn von Fürst Ferdinand (Nr. 959)                                                                                         |
| 1907         | 1145: Franz Joseph, Fürst von Auersperg                                         | 1856    | 1938      | Sohn von Fürst Vincenz (Nr. 992)                                                                                           |
| 1907         | 1146: Karl, 8. Fürst Kinsky von Wchinitz und Tettau                             | 1858    | 1919      | Sohn von Fürst Ferdinand Bonaventura (Nr. 1027)                                                                            |
| 1907         | 1147: Hugo Graf von Mensdorff-Pouilly, 2. Fürst von Dietrichstein zu Nikolsburg | 1858    | 1920      | Urgroßneffe von Fürst Moritz (Nr. 924)                                                                                     |
| 1907         | 1148: Karl IV., 4. Fürst zu Schwarzenberg (2. Majorat)                          | 1859    | 1913      | Sohn von Fürst Karl III. (Nr. 1050)                                                                                        |
| 1907         | 1149: Andrzej Kazimierz Potocki                                                 | 1861    | 1908      | |
| 1907         | 1150: Ernst Rüdiger, 6. Fürst von Starhemberg                                   | 1861    | 1927      | |
| 1907         | 1151: Johannes, 7. Fürst zu Hohenlohe-Bartenstein und Jagstberg                 | 1863    | 1921      | |
| 1907         | 1152: Johann Graf von Meran                                                     | 1867    | 1947      | Sohn von Graf Franz (Nr. 1016)                                                                                             |
| 1908         | 1153: Ernst, Prinz zu Windisch-Graetz                                           | 1827    | 1918      | Bruder von Fürst Alfred II. (Nr. 1006)                                                                                     |
| 1908         | 1154: Ladislaus Graf Pejácsevich de Veröcze                                     | 1828    | 1916      | |
| 1908         | 1155: Prinz Alajos Esterházy de Galántha                                        | 1844    | 1912      | Bruder von Fürst Paul IV. (Nr. 1105)                                                                                       |
| 1908         | 1156: Rudolf Graf von Khevenhüller-Metsch                                       | 1844    | 1910      | Sohn von Fürst Richard (Nr. 1024)                                                                                          |
| 1908         | 1157: Alain de Rohan, Fürst Rohan, Herzog von Bouillon                          | 1853    | 1914      | Enkel von Fürst Camille (Nr. 993)                                                                                          |
| 1908         | 1158: Roman Graf Potocki                                                        | 1852    | 1915      | Sohn von Graf Alfred Józef (Nr. 1018)                                                                                      |
| 1908         | 1159: Nikolaus Graf Szécsen von Temerin                                         | 1857    | 1926      | |
| 1908         | 1160: Ferdinand Fürst von Lobkowitz                                             | 1858    | 1938      | Sohn von Fürst Moritz (Nr. 1052)                                                                                           |
| 1909         | 1161: Ferdinand, Kronprinz von Rumänien                                         | 1865    | 1927      | später König Ferdinand I. von Rumänien                                                                                     |
| 1910         | 1162: Karl Albrecht, Erzherzog von Österreich                                   | 1888    | 1951      | |
| 1911         | 1163: Ferdinand I., König von Bulgarien                                         | 1861    | 1948      | |
| 1911         | 1164: Alois von und zu Liechtenstein                                            | 1869    | 1955      | |
| 1911         | 1165: Rudolf Graf Montecuccoli                                                  | 1843    | 1922      | |
| 1911         | 1166: Leopold, Graf von Gudenus                                                 | 1843    | 1913      | |
| 1911         | 1167: Antal Graf Cziraky                                                        | 1850    | 1930      | |
| 1911         | 1168: Eugen Jaromir Franz Graf Czernin von und zu Chudenitz                     | 1851    | 1925      | Sohn von Graf Jaromir (Nr. 1061)                                                                                           |
| 1911         | 1169: Karl de Longueval, Graf von Buquoy                                        | 1854    | 1911      | |
| 1912         | 1170: Leopold Graf Berchtold                                                    | 1863    | 1942      | |
| 1913         | 1171: Ferdinand, Prinz von Lobkowitz                                            | 1850    | 1926      | Neffe von Fürst Ferdinand (Nr. 919)                                                                                        |
| 1914         | 1172: Friedrich August Georg von Sachsen                                        | 1893    | 1943      | Sohn von König Friedrich August III.                                                                                       |
| 1915         | 1173: Maximilian Eugen, Erzherzog von Österreich                                | 1895    | 1952      | |
| 1915         | 1174: Franz Karl, Erzherzog von Österreich                                      | 1893    | 1918      | Sohn von Erzherzog Franz Salvator (Nr. 1058)                                                                               |
| 1915         | 1175: Hubert Salvator, Erzherzog von Österreich                                 | 1894    | 1971      | Sohn von Erzherzog Franz Salvator (Nr. 1058)                                                                               |
| 1915         | 1176: Leo Karl, Erzherzog von Österreich                                        | 1893    | 1939      | Sohn von Erzherzog Karl Stephan (Nr. 1032)                                                                                 |
| 1915         | 1177: Wilhelm Franz, Erzherzog von Österreich                                   | 1895    | 1948      | Sohn von Erzherzog Karl Stephan (Nr. 1032)                                                                                 |
| 1915         | 1178: Joseph Franz, Erzherzog von Österreich                                    | 1895    | 1957      | Sohn des Erzherzogs Joseph August (Nr. 1083)                                                                               |
| 1915         | 1179: August Graf Zichy von Zich und Vásonkeő                                   | 1852    | 1925      | |
| 1915         | 1180: Johann II., 9. Fürst zu Schwarzenberg                                     | 1860    | 1938      | Sohn von Fürst Johann Adolf II. (Nr. 920)                                                                                  |
| 1915         | 1181: Ferdinand Vincenz Rudolf Kinsky von Wchinitz und Tettau                   | 1886    | 1916      | Bruder von Fürst Karl (Nr. 1146)                                                                                           |
| 1916         | 1182: Albrecht, Erzherzog von Österreich                                        | 1897    | 1955      | Sohn des Erzherzogs Friedrich (Nr. 1021)                                                                                   |
| 1916         | 1183: Rainer Karl, Erzherzog von Österreich                                     | 1895    | 1930      | Sohn des Erzherzogs Leopold Salvator (Nr. 1031)                                                                            |
| 1916         | 1184: Leopold Alfons, Erzherzog von Österreich                                  | 1897    | 1958      | Sohn des Erzherzogs Leopold Salvator (Nr. 1031)                                                                            |
| 1916         | 1185: Otto, Erzherzog von Österreich                                            | 1912    | 2011      | später Otto von Habsburg, Oberhaupt des Hauses Habsburg, Großmeister 1922–2000, erstes von Kaiser Karl ausgegebenes Diplom |
| 1916         | 1186: Aurel Graf Dessewffy von Csernek und Tarkeő                               | 1846    | 1928      | |
| 1916         | 1187: Sámuel Baron Jósika von Branyicska                                        | 1848    | 1923      | |
| 1916         | 1188: Gyula Graf Andrássy von Csíkszentkirály und Krasznahorka                  | 1860    | 1929      | |
| 1916         | 1189: Ladislaus, 7. Fürst von Batthyany-Strattmann                              | 1870    | 1931      | |
| 1917         | 1190: Philipp II. Albrecht, Herzog von Württemberg                              | 1893    | 1975      | später Oberhaupt des Hauses Württemberg                                                                                    |
| 1917         | 1191: Franz von Liechtenstein                                                   | 1853    | 1938      | 1929 als Franz I. Fürst von Liechtenstein                                                                                  |
| 1917         | 1192: Johann Nepomuk Graf Wilczek                                               | 1837    | 1922      | |
| 1917         | 1193: Konrad, Prinz zu Hohenlohe-Schillingsfürst                                | 1863    | 1918      | Sohn von Prinz Konstantin (Nr. 998)                                                                                        |
| 1917         | 1194: Friedrich Karl, Graf von Schönborn-Buchheim                               | 1869    | 1932      | |
| 1917         | 1195: Prinz Gottfried zu Hohenlohe-Schillingsfürst                              | 1867    | 1932      | Bruder von Prinz Konrad (Nr. 1193)                                                                                         |
| 1917         | 1196: Ottokar Theobald Graf Czernin von und zu Chudenitz                        | 1872    | 1932      | |
| 1918         | 1197: Miklós Móric Graf Esterházy de Galántha                                   | 1855    | 1925      | Sohn von Graf Móric (Nr. 1034)                                                                                             |
| 1918         | 1198: Zdenko von Lobkowitz                                                      | 1858    | 1933      | Bruder des Prinzen Ferdinand (Nr. 1171)                                                                                    |
| 1918         | 1199: Heinrich Karl Graf Clam-Martinic                                          | 1863    | 1932      | |
| 1918         | 1200: Karl Graf Kuefstein                                                       | 1838    | 1925      | |
| 1918         | 1201: József Graf Hunyady                                                       | 1873    | 1942      | |
| 1918         | 1202: Stephan Burián Graf von Rajecz                                            | 1852    | 1922      | |
| 1919         | 1203: Georg Graf Wallis                                                         | 1856    | 1928      | |
| 1919         | 1204: Nikolaus Graf Revertera von Salandra                                      | 1866    | 1951      | |
| 1920         | 1205: Johannes Prinz von Schönburg-Hartenstein                                  | 1864    | 1937      | Bruder von Fürst Alois (Nr. 1135)                                                                                          |
| 1920         | 1206: Karl Emil, Prinz zu Fürstenberg                                           | 1867    | 1945      | Bruder von Fürst Maximilian Egon II. (Nr. 1128)                                                                            |
| 1921         | 1207: Johannes von Liechtenstein                                                | 1873    | 1959      | Bruder von Alois von und zu Liechtenstein                                                                                  |
| 1921         | 1208: Albert Georg Graf Apponyi de Nagy-Appony                                  | 1846    | 1933      | Großneffe von Graf Anton (Nr. 917)                                                                                         |
| 1921         | 1209: Sándor Graf Esterházy de Galántha                                         | 1868    | 1925      | Neffe von Graf Móric (Nr. 1034)                                                                                            |
| 1932         | 1210: Robert Habsburg-Lothringen                                                | 1915    | 1996      | Sohn des Kaisers Karl I. (Nr. 1137), erstes von Otto von Habsburg ausgegebenes Diplom                                      |
| 1932         | 1211: Gottfried, Erzherzog von Österreich                                       | 1902    | 1984      | Sohn des Erzherzogs Peter Ferdinand von Österreich-Toskana (Nr. 1098), Oberhaupt des großherzoglichen Hauses Toskana       |
| 1932         | 1212: Maximilian Herzog von Hohenberg                                           | 1902    | 1962      | |
| 1932         | 1213: Erwein Freiherr von Gudenus                                               | 1869    | 1953      | |
| 1932         | 1214: Heinrich Graf von Degenfeld-Schonburg                                     | 1890    | 1978      | |
| 1932         | 1215: Joseph Graf Károlyi von Nagykároly                                        | 1884    | 1934      | Sohn von Gyula Graf Károlyi (Nr. 1080)                                                                                     |
| 1932         | 1216: Joseph Graf Cziraky von Czirak und Dénesfalva                             | 1883    | 1960      | |
| 1934         | 1217: Georg, Erzherzog von Österreich                                           | 1905    | 1952      | Sohn des Erzherzogs Peter Ferdinand von Österreich-Toskana (Nr. 1098)                                                      |
| 1934         | 1218: János Graf Zichy von Zich und Vázsonykeő                                  | 1868    | 1944      | |
| 1945         | 1219: Felix Habsburg-Lothringen                                                 | 1916    | 2011      | Sohn des Kaisers Karl I. von Österreich                                                                                    |
| 1945         | 1220: Carl Ludwig Habsburg-Lothringen                                           | 1918    | 2007      | Sohn des Kaisers Karl I. von Österreich                                                                                    |
| 1945         | 1221: Rudolph Habsburg-Lothringen                                               | 1919    | 2010      | Sohn des Kaisers Karl I. von Österreich                                                                                    |
| 1945         | 1222: Ernst Fürst von Hohenberg                                                 | 1904    | 1954      | Bruder von Herzog Maximilian von Hohenberg (Nr. 1212)                                                                      |
| 1945         | 1223: Anton Graf Sigray                                                         | 1879    | 1947      | |
| 1946         | 1224: Georg Marchese Pallavicini                                                | 1881    | 1946      | |
| 1946         | 1225: Leopold Graf Künigl                                                       | 1880    | 1965      | |
| 1948         | 1226: Duarte Nuno, Herzog von Braganza                                          | 1907    | 1976      | Sohn von Herzog Michael II. (Nr. 1047), Oberhaupt des königlichen Hauses von Portugal                                      |
| 1948         | 1227: Franz Josef II., Fürst von und zu Liechtenstein                           | 1906    | 1989      | |
| 1948         | 1228: Theodor Salvator, Erzherzog von Österreich                                | 1899    | 1978      | Sohn des Erzherzogs Franz Salvator (Nr. 1058)                                                                              |
| 1948         | 1229: Ferdinand Graf von Colloredo-Mannsfeld                                    | 1878    | 1967      | Enkel von Fürst Joseph (Nr. 1023)                                                                                          |
| 1949         | 1230: Franz Freiherr von der Vorst-Gudenau-Mirbach                              | 1878    | 1952      | |
| 1950         | 1231: Friedrich Christian von Sachsen, Markgraf von Meißen                      | 1893    | 1968      | Oberhaupt der Wettiner |
| 1950         | 1232: Friedrich Prinz von Hohenzollern-Sigmaringen                              | 1891    | 1965      | |
| 1950         | 1233: Georg, Graf von Waldburg-Zeil-Hohenems                                    | 1878    | 1955      | |
| 1950         | 1234: Bernhard Graf zu Stolberg-Stolberg                                        | 1881    | 1952      | |
| 1950         | 1235: Alphons Marchese Pallavicini                                              | 1883    | 1958      | |
| 1950         | 1236: Rudolf Graf von der Straten-Ponthoz                                       | 1877    | 1961      | |
| 1951         | 1237: Ferdinand von Habsburg                                                    | 1918    | 2004      | Sohn des Erzherzogs Maximilian Eugen (Nr. 1173)                                                                            |
| 1951         | 1238: Heinrich von Liechtenstein                                                | 1916    | 1991      | Schwiegersohn des Kaisers Karl I. von Österreich                                                                           |
| 1951         | 1239: Joseph III., 11. Fürst zu Schwarzenberg                                   | 1900    | 1979      | Neffe von Fürst Johann II. (Nr. 1180)                                                                                      |
| 1951         | 1240: Erich, Fürst von Waldburg-Zeil und Trauchburg                             | 1899    | 1953      | |
| 1951         | 1241: José de Saldanha da Gama                                                  | 1893    | 1958      | |
| 1951         | 1242: Gábor Freiherr Apor de Al-Torja                                           | 1889    | 1969      | |
| 1953         | 1243: Albrecht von Bayern                                                       | 1905    | 1996      | später Herzog von Bayern und Oberhaupt des Hauses Wittelsbach                                                              |
| 1953         | 1244: Ladislaus, 8. Fürst von Batthyány-Strattmann                              | 1904    | 1966      | Sohn von Fürst Ladislaus (Nr. 1189)                                                                                        |
| 1953         | 1245: Eduard, Fürst von Auersperg                                               | 1863    | 1956      | Bruder von Fürst Franz-Joseph (Nr. 1145)                                                                                   |
| 1953         | 1246: Graf Karl von Trauttmansdorff-Weinsberg                                   | 1897    | 1970      | Sohn von Graf Ferdinand (Nr. 1042)                                                                                         |
| 1953         | 1247: Karel Maria Josef Graf Czernin von und zu Chudenitz                       | 1886    | 1978      | |
| 1953         | 1248: János Graf Esterházy de Galántha                                          | 1900    | 1967      | Sohn von Graf Sándor (Nr. 1209)                                                                                            |
| 1953         | 1249: Philipp Graf von Gudenus                                                  | 1905    | 1990      | Großneffe von Graf Leopold (Nr. 1166)                                                                                      |
| 1954         | 1250: Eugène Frédéric Marie Lamoral, 11. Fürst von Ligne                        | 1893    | 1960      | Sohn von Ernest Louis de Ligne (Nr. 1170 im spanischen Ordenszweig)                                                        |
| 1954         | 1251: Franz Josef Graf Forni                                                    | 1904    | 1992      | |
| 1954         | 1252: Karl Vicomte Terlinden                                                    | 1878    | 1972      | |
| 1955         | 1253: Heinrich Karl Maria von Habsburg                                          | 1925    | 2014      | Sohn des Erzherzogs Maximilian Eugen (Nr. 1173)                                                                            |
| 1955         | 1254: Dietrich, Graf von Limburg-Stirum                                         | 1904    | 1968      | |
| 1955         | 1255: Gaston Christyn, Comte de Ribaucourt                                      | 1882    | 1961      | |
| 1957         | 1256: Rudolf Graf Hoyos-Sprinzenstein                                           | 1884    | 1972      | |
| 1957         | 1257: Peter Revertera-Salandra                                                  | 1893    | 1966      | Sohn von Nikolaus Revertera-Salandra (Nr. 1204)                                                                            |
| 1957         | 1258: Franz Graf von Meran                                                      | 1891    | 1983      | Sohn von Johann Graf Meran (Nr. 1152)                                                                                      |
| 1958         | 1259: Friedrich Salvator von Habsburg                                           | 1927    | 1999      | Sohn des Erzherzogs Hubert Salvator (Nr. 1175)                                                                             |
| 1958         | 1260: Franz Salvator von Habsburg                                               | 1927    | 2012      | Sohn des Erzherzogs Theodor Salvator (Nr. 1228)                                                                            |
| 1960         | 1261: Joseph Arpád von Habsburg                                                 | 1933    | 2017      | Sohn von Erzherzog Joseph Franz (Nr. 1178)                                                                                 |
| 1960         | 1262: Franz Herzog von Bayern                                                   | 1933    |           | Oberhaupt der Wittelsbacher                                                                                                |
| 1960         | 1263: Ludwig Karl Maria von Bayern                                              | 1913    | 2008      | |
| 1960         | 1264: Karl Fürst zu Löwenstein-Wertheim-Rosenberg                               | 1904    | 1990      | Enkel von Fürst Karl (Nr. 1054)                                                                                            |
| 1960         | 1265: Karl VI., Fürst zu Schwarzenberg                                          | 1911    | 1986      | Enkel von Fürst Karl IV. (Nr. 1148)                                                                                        |
| 1960         | 1266: Johann Anton Graf von Goëss                                               | 1892    | 1970      | siehe Grafen von Goëss |
| 1960         | 1267: Béla Graf Hadik de Futak                                                  | 1905    | 1971      | |
| 1960         | 1268: Johann Graf Larisch von Moennich                                          | 1917    | 1997      | |
| 1961         | 1269: Karl Habsburg-Lothringen                                                  | 1961    |           | Sohn von Otto von Habsburg (Nr. 1185), seit 2000 19. Großmeister                                                           |
| 1962         | 1270: Anton Habsburg-Lothringen                                                 | 1901    | 1987      | Sohn von Erzherzog Leopold Salvator (Nr. 1031)                                                                             |
| 1962         | 1271: Engelbert von Croÿ                                                        | 1891    | 1974      | Sohn von Karl Herzog von Croy                                                                                              |
| 1962         | 1272: Franz Anton von Thun und Hohenstein                                       | 1890    | 1973      | Neffe von Franz von Thun und Hohenstein (Nr. 1106)                                                                         |
| 1962         | 1273: Amédée Comte d’Andigné                                                    | 1900    | 1993      | |
| 1962         | 1274: Albert Prinz von Lüttich und Belgien                                      | 1934    |           | später Albert II. König der Belgier                                                                                        |
| 1972         | 1275: Jean, Großherzog von Luxemburg                                            | 1921    | 2019      | Großherzog bis 2000, seit 1983 Mitglied im spanischen Ordenszweig                                                          |
| 1972         | 1276: Angelo de Mojana di Cologna                                               | 1905    | 1988      | 77. Großmeister des Malteserordens                                                                                         |
| 1972         | 1277: Andreas Salvator von Habsburg                                             | 1936    |           | Sohn des Erzherzogs Hubert Salvator (Nr. 1175)                                                                             |
| 1972         | 1278: Carl Salvator von Habsburg                                                | 1936    |           | Sohn des Erzherzogs Theodor Salvator (Nr. 1228)                                                                            |
| 1972         | 1279: Karl August von Thurn und Taxis                                           | 1898    | 1982      | Chef des Hauses Thurn und Taxis (1971–1982)                                                                                |
| 1972         | 1280: Amaury de Merode                                                          | 1902    | 1980      | Präsident der FIA (1971–1975)                                                                                              |
| 1972         | 1281: Antoine Marie Joachim Lamoral, 13. Fürst von Ligne                        | 1925    | 2005      | Sohn von Eugène Frédéric de Ligne (Nr. 1250)                                                                               |
| 1972         | 1282: Raymond Vicomte de Chabot-Tramecourt                                      | 1924    | 2012      | |
| 1973         | 1283: Clemens Salvator von Österreich-Toskana                                   | 1904    | 1974      | Sohn von Franz Salvator (Nr. 1058)                                                                                         |
| 1973         | 1284: Albrecht Fürst von Hohenberg                                              | 1931    | 2021      | Sohn von Herzog Maximilian von Hohenberg (Nr. 1212)                                                                        |
| 1974         | 1285: Joachim Egon, 10. Fürst zu Fürstenberg                                    | 1923    | 2002      | Enkel von Fürst Maximilian Egon II. (Nr. 1128)                                                                             |
| 1975         | 1286: Carl Herzog von Württemberg                                               | 1936    | 2022      | Oberhaupt des Hauses Württemberg ab 1975                                                                                   |
| 1975         | 1287: Rasso, Prinz von Bayern                                                   | 1926    | 2011      | Sohn von Franz Maria Luitpold von Bayern                                                                                   |
| 1975         | 1288: Alain de Rohan, Fürst Rohan                                               | 1893    | 1976      | Sohn von Alain de Rohan (Nr. 1157)                                                                                         |
| 1976         | 1289: Eduard Karl, Fürst von Auersperg-Trautson                                 | 1917    | 2002      | Enkel von Fürst Eduard (Nr. 1245)                                                                                          |
| 1977         | 1290: Lorenz Erzherzog von Österreich-Este, Prinz von Belgien                   | 1955    |           | Sohn von Robert Habsburg-Lothringen (Nr. 1210)                                                                             |
| 1977         | 1291: Vincenz, Prinz von und zu Liechtenstein                                   | 1950    | 2008      | Sohn von Heinrich von Liechtenstein (Nr. 1238)                                                                             |
| 1977         | 1292: Ernst von Thun und Hohenstein                                             | 1905    | 1985      | Bruder von Franz Anton von Thun und Hohenstein (Nr. 1272)                                                                  |
| 1978         | 1293: Maria Emanuel Markgraf von Meißen                                         | 1926    | 2012      | Oberhaupt der Wettiner (1968–2012)                                                                                         |
| 1978         | 1294: Nikolaus Lobkowicz                                                        | 1931    | 2019      | Enkel des Fürsten Georg Christian (Nr. 1132)                                                                               |
| 1978         | 1295: Johann Graf Hoyos-Sprinzenstein                                           | 1923    | 2010      | |
| 1980         | 1296: Michael Koloman von Habsburg                                              | 1942    |           | Sohn des Erzherzogs Joseph (Nr. 1178)                                                                                      |
| 1980         | 1297: Michael Salvator Habsburg                                                 | 1949    |           | Sohn des Erzherzogs Hubert Salvator (Nr. 1175)                                                                             |
| 1980         | 1298: Georg von Waldburg zu Zeil und Trauchburg                                 | 1928    | 2015      | Oberhaupt der Linie Zeil (1953–2015)                                                                                       |
| 1980         | 1299: Charles de Limburg Stirum                                                 | 1906    | 1989      | Mitglied des belgischen Senats                                                                                             |
| 1981         | 1300: Hans-Adam II., Fürst von Liechtenstein                                    | 1945    |           | Sohn von Franz Josef II. (Nr. 1227)                                                                                        |
| 1981         | 1301: Clemens Prinz von Altenburg                                               | 1932    | 2022      | Sohn von Clemens Salvator von Österreich (Nr. 1283)                                                                        |
| 1982         | 1302: Duarte Pio, Herzog von Braganza                                           | 1945    |           | Seit 1976 Oberhaupt des portugiesischen Königshauses                                                                       |
| 1983         | 1303: Joseph Hubert Graf von Neipperg                                           | 1918    | 2020      | |
| 1985         | 1304: Georg, Herzog von Hohenberg                                               | 1929    | 2019      | Sohn von Herzog Maximilian von Hohenberg (Nr. 1212)                                                                        |
| 1985         | 1305: Charles Emile Comte d’Oultremont                                          | 1915    | 1993      | |
| 1987         | 1306: Georg Habsburg-Lothringen                                                 | 1964    |           | Sohn von Otto Habsburg (Nr. 1185)                                                                                          |
| 1988         | 1307: Georg, Graf von Nostitz-Rieneck                                           | 1904    | 1992      | |
| 1991         | 1308: Karl Christian Habsburg                                                   | 1954    |           | Sohn von Carl Ludwig Habsburg (Nr. 1220)                                                                                   |
| 1991         | 1309: Karel Schwarzenberg                                                       | 1937    | 2023      | Sohn von Fürst Karl VI. (Nr. 1265), seit 1986 Familienoberhaupt                                                            |
| 1992         | 1310: Joseph Habsburg                                                           | 1960    |           | Sohn von Joseph Habsburg (Nr. 1261)                                                                                        |
| 1993         | 1311: Andrew Bertie                                                             | 1929    | 2008      | 78. Großmeister des Malteserordens                                                                                         |
| 1993         | 1312: Jakob von und zu Eltz                                                     | 1921    | 2006      | |
| 1994         | 1313: Max, 9. Fürst von Khevenhüller-Metsch                                     | 1919    | 2010      | Urgroßneffe von Fürst Richard (Nr. 1024), Chef des Hauses Khevenhüller-Metsch (1977–2010)                                  |
| 1996         | 1314: Alois Konstantin Fürst zu Löwenstein-Wertheim-Rosenberg                   | 1941    |           | Sohn von Karl Fürst zu Löwenstein-Wertheim-Rosenberg (Nr. 1264), seit 1990 Familienoberhaupt                               |
| 1996         | 1315: Franz Graf Czernin von und zu Chudenitz                                   | 1927    | 2002      | |
| 1996         | 1316: Gottfried Graf von Degenfeld-Schönburg                                    | 1925    | 2005      | |
| 2000         | 1317: Heinrich, Fürst von Orsini und Rosenberg                                  | 1925    | 2011      | Chef des Hauses Orsini-Rosenberg (1932–2011)                                                                               |
| 2000         | 1318: Mariano Hugo Windisch-Grätz                                               | 1955    |           | Seit 1976 Chef des Hauses Windisch-Graetz                                                                                  |
| 2000         | 1319: Olivier d’Ormesson                                                        | 1918    | 2012      | Mitglied des Europäischen Parlaments (1979–1989)                                                                           |
| 2000         | 1320: Johann Friedrich Freiherr von Solemacher-Antweiler                        | 1945    |           | |
| 2000         | 1321: Nikola Baron Adamovich de Csepin                                          | 1936    | 2017      | |

### 21. Jahrhundert
| Aufnahmejahr | Name                                              | Geboren | Gestorben | Bemerkungen                                                                   |
| ------------ | ------------------------------------------------- | ------- | --------- | ----------------------------------------------------------------------------- |
| 2001         | 1322: Friedrich Herzog von Württemberg            | 1961    | 2018      | Sohn von Carl Herzog von Württemberg (Nr. 1286)                               |
| 2001         | 1323: Georg Adam Starhemberg                      | 1961    |           | Seit 1997 Chef des Hauses Starhemberg                                         |
| 2001         | 1324: Bernard Guerrier de Dumast                  | 1932    | 2019      |                                                                               |
| 2002         | 1325: Alexander Schönburg-Hartenstein             | 1930    | 2018      | Seit 1992 Chef des Hauses Schönburg-Hartenstein                               |
| 2002         | 1326: Kubrat, Fürst von Panagyurishte             | 1965    |           | 3. Sohn von Zar Simeon II. von Bulgarien                                      |
| 2004         | 1327: Friedrich Mayr-Melnhof                      | 1924    | 2020      |                                                                               |
| 2006         | 1328: Henri, Großherzog von Luxemburg             | 1955    |           | Sohn von Jean (Nr. 1275)                                                      |
| 2008         | 1329: Philipp von Belgien, Herzog von Brabant     | 1960    |           | Seit 2013 König der Belgier; Sohn von König Albert II. (Nr. 1274)             |
| 2008         | 1330: Prinz Michael von Liechtenstein             | 1951    |           |                                                                               |
| 2009         | 1331: Fra' Matthew Festing                        | 1949    | 2021      | 79. Großmeister des Malteserordens                                            |
| 2009         | 1332: Maximilian Turnauer                         | 1931    | 2020      | Sohn von Herbert Turnauer                                                     |
| 2009         | 1333: Peter Seilern-Aspang                        | 1952    |           |                                                                               |
| 2011         | 1334: Ferdinand Zvonimir Habsburg-Lothringen      | 1997    |           | Sohn von Karl von Habsburg (Nr. 1269)                                         |
| 2011         | 1335: Michel, 14. Fürst von Ligne                 | 1951    |           | Sohn von Antoine 13. Fürst von Ligne (Nr. 1281)                               |
| 2011         | 1336: Charles Louis, Prinz von Merode             | 1948    |           | Prior des Ritterordens vom Heiligen Sebastian in Europa                       |
| 2012         | 1337: Alexander von Sachsen-Gessaphe              | 1954    |           | Oberhaupt (umstritten) der Wettiner seit 2012                                 |
| 2012         | 1338: Dominic Habsburg-Lothringen                 | 1937    |           | Sohn von Anton von Österreich-Toskana                                         |
| 2013         | 1339: Ferdinand Trauttmansdorff-Weinsberg         | 1950    |           |                                                                               |
| 2014         | 1340: Prospero Colonna, Prinz von Avella          | 1956    |           |                                                                               |
| 2015         | 1341: Nikolaus von Liechtenstein                  | 1947    |           | Sohn von Franz Josef II., Fürst von und zu Liechtenstein (Nr. 1227)           |
| 2015         | 1342: Georg von Károlyi                           | 1946    |           |                                                                               |
| 2015         | 1343: Victor Freiherr von Baillou                 | 1931    | 2023      | Seit 1973 Schwiegersohn von Anton von Österreich-Toskana                      |
| 2016         | 1344: Eduard Habsburg-Lothringen                  | 1967    |           | Sohn von Michael Koloman von Habsburg (Nr. 1296)                              |
| 2016         | 1345: Emanuel zu Salm-Salm                        | 1961    |           |                                                                               |
| 2016         | 1346: Johannes Trapp von Matsch                   | 1946    |           |                                                                               |
| 2018         | 1347: Maximilian Habsburg-Lothringen              | 1961    |           | Sohn von Ferdinand von Habsburg (Nr. 1237)                                    |
| 2019         | 1348: Asfa-Wossen Asserate                        | 1948    |           | Großneffe von Kaiser Haile Selassie I.                                        |
| 2019         | 1349: Nicolas, Herzog von Hohenberg               | 1961    |           | Sohn von Georg, Herzog von Hohenberg (Nr. 1304)                               |
| 2020         | 1350: Franz Joseph Prinz von Auersperg-Trautson   | 1954    |           | Sohn von Eduard Karl, Fürst von Auersperg-Trautson (Nr. 1289)                 |
| 2021         | 1351: Joseph Albert Habsburg-Lothringen           | 1994    |           | Sohn von Joseph Habsburg (Nr. 1310)                                           |
| 2021         | 1352: Severin Meister                             | 1981    |           | Sohn von Gabriela von Habsburg, Höchste Ordensschutzfrau des Sternkreuzordens |
| 2022         | 1353: Erbprinz Alois von und zu Liechtenstein     | 1968    |           | Sohn von Hans-Adam II., Fürst von Liechtenstein (Nr. 1300)                    |
| 2022         | 1354: Rodolphe, Comte de Looz-Corswarem           | 1944    |           |                                                                               |
| 2022         | 1355: Zsolt Semjén                                | 1962    |           | Stellvertretender Ministerpräsident Ungarns                                   |
| 2023         | 1356: John Dunlap                                 | 1957    |           | Großmeister des Souveränen Malteser Ritterordens                              |
| 2024         | 1357: Simeon Archiduc d'Austria                   |         |           |                                                                               |
| 2024         | 1358: Prinz Ferdinand zu Schwarzenberg            | 1989    |           | Neffe von Fürst Karl zu Schwarzenberg                                         |
| 2024         | 1359: Niklas Altgraf zu Salm-Reifferscheidt-Raitz | 1972    |           |                                                                               |
| 2024         | 1360: Johannes Graf von Meran                     | 1961    |           |                                                                               |